# Abbaye Saint-Paul de Cormery
Vous lisez un « article de qualité » labellisé en 2021.
Pour les articles homonymes, voir Abbaye Saint-Paul et Saint-Paul.
L'abbaye Saint-Paul de Cormery est une ancienne abbaye bénédictine située sur le territoire de la commune de Cormery dans le département français d'Indre-et-Loire en région Centre-Val de Loire.
Simple fondation monastique d'Ithier en 791, elle est élevée en l'an 800 au rang d'abbaye par Alcuin, et adopte la règle de saint Benoît. Elle est dès lors rattachée à l'abbaye Saint-Martin de Tours, et le reste jusqu'à la dissolution de la communauté monastique sous la Révolution. Malgré des dommages causés par les Normands dans la seconde moitié du IXe siècle mais difficiles à quantifier, l'abbaye se développe rapidement, et autour d'elle le bourg de Cormery. Au milieu du Moyen Âge, elle compte de très nombreuses possessions dans plusieurs provinces françaises et ses bateaux peuvent naviguer librement sur tous les cours d'eau du royaume ; forte de cinquante moines, c'est alors l'une des plus puissantes abbayes tourangelles. Elle est affectée par la guerre de Cent Ans, dont elle se relève pourtant, puis par les guerres de Religion, dont elle ne se remet jamais complètement. Malgré l'intervention des mauristes à partir de 1662, elle ne retrouve pas son éclat, ses effectifs diminuent inexorablement et c'est une abbaye déjà bien affaiblie qui succombe à la suppression des congrégations pendant la Révolution, en 1790. Les derniers moines sont dispersés, les bâtiments vendus comme biens nationaux sont détruits ou morcelés puis remaniés.
Au XXIe siècle, il reste toutefois d'importants vestiges de l'abbaye Saint-Paul de Cormery, dispersés dans un paysage urbain où leur unité première est parfois difficilement identifiable parmi les constructions récentes : la tour Saint-Paul (le clocher-porche de l'abbatiale), une chapelle gothique du chœur, le réfectoire en grande partie sauvegardé bien que très remanié et une portion de la galerie du cloître sont toujours debout. À la périphérie de la clôture monastique, subsistent les logis de l'abbé, du prieur et du sacristain (logis du sacriste selon la terminologie locale). Par étapes entre 1908 et 1933, tous ces vestiges, à l'exception du logis du sacristain, sont classés ou inscrits au titre des monuments historiques tandis que les chapiteaux des parties préservées figurent à l'inventaire général du patrimoine culturel. En 2021, c'est l'ensemble des vestiges à l'exception des bâtiments déjà classés qui bénéficient d'une protection au tire de son inscription.

## Localisation et toponymie
L'abbaye est construite sur la rive gauche de l'Indre, entre la rivière au nord, la départementale D 943 à l'ouest et la D 17 (route de Montrésor) au sud. À l'époque moderne, le niveau du sol de l'ancien cloître ne se trouve qu'à 3,50 m environ au-dessus du niveau moyen de l'Indre.
La localisation exacte de la fondation initiale n'est pas formellement connue, mais elle est certainement proche de l'abbaye qui lui succède, alors que le flanc du coteau est probablement intégralement boisé. Un chemin médiéval, hérité de l'Antiquité, relie alors Tours à Argenton-sur-Creuse par la rive droite de l'Indre.
L'origine du nom Cormaricus, cité dès 791, n'est pas connue avec certitude. Le recours au suffixe -acum ou -acus, qui indique une localisation ou une propriété est assez généralement admis. Plusieurs hypothèses sont avancées pour expliquer le radical Cormar-. Albert Dauzat et Charles Rostaing pensent que Cormery aurait pu être, à l'origine, le « lieu du cormier » en référence à un arbre remarquable situé à l'emplacement de monastère primitif. Selon Ernest Nègre, *Curmeriacum serait le domaine de Curmerus, anthroponyme d'origine germanique. Annick Chupin, pour sa part, évoque un autre nom germanique, celui de Cormaricus, tout en reconnaissant la fragilité de sa proposition. Le cartulaire de Cormery et le Recueil de chroniques de Touraine rapportent une tradition voulant qu'Ithier soit venu se retirer en pénitence en ce lieu, le « cœur marri » (cor moerens), hypothèse reposant sur une ressemblance phonétique unanimement écartée par les linguistes.

## Historique

### Ithier, précurseur, et Alcuin, fondateur

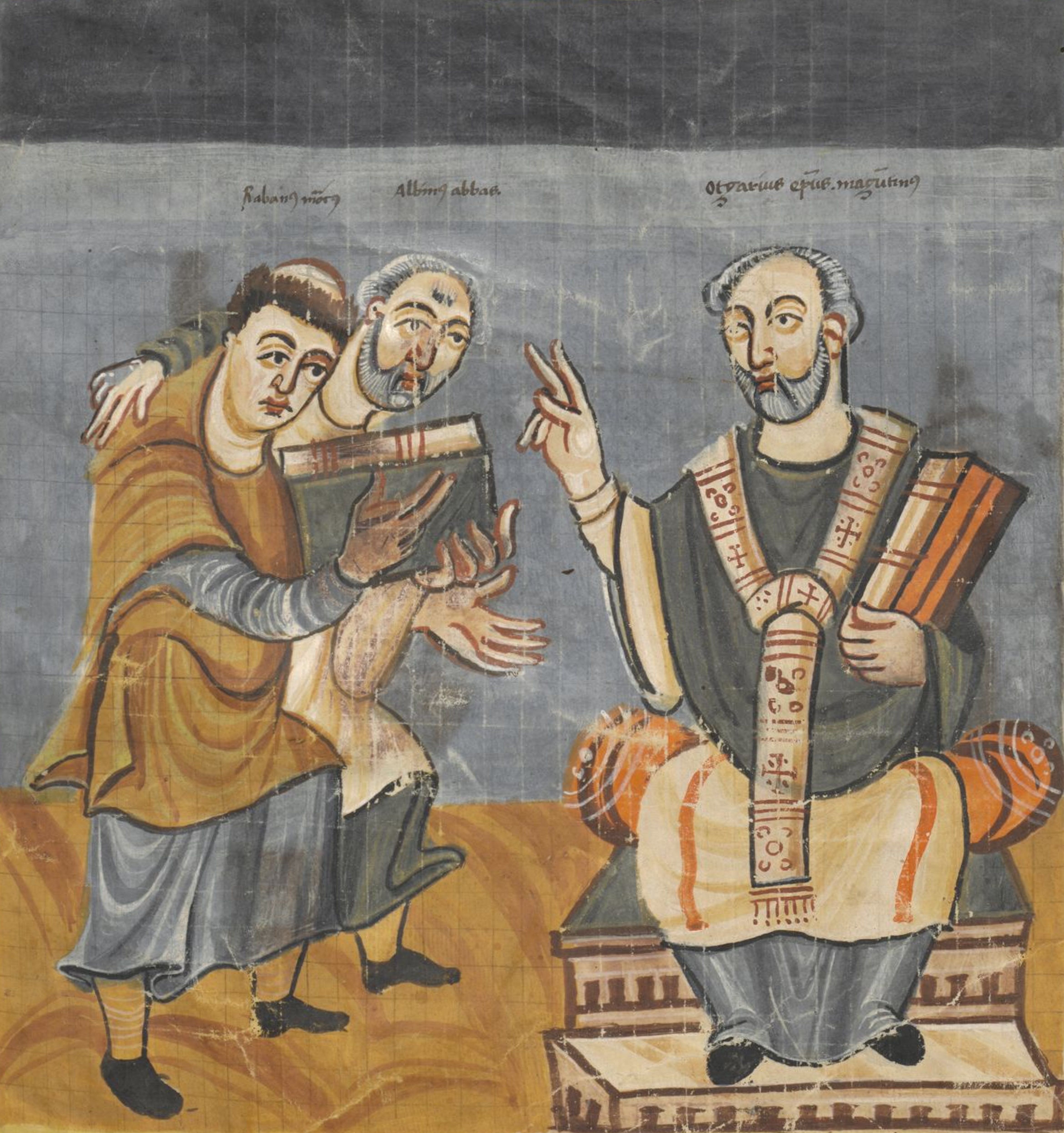
Alcuin (au centre), abbé de Saint-Martin de Tours et de Saint-Paul de Cormery.

En 791, Ithier, abbé de Saint-Martin et chancelier de Charlemagne fonde une première communauté religieuse au lieu-dit Cormaricus sur le versant de la rive sud de l'Indre, sur un terrain qu'il a acheté. Plusieurs auteurs, reprenant les propos de Jean-Jacques Bourassé, disent qu'il s'agissait d'un lieu retiré, d'une « solitude sauvage ». Annick Chupin est d'un avis différent : pour elle, le site était habité depuis longtemps et le présenter comme désert et isolé n'est qu'un moyen de magnifier l'acte fondateur d'Ithier ; les fouilles de 2016-2017 dans le cloître montrent d'ailleurs une occupation antérieure de plusieurs décennies à l'implantation monastique d'Ithier, mais dont la nature ne peut être précisée. Une première église est bâtie, sous le vocable de la Sainte-Trinité et son maître autel est dédié à saint Paul. Ithier vient y faire retraite avec plusieurs de ses moines et obtient pour la « celle Saint-Paul » le statut de monastère. Il la dote de plusieurs biens lui appartenant en Touraine, mais aussi en Anjou, dans le Blésois et le Dunois ; il la place sous l'autorité de l'abbaye Saint-Martin de Tours. Son futur successeur, Alcuin, lui demande d'achever son œuvre mais Ithier meurt, probablement en 796.
C'est Alcuin qui, avec l'aide de son ami Benoît d'Aniane, en fait une abbaye véritablement structurée, soumise à la règle de saint Benoît. L'accord du pape Léon III obtenu, une charte de Charlemagne du 3 juin 800 précise les modalités de cette refondation. Une vingtaine de moines venus de Gothie la rejoignent. La reconstruction totale des bâtiments, selon un plan conforme à la règle bénédictine, s'impose mais Alcuin n'a pas le temps de la réaliser avant sa mort en 804. Une tradition couramment répandue veut qu'Alcuin ait résidé de façon régulière à Cormery ; rien, en l'état des connaissances, ne permet de l'affirmer.

### Apogée médiéval

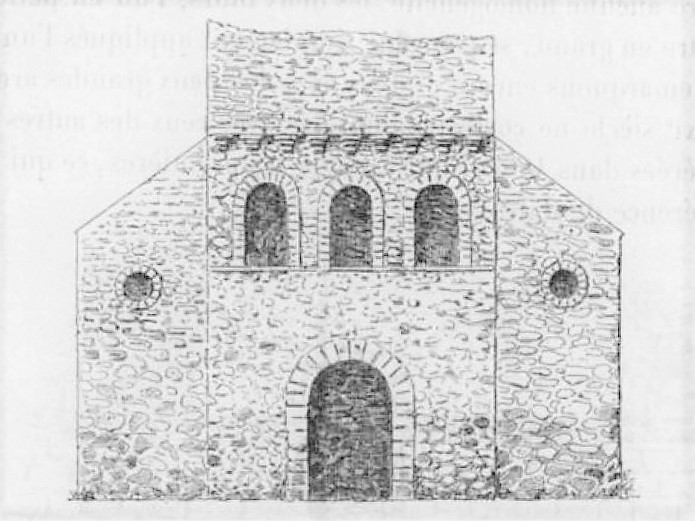
Proposition de restitution de l'abbatiale de Frédegis (1908).

Frédegis devient abbé de Saint-Martin à la mort d'Alcuin, dont il était l'élève. En 816, il obtient du roi Louis le Pieux la confirmation des privilèges accordés à l'abbaye par Charlemagne dont celui, datant de 807, de libre navigation sur l'ensemble des rivières du royaume, privilège important pour la prospérité économique de la communauté. Il fait rebâtir l'abbaye de Cormery et construire une nouvelle église pour la communauté désormais forte de cinquante moines, probablement avant 820, année où il est élu abbé de Saint-Bertin à Saint-Omer. En 831, Jacques est le premier abbé de Saint-Paul de Cormery élu par la communauté des moines de l'abbaye. L'abbé Audacher, son successeur, autorise en 845 la tenue de foires et marchés publics à Cormery : la population du bourg s'accroît, ce qui profite à l'abbaye. Vers 850, Audacher concrétise le souhait de deux chevaliers qui désirent que soit fondée une abbaye sur leur terre de Villalupa : c'est la naissance de l'abbaye Saint-Sauveur de Villeloin à Villeloin-Coulangé, qui dépend dans un premier temps de Cormery. En 853, les Normands remontent la Loire vers Tours. Les reliques de saint Martin, qu'ils convoitent, sont alors mises à l'abri à Cormery, avant de revenir à Tours dès l'année suivante : les Normands, arrivant à Cormery sans y trouver la châsse de saint Martin, saccagent la ville et l'abbaye,. Cette chronologie ne repose toutefois que sur l'interprétation de récits historiographiques et une éventuelle incursion des Normands à Cormery est peut-être plus tardive (décennie 860) ; de même il est difficile de juger de l'impact réel de cet événement, peut-être moins important que les chroniques ne le rapportent, et qui ne met manifestement pas en danger la survie de l'abbaye. À la même époque et probablement pour la même raison, les reliques de saint Loup quittent Bayeux pour Cormery. En 865, l'abbaye de Saint-Martin fait don à Saint-Paul de plusieurs domaines ayant appartenu à Alcuin, en Champagne et en Bourgogne. Le fief de Cormery, situation peu courante, ne dépend d'aucun seigneur. Seul l'abbé en exerce l'autorité administrative comme judiciaire.
Les reliques des saints Edoch et Cyrioch, (peut-être Evéoc et Kirrio, deux saints bretons) auraient été apportées à Cormery par des moines venus de Bretagne au début du Xe siècle ; c'est ce que rapporte une chronique rédigée en 1666. Vers 944, Foulques le Bon, comte d'Anjou, est abbé laïc de Saint-Paul, situation qui existe probablement depuis le début du Xe siècle. Le retour à un abbé régulier a lieu avec Guy d'Anjou, fils du précédent, vers 954. En 965, cet abbé libère l'abbaye de Villeloin de la tutelle de Cormery. À cette époque, la richesse de Saint-Paul de Cormery s'accroît par les effets de la « peur de l'an mille » : de nombreux chrétiens font don de leurs biens à l'abbaye, espérant ainsi assurer le salut de leur âme.
Sous les abbatiats de Robert Ier et Robert II (1026-1060), un programme de reconstruction est entrepris. Une abbatiale romane est édifiée ; elle est consacrée le 13 novembre 1054 bien que les travaux ne soient pas terminés. Le père Guillaume Louis, un des moines de Cormery, à l'issue de plusieurs voyages à Jérusalem et en Terre sainte, dote l'abbaye de nombreuses reliques qui attirent les visiteurs et créent un courant commercial dans la ville, d'autant plus que Cormery se trouve sur l'un des nombreux chemins vers Saint-Jacques-de-Compostelle. Pèlerins et visiteurs sont accueillis dans un hospice situé à l'ouest de l'abbaye. Les moines, qui ont obtenu des droits de propriété sur l'Indre, y installent trois moulins à farine près de l'abbaye, dits « moulins de Saint-Paul » ; ils en perçoivent les revenus au titre de la banalité. Les donations se poursuivent sous l'abbatiat de Guy II (1070-1111) ; elles permettent la surélévation de la tour Saint-Paul et la reprise de sa base,.
La mention d'un emprunt en 1254 montre que l'abbaye connaît alors des difficultés financières. C'est l'époque où le réfectoire et la porterie sont édifiés. À la fin du XIIIe siècle, la partie orientale de l'église s'écroule. L'abbé Thibault de Châlon en organise la reconstruction entre 1290 et 1310, mais c'est maintenant l'architecture gothique qui prévaut. L'abbé Jean le Chat, entre 1334 et 1352, obtient du pape l'autorisation de réduire à trente moines l'effectif de l'abbaye.

### Soubresauts des guerres
L'abbaye subit les assauts des Anglais ou, plus vraisemblablement, de factions se réclamant de leur parti en 1353, 1358 puis 1412. En 1358 notamment, une bande armée commandée par le Français Basquin du Poncet et basée à La Roche-Posay dévaste et pille la ville en massacrant ou déportant une partie de ses habitants. Le 29 mars 1358, elle pénètre dans l'abbaye, en chasse les moines qui n'ont pas encore fui — l'abbé Gérard Potier s'est, pour sa part, réfugié à Tours —, loge ses chevaux dans l'abbatiale et commence à aménager les lieux pour s'y établir à demeure ; le cloître est presque entièrement détruit,. Elle accepte finalement de quitter Cormery un an plus tard, moyennant une forte rançon. Les moines revenus, des travaux de réparation commencent à être engagés lorsqu'en 1412 les Anglais menacent Cormery après avoir pillé l'abbaye de Beaulieu-lès-Loches. Les moines de Cormery proposent d'acheter leur sécurité et celle de la ville, négociée auprès de Thomas Beaufort ; malgré tout, Cormery est sur le point d'être assiégée quand elle est délivrée par Jean IV de Bueil.

1 et 2 : niveaux successifs de la toiture de la nef.

Après la guerre de Cent Ans, l'abbé Guillaume de Hotot fait remanier et rehausser la nef de l'abbatiale. Le roi Charles VII, par une charte du 7 avril 1443, autorise les habitants de Cormery à fortifier la ville. Ce document précise qu'il s'agit d'éviter que ne se renouvellent les dommages causés aux « maisons et édifices que lesdicts gens d'armes [bandes armées de la Guerre de Cent Ans] ont desmollies et rompues ». Des douves reliées à un canal parallèle à l'Indre complètent le dispositif. La tour Saint-Jean est ainsi construite par Pierre Berthelot entre 1452 et 1476, accolée à l'extrémité sud du transept de l'abbatiale qu'elle épaule mais elle devient rapidement inutile en tant qu'élément défensif face aux progrès de l'artillerie.

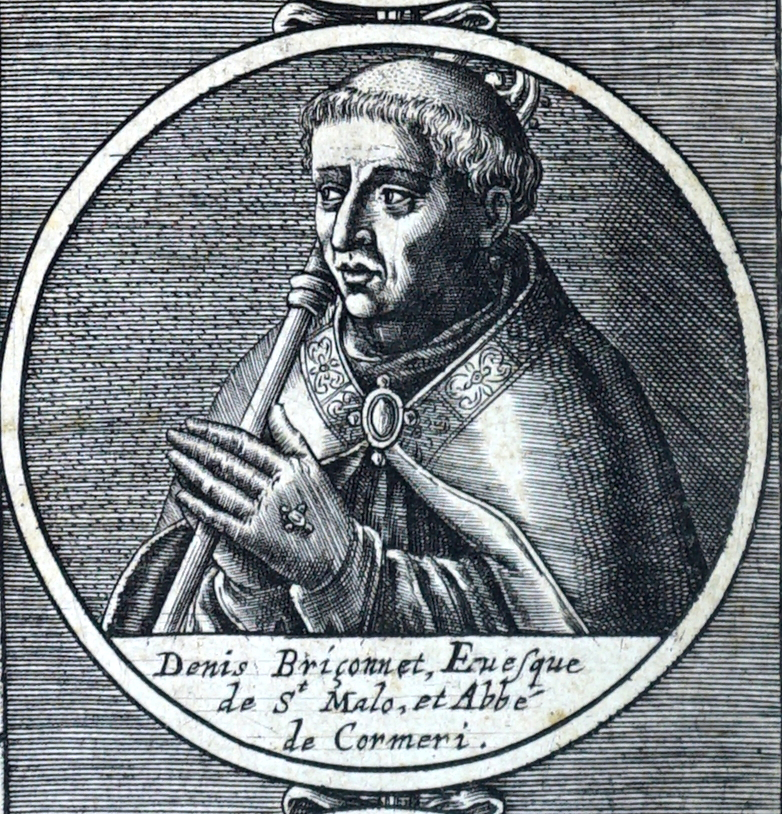
Denis Briçonnet par Jean Picart,
bibliothèque Carnegie (Reims).

En 1519, le régime de la commende est appliqué à l'abbaye Saint-Paul. Ce système dans lequel les abbayes sont dirigées par des abbés séculiers, voire laïcs, et plus attachés à gérer leurs revenus personnels que ceux de l'abbaye, n'est pas plus favorable à Saint-Paul de Cormery qu'aux autres abbayes. Le premier de ces abbés, Denis Briçonnet, se montre pourtant attentif à la prospérité de l'établissement. Lui-même et son successeur Jean du Puy agrandissent et embellissent les bâtiments (mobilier, vitraux, œuvres d'art). Ces abbés et le prieur Joachim Périon enrichissent, réorganisent et classent la bibliothèque de Cormery, Périon récolant le cartulaire de l'abbaye dans un manuscrit. La construction des fortifications n'empêche pas qu'en 1562, dès le début des guerres de Religion, les protestants pillent le trésor de l'abbaye et emportent les reliquaires en les vidant de leur contenu ; ils détruisent les tableaux et autres œuvres d'art qui ornent l'abbatiale, dont un grand bas-relief en argent doré offert par Jean du Puy,. Presque 40 ans plus tôt, en 1523, une épidémie de peste sévissant à Cormery comme dans l'ensemble de la Touraine emporte quatorze moines, soit la moitié de l'effectif de l'abbaye ; 500 victimes sont également à déplorer parmi la population de la paroisse. Il ne reste plus que quinze moines à l'abbaye à la fin du XVIe siècle alors qu'ils étaient vingt-huit en 1520 et vingt en 1550.

### Réforme mauriste

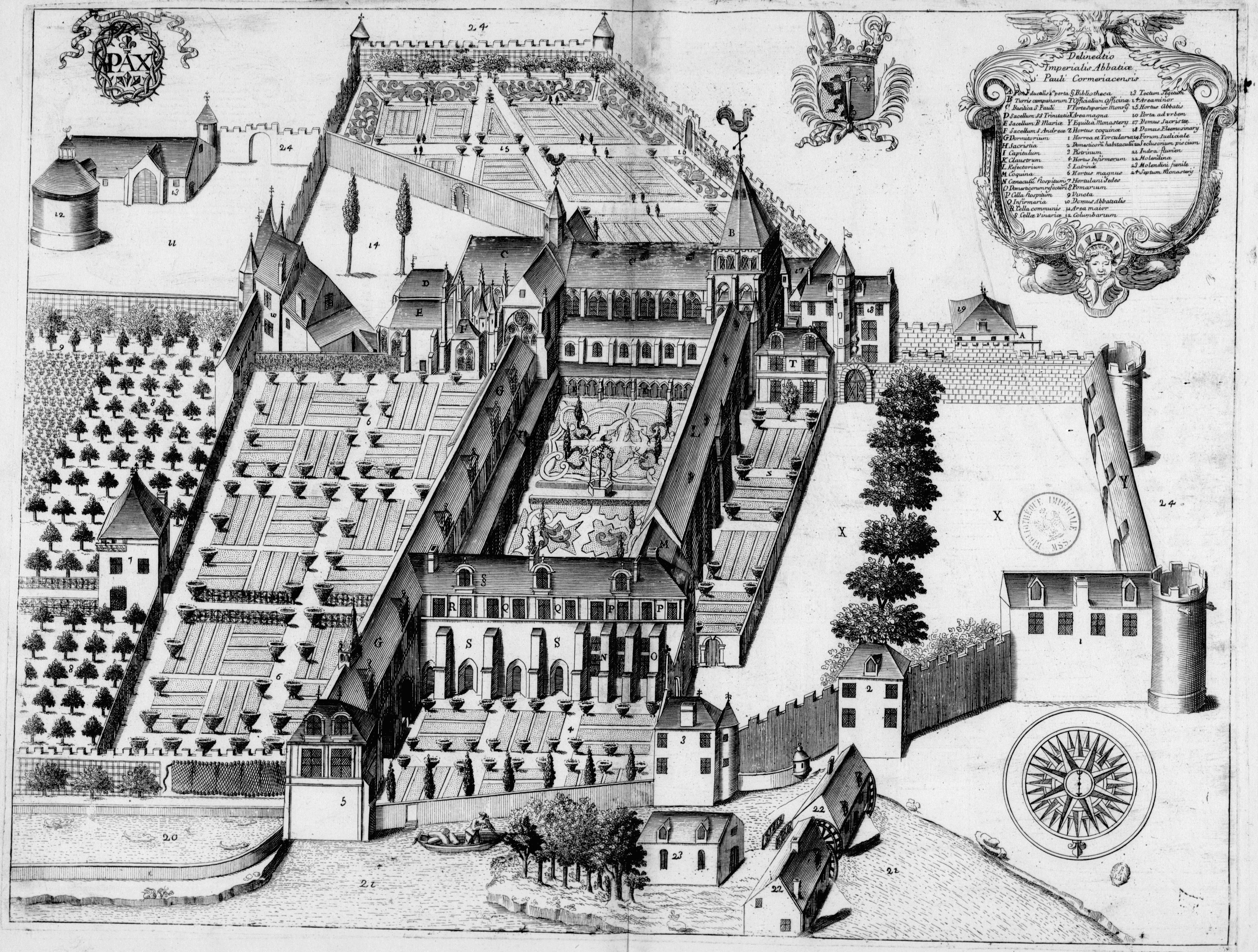
Représentation de l'abbaye dans le Monasticon Gallicanum.

Un siècle après son pillage et sa destruction partielle pendant les guerres de Religion, l'abbaye passe le 28 mars 1662 sous l'autorité de la congrégation de Saint-Maur pendant l'abbatiat d'Henri de Béthune. Les mauristes sont chargés, comme dans d'autres abbayes à la même période, de restaurer la rigueur bénédictine peu à peu relâchée au fil des siècles, de « recruter » de nouveaux moines et de restaurer les anciens bâtiments ou d'en construire de nouveaux. Saint-Paul de Cormery est rattachée à la province de Bretagne.
La reprise en main mauriste s'accompagne d'un important travail sur l'histoire de l'abbaye et l'inventaire de ses possessions, réalisé par deux moines en 1666 et 1680. En 1691, les mauristes conçoivent un vaste plan de reconstruction de l'ensemble de l'abbaye mais le manque d'argent les en empêche. Empruntant 11 000 livres — l'équivalent de près de trois années de revenus de l'abbaye — entre 1693 et 1698, ils revoient leurs ambitions à la baisse. Dans la dernière décennie du XVIIe siècle, la salle capitulaire est reconstruite, de nouveaux dortoirs sont édifiés à l'étage de la même aile ; un étage est également ajouté au-dessus des celliers, au nord du cloître. Les mauristes adoptent là les dispositions généralement retenues en pareil cas : des cellules individuelles remplacent les dortoirs collectifs et les nouveaux dortoirs sont à l'étage. À cet égard, la planche iconographique dans le Monasticon Gallicanum, un document réalisé à la demande de dom Michel Germain, historien mauriste, semble être une vue idéalisée de l'abbaye, les travaux projetés une fois terminés, et non une représentation fidèle de l'existant, à l'instar d'autres planches de l'ouvrage,. En 1776, la route royale de Tours à Châteauroux, actuelle D 943, est ouverte ; elle passe alors en bordure ouest de l'enclos monastique mais la ville de Cormery en profite beaucoup plus que son abbaye.
Les initiatives des mauristes ne permettent cependant pas de résoudre les problèmes financiers de l'abbaye qui s'est endettée pour les travaux de reconstruction et, le déclin général du clergé en France aidant, le nombre de religieux décroît inexorablement : dix en 1741, six en 1771. Les revenus de l'abbaye baissent également et Saint-Paul doit se séparer d'une partie de son patrimoine foncier (jardin) ou mobilier (orgues de l'abbatiale). Les 25 et 26 novembre 1770, l'Indre connaît une crue d'une ampleur inégalée en raison de très fortes pluies sur son bassin versant pendant les jours précédents. L'eau monte jusqu'à 1,30 m dans l'abbaye, arrache le dallage des sols, fragilise les murs des celliers — bâtiments les plus proches de la rivière — et détruit les réserves qui y sont entreposées. Les moulins de Saint-Paul, sur l'Indre, sont emportés. L'abbaye reçoit une aide de 15 000 livres de la généralité de Tours, somme qui permet tout juste de procéder aux réparations les plus urgentes.

### Fin de l'abbaye sous la Révolution

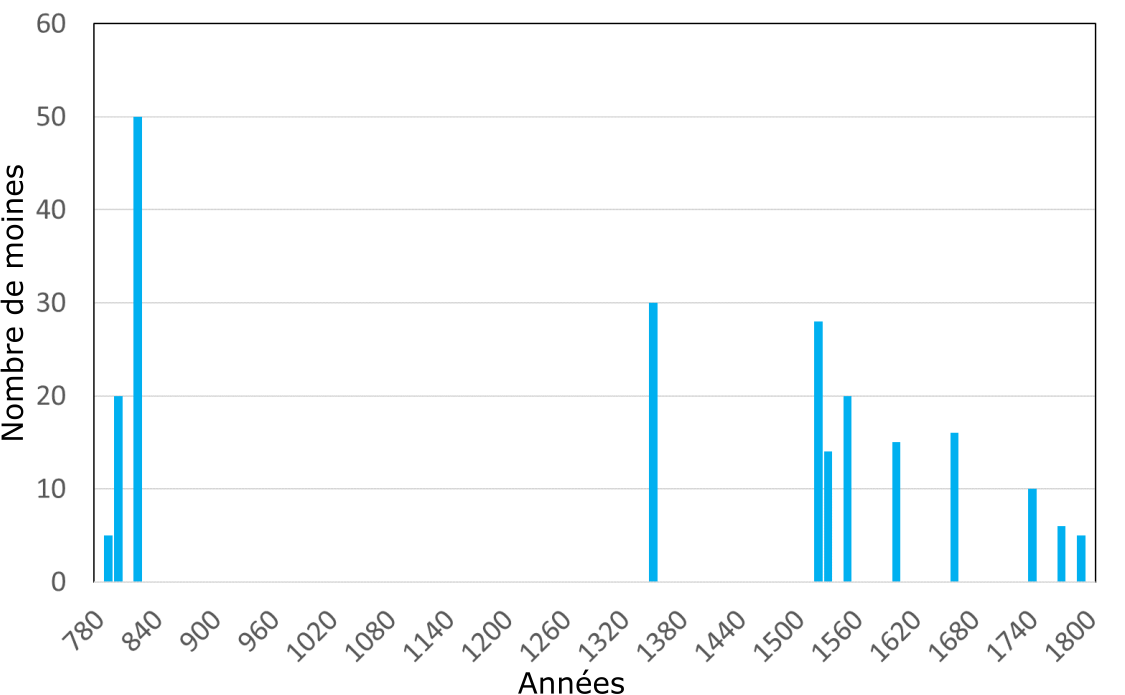
Effectif des moines de l'abbaye.

Au début de 1790, au moment de la suppression des ordres monastiques, seuls cinq moines, âgés, occupent encore l'abbaye. Seul le sort de l'un d'eux peut être partiellement reconstitué : dom Pierre Jean-Baptiste Baubé est déporté à Bordeaux puis embarqué à destination de Cayenne ; sa trace se perd ensuite. Le 17 mars 1791, les biens du clergé peuvent être mis en vente. C'est chose faite pour l'abbaye dès le 26 du mois. Les bâtiments conventuels, qui commencent déjà à être pillés (toitures ou pierres des murs récupérées, mobilier emporté) sont mis en vente comme biens nationaux à partir du mois de mai. Le premier acheteur en est Gaspard-Jean-Joseph-Olivier de Pignol, baron de Rocreuse le 1er juillet 1791. Il émigre peu de temps après et, comme son épouse renonce à ses biens, alors sous séquestre, une nouvelle vente est organisée. En l'an III, un projet de reconversion de l'abbaye en fonderie d'armes et d'outils et dont les plans sont déjà établis est cependant abandonné. La compagnie Bodin de Paris achète l'ensemble des bâtiments monastiques le 22 juillet 1799 (4 thermidor an VII du calendrier républicain) alors que les parties supérieures de l'abbatiale viennent de s'écrouler, en fait 17 parts qu'elle revend à des particuliers,,. Louis Duvau, administrateur et commissaire du district, est chargé de cette nouvelle vente. Il se porte par ailleurs acquéreur de plusieurs biens pour les revendre ensuite, dans des conditions qui font naître la suspicion chez de nombreux Cormeriens. La vente se prolonge, par lots et au gré de reventes successives, jusqu'en 1820 ; certains bâtiments, comme les dortoirs reconstruits par les mauristes, menacent déjà ruine. Les premiers acheteurs morcellent à leur tour leur part pour la revendre, ce qui aboutit à un nombre total de 54 lots.

### Restructurations et réaménagements

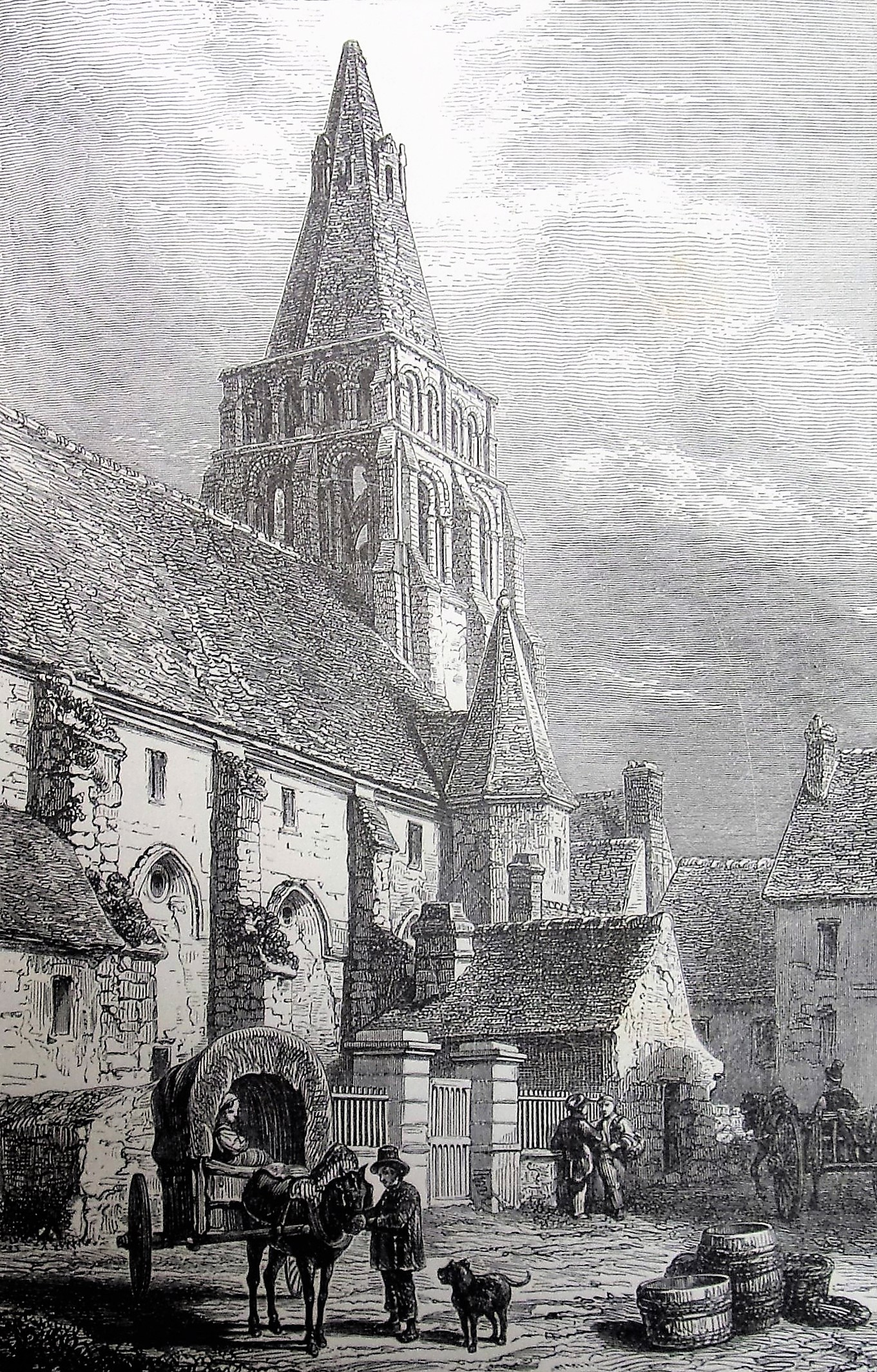
Tour Saint-Paul et réfectoire dans la première moitié du XIXe siècle.

La chapelle Saint-Symphorien est transformée en écurie pour y loger les chevaux de la gendarmerie pendant la Révolution avec aménagement d'un étage pour y stocker foin et paille ; ceci lui permet d'échapper à la destruction. La tour Saint-Jean est également épargnée, car elle est alors utilisée comme prison municipale. Le réfectoire, bien que réparti en plusieurs lots puis morcelé par des cloisonnements internes, est lui aussi conservé. La tour Saint-Paul reste debout parce que, selon Amans-Alexis Monteil qui visite Cormery vers 1804, « il en coûterait trop pour l'abattre ». Le 2 décembre 1891, toutefois, l'étage de son beffroi et sa flèche en pierre s'effondrent. L’événement est mentionné dans La Chronique des arts et de la curiosité, supplément hebdomadaire national à La Gazette des beaux-arts. C'est également au cours du XIXe siècle que, les décombres de la nef déblayés, une rue est percée à son emplacement. En 1827, un agriculteur déterre, dans un champ près de Cormery — l'inventeur ne révèle pas le lieu exact de sa découverte —, une tête de vermeil renfermant un crâne humain. Ce dernier est, selon la tradition, celui de saint Adrien et la tête faisait partie du trésor de l'abbaye jusqu'à son pillage par les huguenots en 1562. Cet objet est désormais conservé dans le trésor de la cathédrale Saint-Gatien de Tours,.

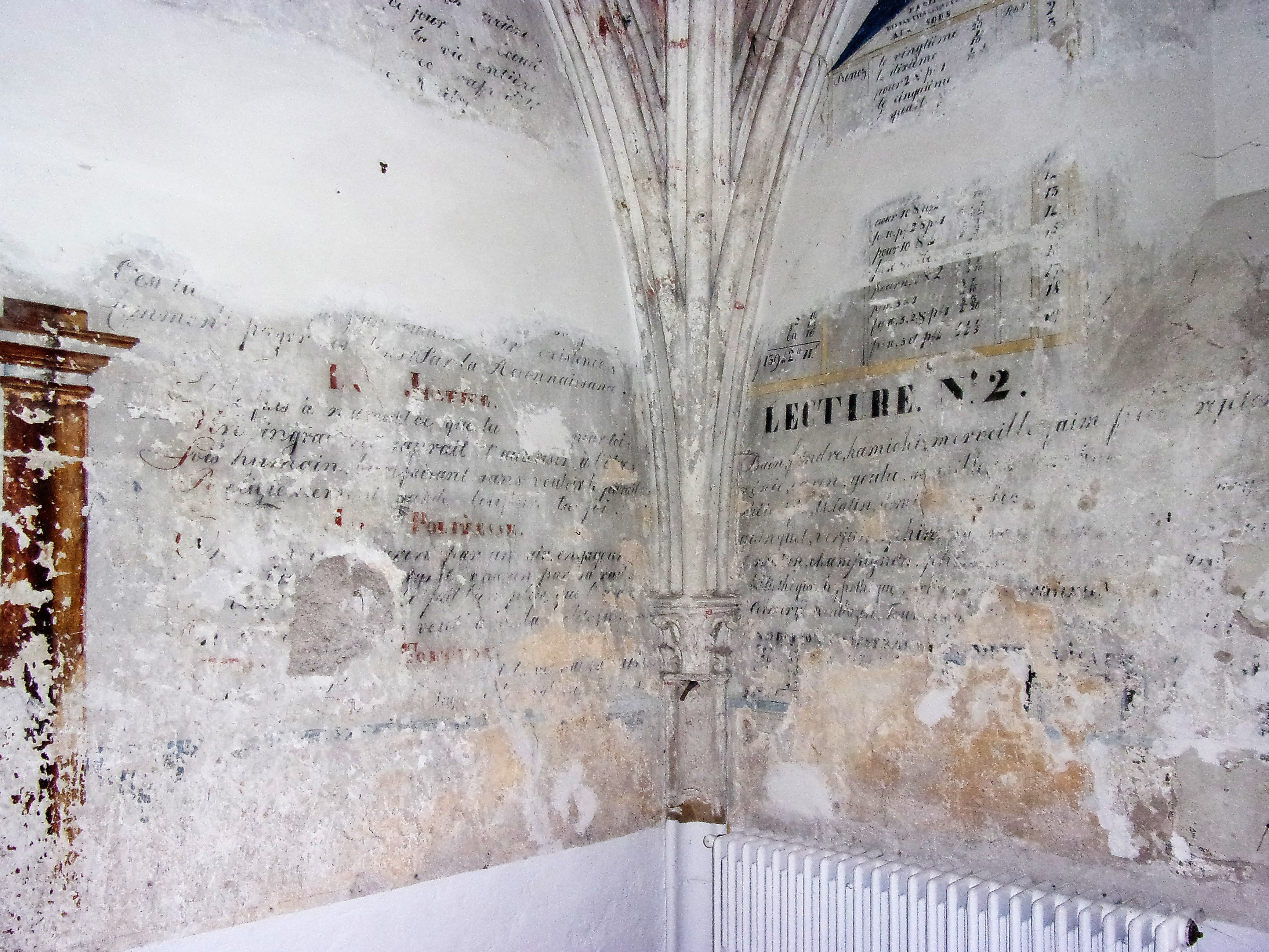
Textes de maximes scolaires sur les murs de l'étage du réfectoire aménagé en école.

Au XIXe siècle, plusieurs anciens bâtiments monastiques font office d'école. C'est le cas entre 1883 et 1888 de la chapelle Saint-Symphorien (école maternelle) car l'ancien bâtiment servant de salle de classe est détruit. La salle du dernier étage, au nord du réfectoire, issue des multiples réaménagements de ce bâtiment, connaît la même affectation. Il en est de même pour le logis abbatial (école des filles). Enfin, la maison du sacristain est le siège de l'école Notre-Dame. Les écoles ne sont pas les seuls bâtiments à usage public aménagés dans les vestiges de l'abbaye : le croisillon nord du transept, pourvu d'une charpente et d'une couverture, devient une halle aux moutons.
Subsistent encore, au XIXe siècle, des murs périphériques des bas-côtés de la nef abbatiale. Ils sont progressivement intégrés, au cours de ce siècle et du suivant, à des habitations et des remises construites en bordure de la rue ouverte à l'emplacement de la nef. Le 19 juin 1940, les Allemands sont aux portes de Tours, sur la rive nord de la Loire. Ils lancent des obus et des balles traçantes sur la ville. Dans l'incendie qui s'ensuit, la bibliothèque municipale brûle et, avec elle, le manuscrit original du cartulaire de l'abbaye collecté par Joachim Périon, ; ce document avait toutefois été retranscrit par Jean-Jacques Bourassé en 1861.
Au XXIe siècle, la propriété des vestiges des bâtiments conventuels revient soit au conseil départemental d'Indre-et-Loire (ancienne cuisine ou « logis Boyer » mais ce bien est en vente depuis 2019 et, en juin 2020, la commune exerce son droit de préemption urbain), soit à la communauté de communes Loches Sud Touraine (réfectoire pour partie), soit à la ville de Cormery (réfectoire pour partie, cloître pour partie, porterie, tour Saint-Paul, chapelle Saint-Symphorien, transept), soit enfin à des propriétaires privés (cloître pour partie, ancienne salle capitulaire, logis du sacristain, de l'abbé et du prieur). Plusieurs chantiers de restauration sont engagés, à l'initiative de l'association des amis d'Alcuin. La porterie et la chapelle Saint-Symphorien sont restaurées intérieurement, ce qui permet de retrouver l'ancien volume de ces bâtiments. Le cloître est rétabli dans son espace originel grâce à la destruction d'un mur qui coupait l'espace en deux ; son aile sud, en mauvais état, est consolidée. Le mur d'enceinte oriental, près du logis du prieur, est réparé. Un prochain chantier de restauration devrait intéresser le réfectoire.
Quelques dates de l'histoire de l'abbaye Saint-Paul de Cormery, de sa fondation à son démantèlement.
■ Histoire de la France et de la Touraine -  ■ Histoire religieuse de l'abbaye - ■ Épisode de construction - ■ Épisode de destruction

## Description et architecture

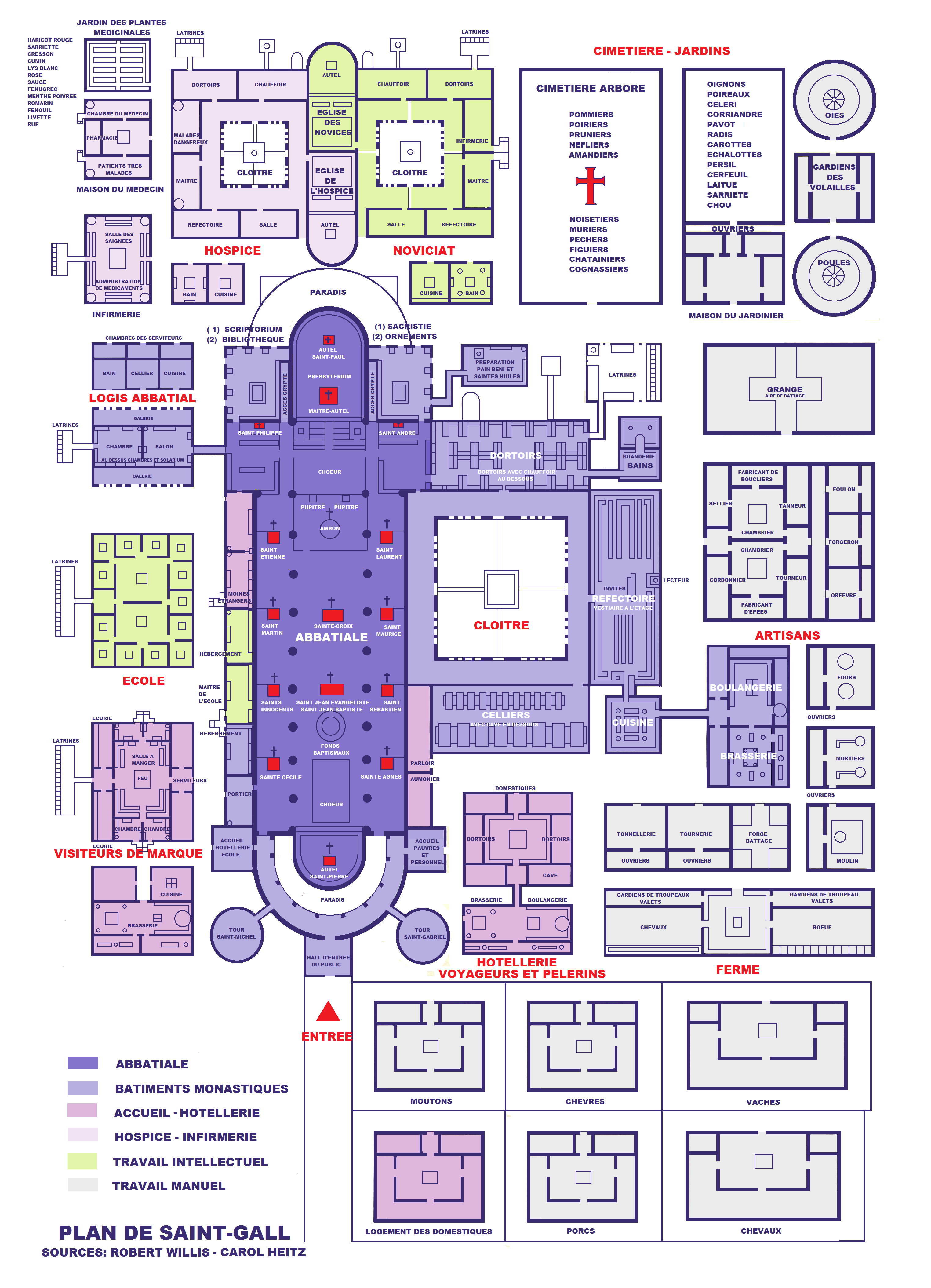
Plan de Saint-Gall (nord à gauche).

L'abbaye Saint-Paul, telle qu'elle se présente à partir du Moyen Âge, est organisée selon un plan classique pour une abbaye bénédictine comme il apparaît sur le plan de Saint-Gall, mais adapté à la topographie du lieu. Le cloître en est l'élément structurant, autour duquel s'organisent les principaux bâtiments. Il est toutefois placé au nord de l'abbatiale plutôt qu'au sud (disposition générale), en raison de la déclivité du terrain, mais aussi parce que l'Indre offre une protection naturelle de ce côté. L'entrée de l'abbaye se fait par une porte de l'enclos monastique, à l'ouest, face à la tour Saint-Paul et débouche sur un étroit parvis.
Dans les siècles qui précèdent la Révolution, les bâtiments de l'abbaye alternent effondrements et réparations ou reconstructions. L'une des causes en est peut-être l'un des matériaux utilisés : le tuffeau de Touraine, d'usage très répandu dans la région mais assez tendre et friable, résiste mal au temps, à l'eau et au gel. La maçonnerie est toutefois partiellement composée de travertin d'extraction locale, aussi bien dans la nef de l’abbatiale que dans le clocher-porche.
Au XXIe siècle, la plupart des bâtiments sont détruits. Subsistent de l'abbatiale son clocher-porche (tour Saint-Paul), quelques murs de la nef englobés dans des constructions modernes, une partie des bras du transept (au nord près de l'ancienne sacristie et au sud avec la tour Saint-Jean) et la chapelle nord du chœur (chapelle de l'abbé du Puy ou chapelle Saint-Symphorien). Le cloître est partiellement préservé, au sud et à l'ouest ainsi que dans l'angle nord-est. La porterie et le réfectoire, qui bordaient le cloître à l'ouest, bien que remaniés, sont en grande partie conservés. Au nord du cloître, il reste une partie des celliers. Côté est, ne subsistent plus que quelques arcades de la façade de la salle capitulaire, reprises dans un bâtiment moderne. Enfin, quatre bâtiments plus isolés demeurent : les logis de l'abbé (près de la chapelle Saint-Symphorien), du prieur (jouxtant la tour Saint-Paul) et du sacristain (ou sacriste selon la terminologie locale en usage dans l'ouest de la France) en retrait de ce dernier et, à l'extrême ouest de l'enclos monastique, les vestiges d'un cellier. Il reste également quelques tronçons du mur qui délimitait l'enclos monastique ainsi que des douves (à l'origine reliées à l'Indre) qui le protégeaient sur sa face est ; celles du côté ouest ont disparu. Toutefois, ces vestiges sont dispersés dans le bâti moderne auquel ils sont partiellement intégrés, la voirie contemporaine recoupe en partie les anciens bâtiments ; il est donc difficile d'imaginer qu'ils aient pu appartenir à un même ensemble abbatial.

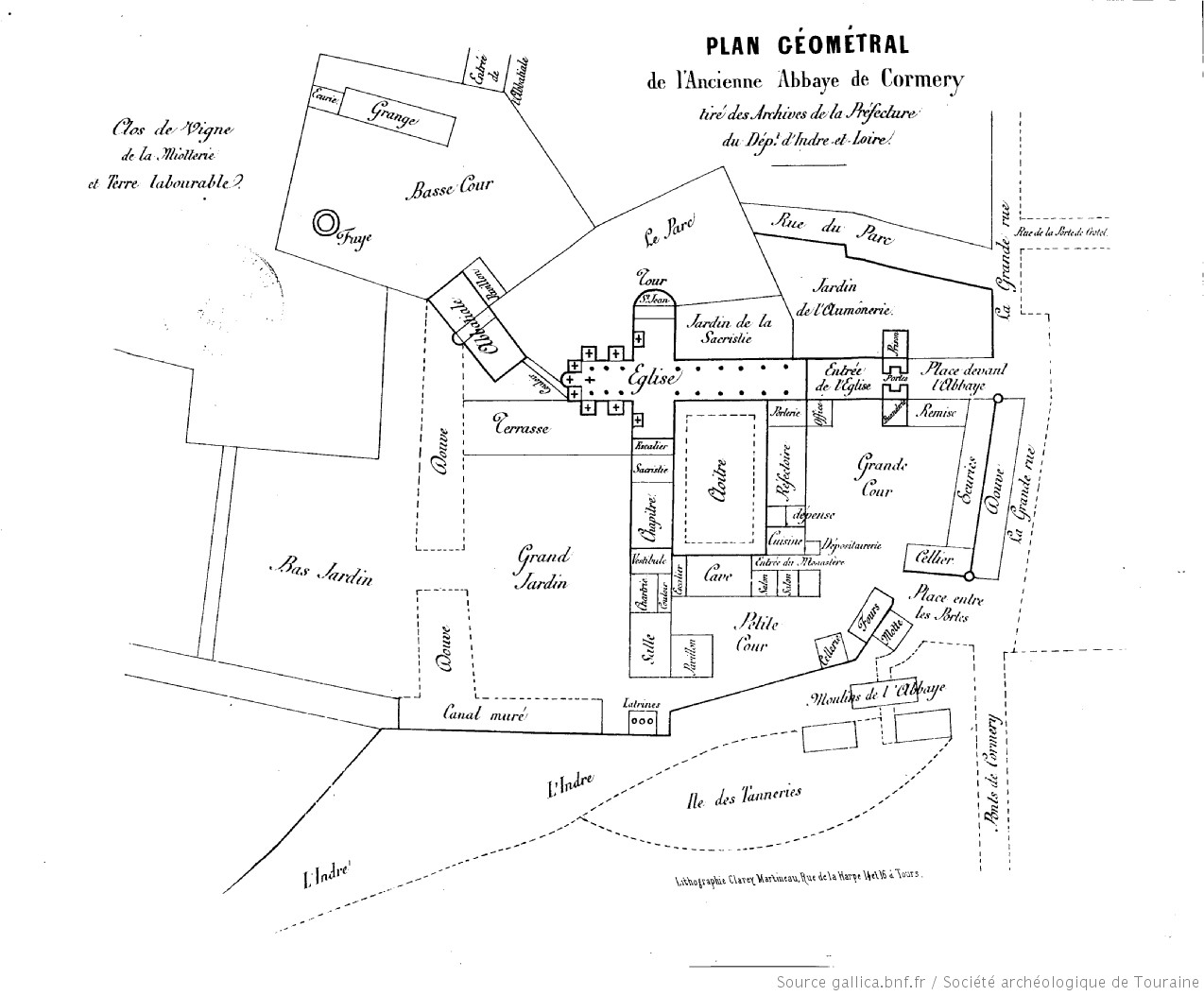
Plan établi entre 1736 et 1769 (nord vers le bas)[Bo 13],[63].
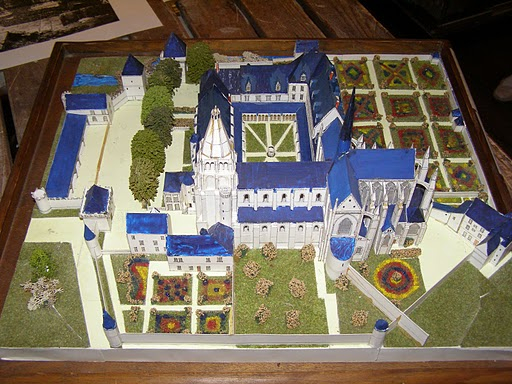
Proposition de restitution de l'abbaye sur une maquette.
Plan des vestiges[MC 4],[64].

### Abbatiale

Plan de l'ancienne abbatiale.
Première moitié du XIe siècle
Seconde moitié du XIe siècle
XIIIe siècle et postérieur

Il n'existe pas de vestiges clairement attestés des deux premières églises construites l'une par Ithier vers 791 et l'autre par Frédegis en 831. Toutefois, une base de mur en opus spicatum appartient à un bâtiment construit semble-t-il avant la fin du VIIIe siècle et réutilisé dans la construction de l'église romane. En outre, des vestiges de l'époque carolingienne subsistent dans le mur mitoyen entre la tour-porche et l'ancienne nef. L'abbatiale romane consacrée en 1054 a laissé quelques vestiges mais elle a été profondément remaniée. Les reprises gothiques sont visibles au niveau du clocher-porche, du transept et de la chapelle abisidiale nord. Le chœur de l'abbatiale était presque rigoureusement orienté à l'est et le clocher-porche à l'ouest.

#### Chronologie architecturale
La chronologie relative des différentes phases de construction de l'abbatiale semble acquise avec l'édification de l'abbatiale romane, la reprise de sa façade puis l'élévation du clocher-porche contre cette dernière et enfin sa destruction plus ou moins totale nécessitant une reprise gothique de l'édifice.
La datation exacte de ces différentes phases a longtemps été discutée, surtout pour ce qui concerne l'élévation du clocher-porche, construit soit vers 1060, soit vers la fin du XIe siècle, voire au début du XIIe siècle, les différents auteurs se basant sur l'examen de l'appareillage de la tour, son imbrication dans le bâti existant et la comparaison avec d'autres édifices analogues dans le Val de Loire. Toutefois, les études les plus récentes ont définitivement fixé la construction du rez-de-chaussée et du premier étage du clocher-porche dans le second quart du XIe siècle, avec une surélévation dans la seconde moitié du XIe siècle, s'accompagnant d'une reprise de sa base.

#### Tour Saint-Paul
Le clocher-porche connu sous le nom de « tour Saint-Paul », qui marque l'entrée de l'abbatiale, est conservé sur une partie de sa hauteur. Cette tour est construite sur une base romane, mais les nombreux remaniements qu'elle subit, surtout dans sa partie inférieure, font que ce style architectural n'est plus aisément identifiable. À la fin du XIXe siècle et dans la première moitié du XXe siècle, l'appareillage de la base de la tour est considéré comme un vestige de l'abbatiale carolingienne qui a précédé l'édifice roman,, mais les études plus récentes tendent à montrer que les plus anciennes parties de la tour Saint-Paul proprement dite sont d'époque romane (début du XIe siècle) et que les structures antérieures appartiennent en fait à la façade ouest de la nef contre laquelle la tour est construite,. Une tourelle à escalier à vis, à demi engagée dans la façade sud de la tour, permet d'accéder aux étages. La tour est pourvue de contreforts latéraux et médians, plaqués sur ses trois faces sud, ouest et nord. La face est, primitivement appuyée sur la nef de l'abbatiale, n'en comporte que dans sa partie supérieure. Ces contreforts s'amincissent au niveau du beffroi.
Le décor de peltes et d'hexagones qui orne sa façade ouest au-dessus des baies du premier étage, traduisant la volonté de reproduire des motifs antiques, est courant jusqu'aux XIe et XIIe siècles. Plus haut, deux bas-reliefs très usés sont difficiles à dater : ils peuvent avoir été sculptés spécifiquement pour la tour ou être des remplois, la question ne semblant pas encore tranchée entre partisans d'un décor en remploi, provenant peut-être de la façade de l'église avant la construction de la tour, et tenants d'une sculpture réalisée spécifiquement pour la tour. L'un des bas-reliefs figure l'entrée du Christ à Jérusalem ; l'autre scène n'est pas identifiable mais peut représenter la visite des femmes au tombeau de Jésus.
Le porche de la tour fait l'objet de nombreux réaménagements au fil des siècles : une, puis deux entrées côté ouest ; seul le passage sud, remanié, est conservé. Le passage nord, fermé, abrite l'office de tourisme de Cormery. Côté est, un grand portail unique s'ouvrait sur la nef. Il est désormais plus étroit, et dans l'alignement de l'entrée ouest préservée. Un passage piétonnier est ainsi aménagé sous la tour.
La voûte du premier étage ou « salle haute », en forme de coupole, est réalisée en blocage. Elle est soutenue par deux arcs-doubleaux, dispositif qui se retrouve dans la tour Charlemagne à Tours et dans l'église Saint-Ours de Loches. L'architecture soignée et le décor très riche de cette salle, et notamment ses chapiteaux, laissent penser qu'elle a pu avoir une fonction particulière, peut-être une chapelle. Côté est, la tour présente une série d'arcs imbriqués correspondant à plusieurs baies successivement murées. Elles témoignent de reprises de l'édifice roman. Elles appartiennent à la façade de la nef modifiée jusqu'à la construction de la tour Saint-Paul plaquée contre elle.
Au XVIIe siècle l'abbatiale possède cinq cloches ; les trois plus grosses sont installées dans la tour Saint-Paul, les deux plus petites dans le clocher à la croisée du transept. La plus imposante de ces cloches, le gros bourdon d'un poids de 1 850 kg nommé Christus, fondue en 1439, est retirée du beffroi en 1806 pour être transférée dans la tour sud de la cathédrale Saint-Gatien de Tours à la demande de l'archevêque de Tours Mgr de Boisgelin et malgré l'opposition de la population de Cormery,.
Le beffroi se composait de deux étages : le premier, pourvu de deux baies sur chacune de ses faces, était surmonté d'une série de quatre arcades sur chacune de ses faces. Une flèche en pierre octogonale percée de petites lucarnes à mi-hauteur couronnait l'édifice. Léon Palustre attribuait la construction de cette flèche à la fin du XIVe ou au début du XVe siècle. L'étage aux doubles baies subsiste sur les faces ouest, sud et est ; il a disparu au nord. Toute la partie supérieure (étage à 4 baies et flèche) est emportée dans l'effondrement de décembre 1891. Après cet effondrement, la tour est couronnée côté ouest d'un édicule protégeant l'horloge, dispositif démonté plus tard.
La tour Saint-Paul est classée au titre des monuments historiques depuis le 26 avril 1908. Les chapiteaux conservés sont inscrits à l'inventaire général du patrimoine culturel.

Vues extérieures
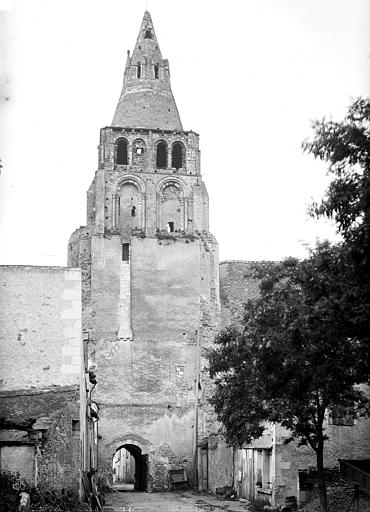
Élévation d'origine (1885) avec la flèche disparue en 1891.
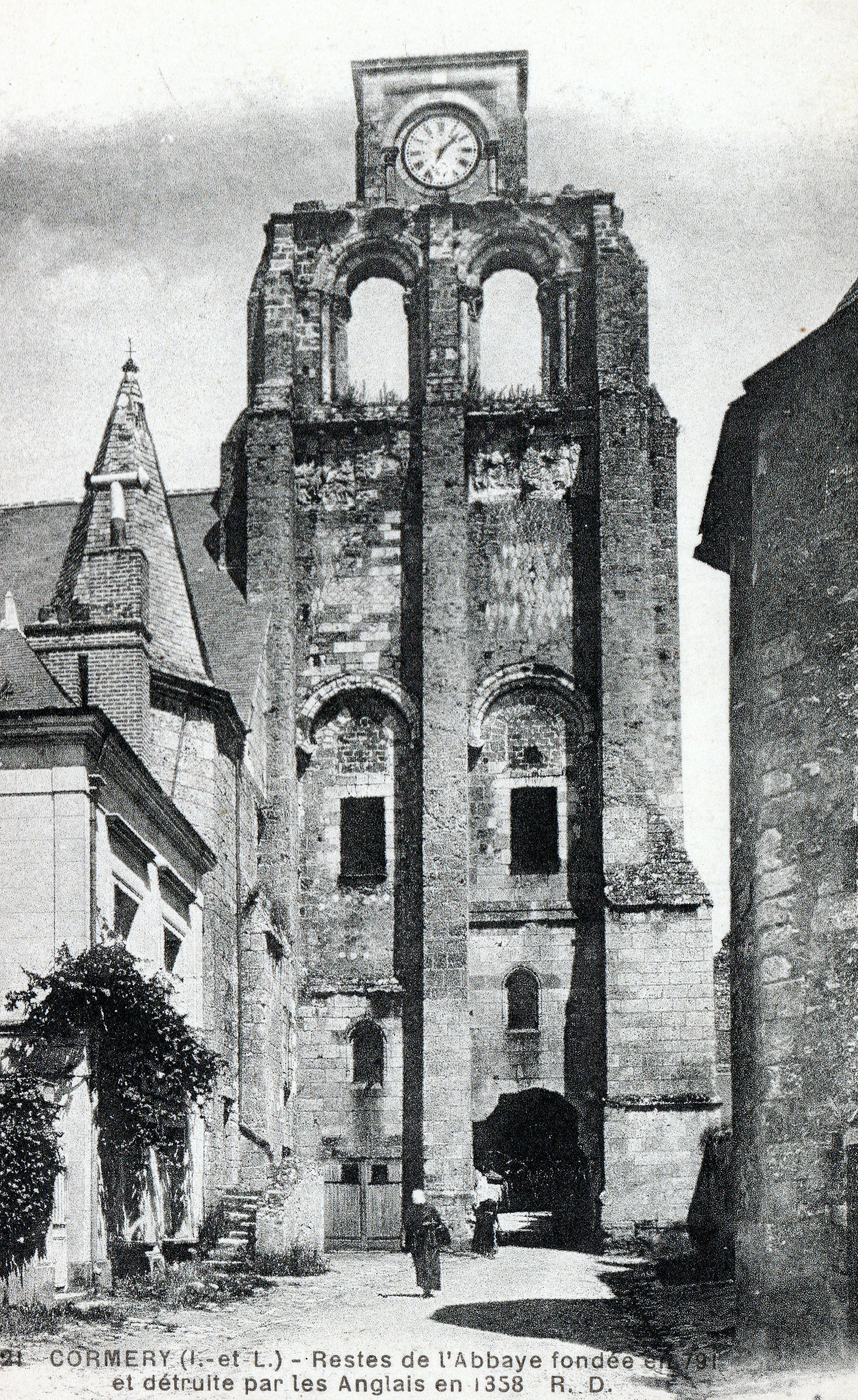
La tour et son horloge.
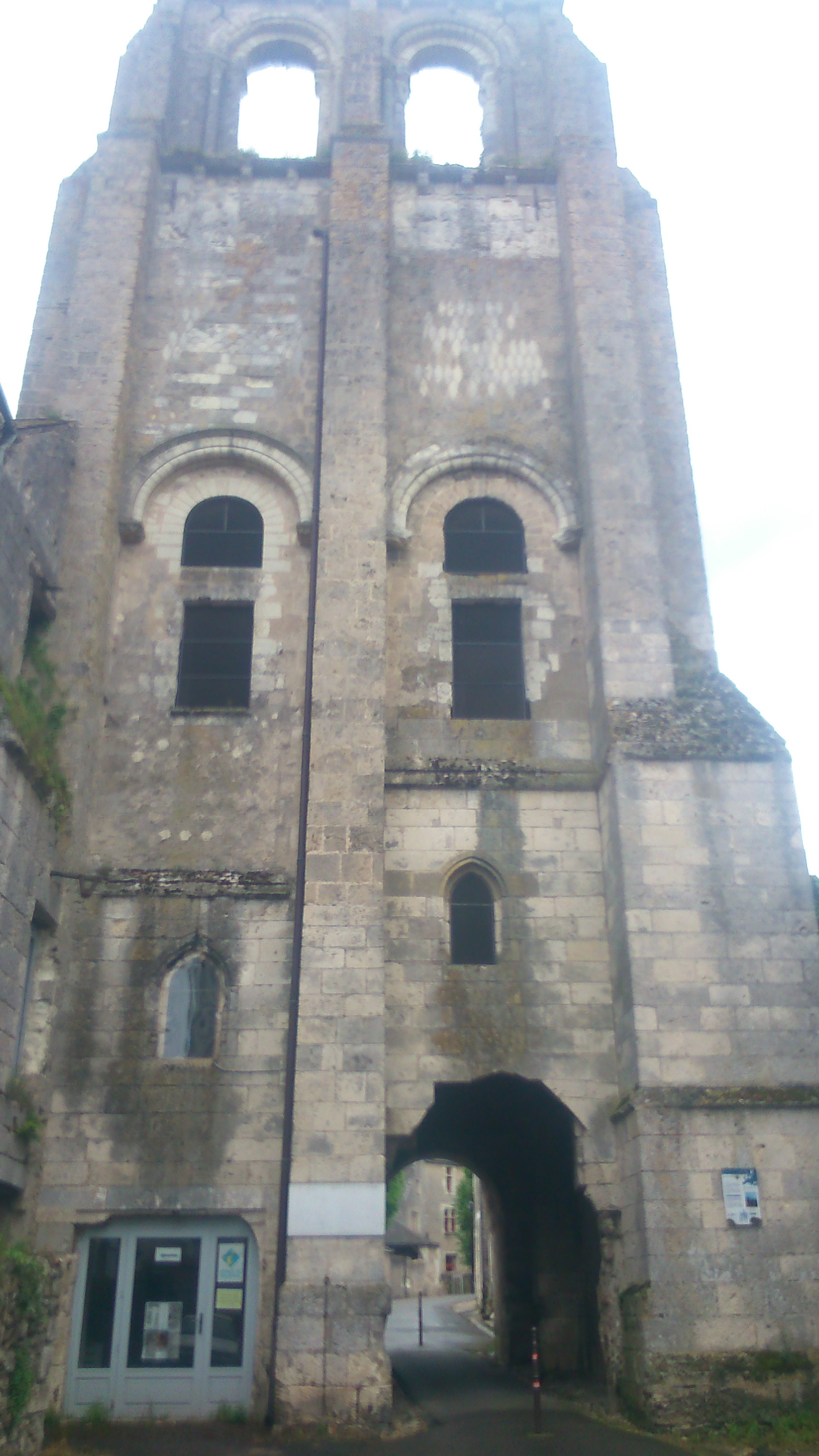
Face ouest.
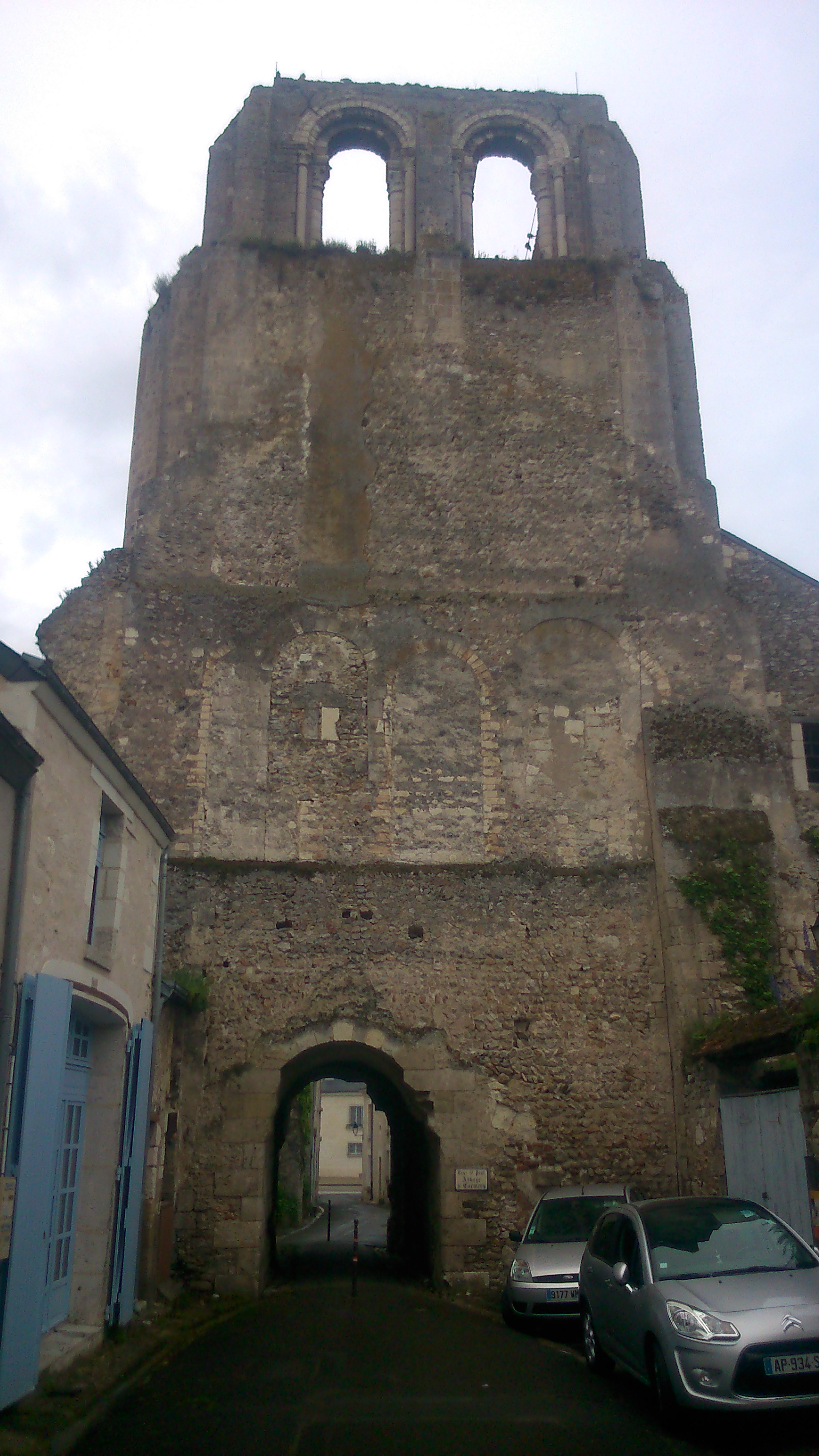
Face est.
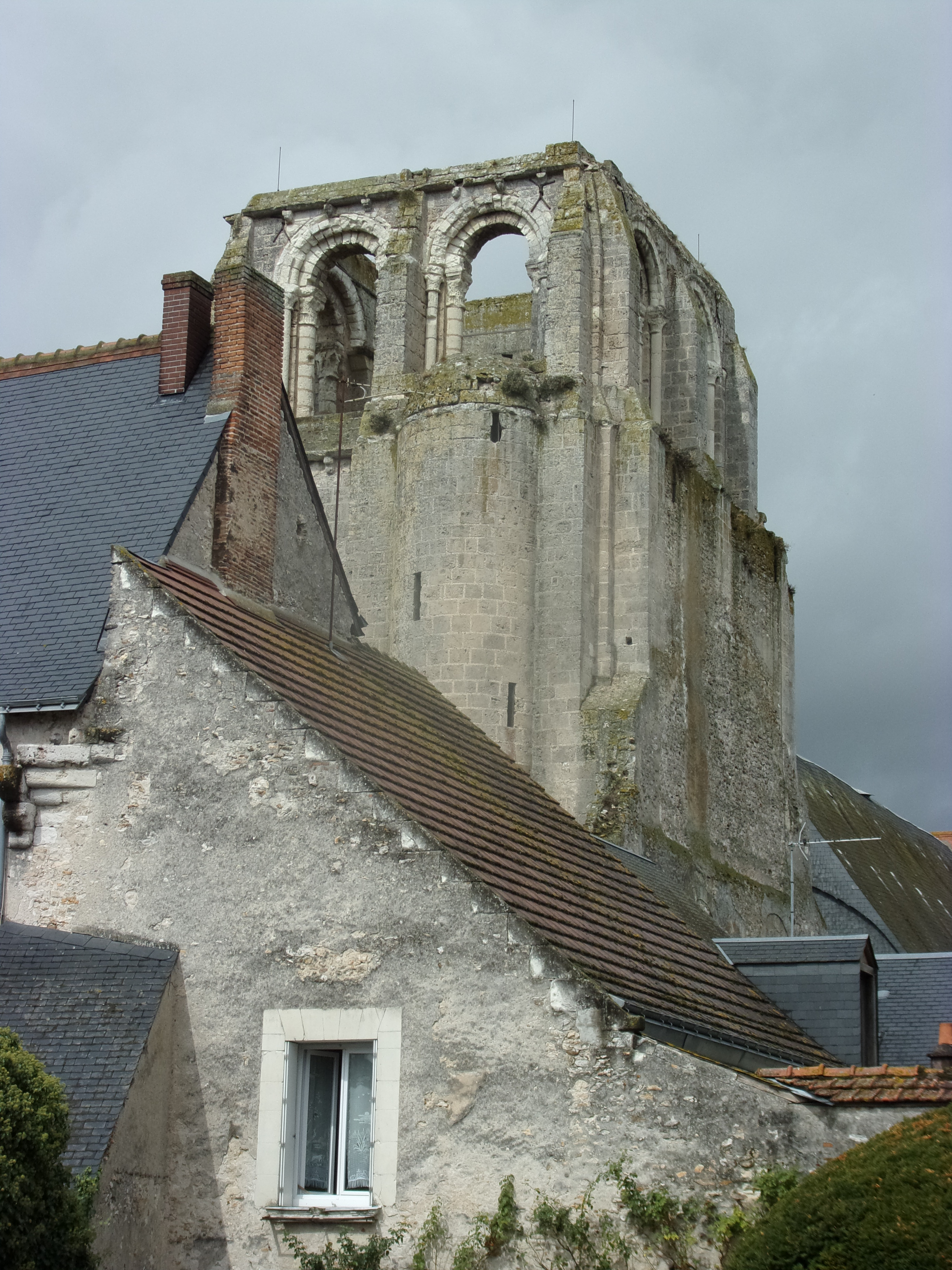
Face sud et tourelle d'escalier.
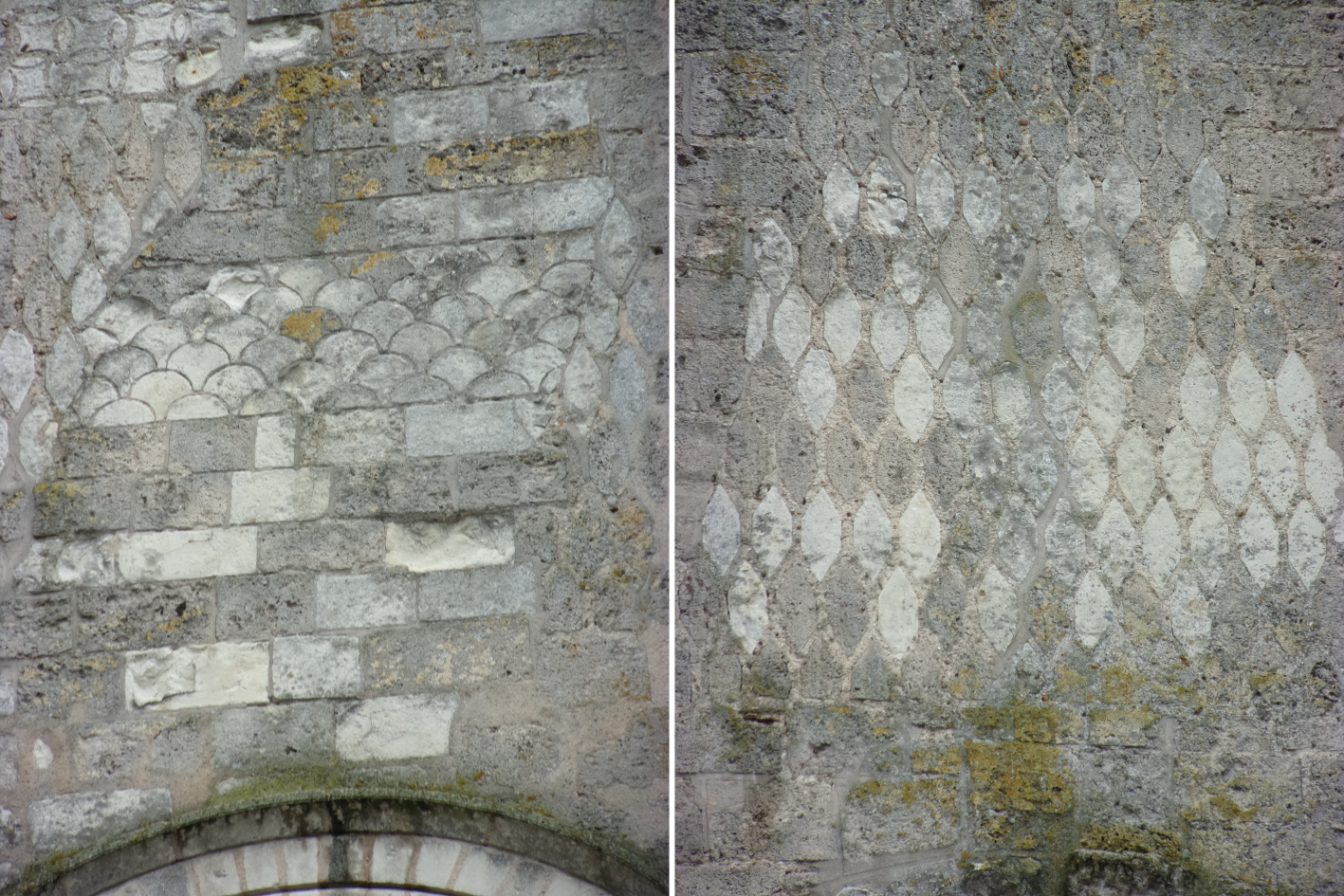
Décors, au-dessus des baies du premier étage, face ouest.
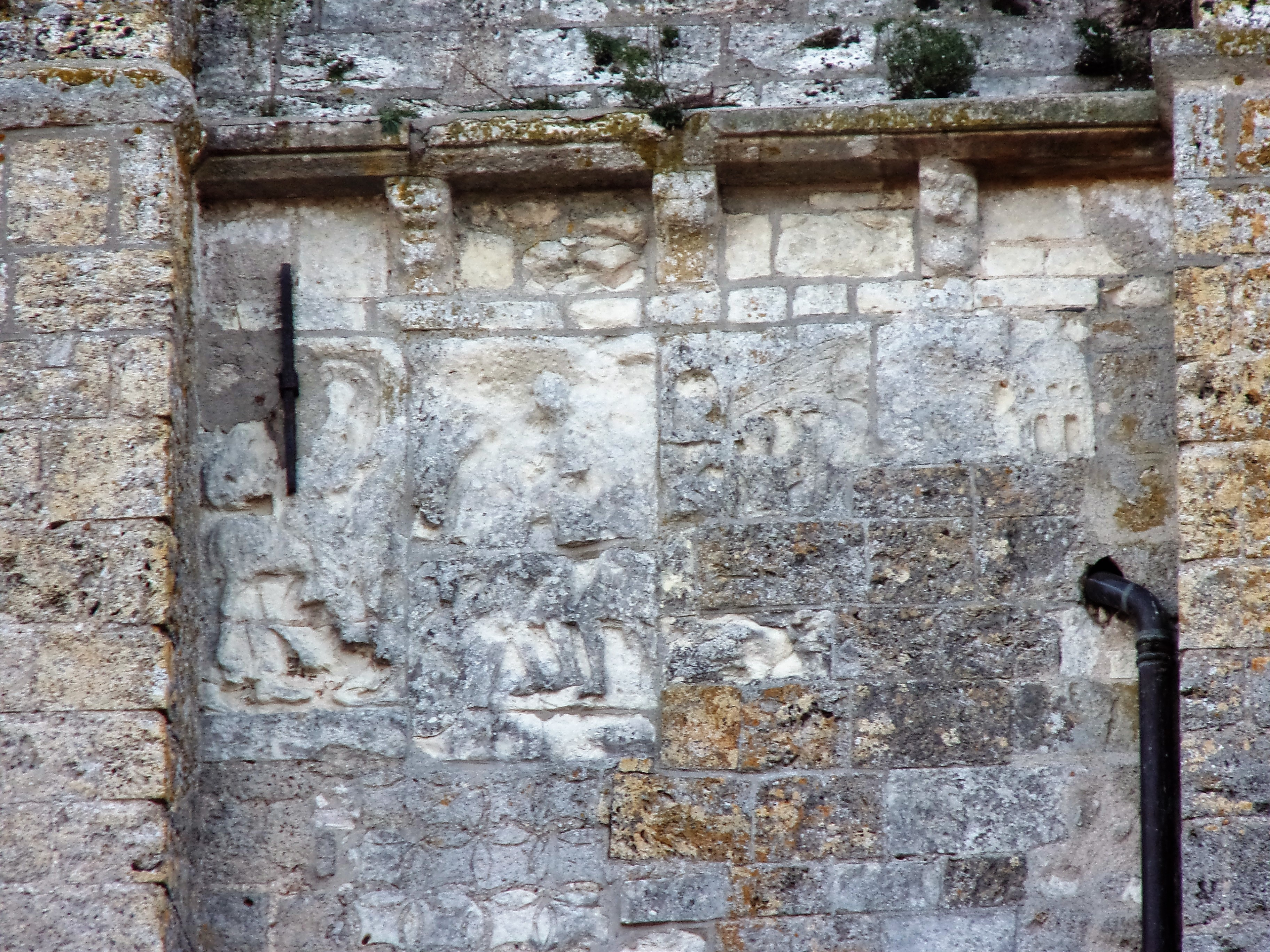
Décor sculpté de la tour, face ouest.

Vues intérieures
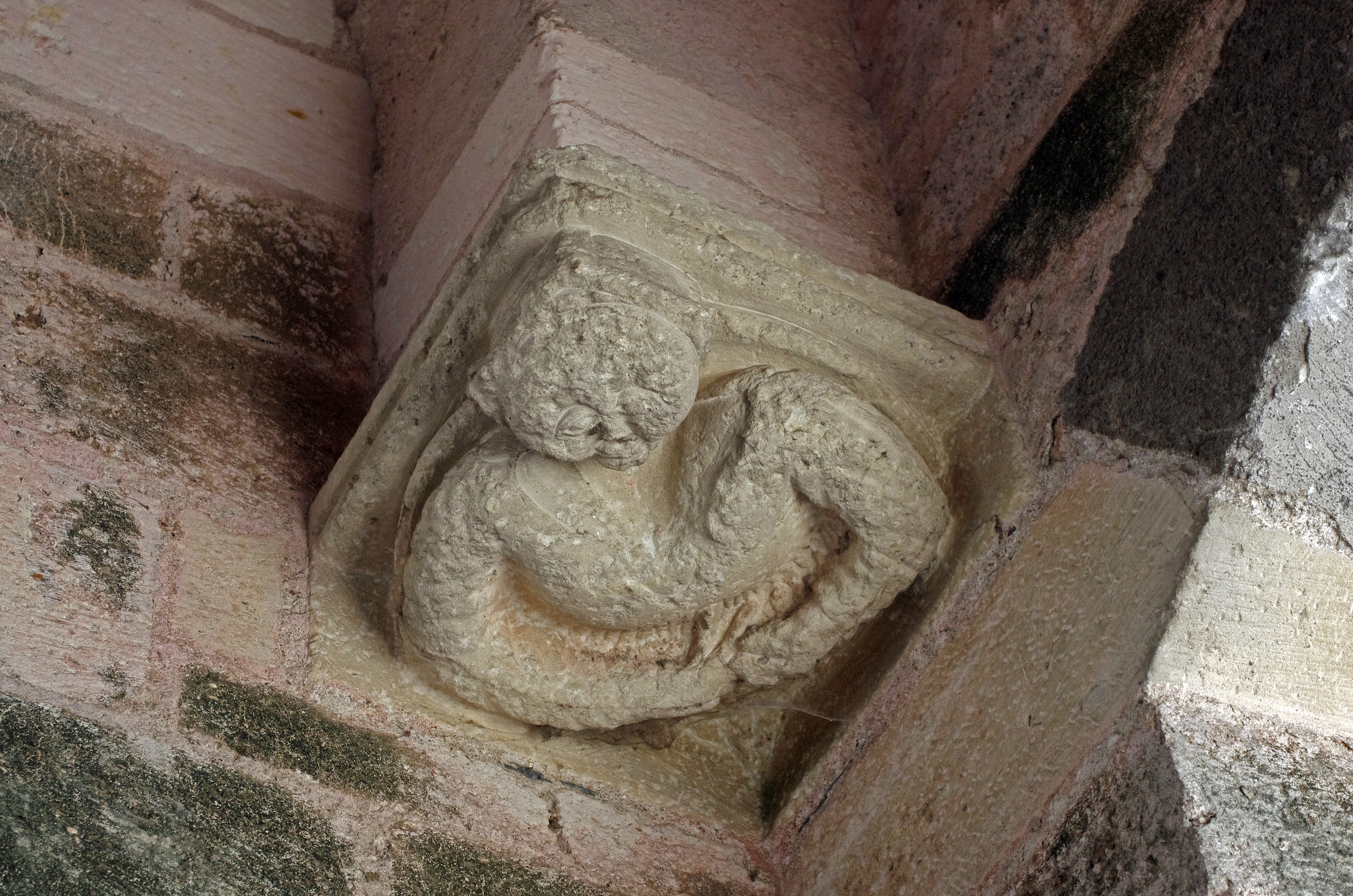
Culot sculpté de la voûte du rez-de-chaussée.
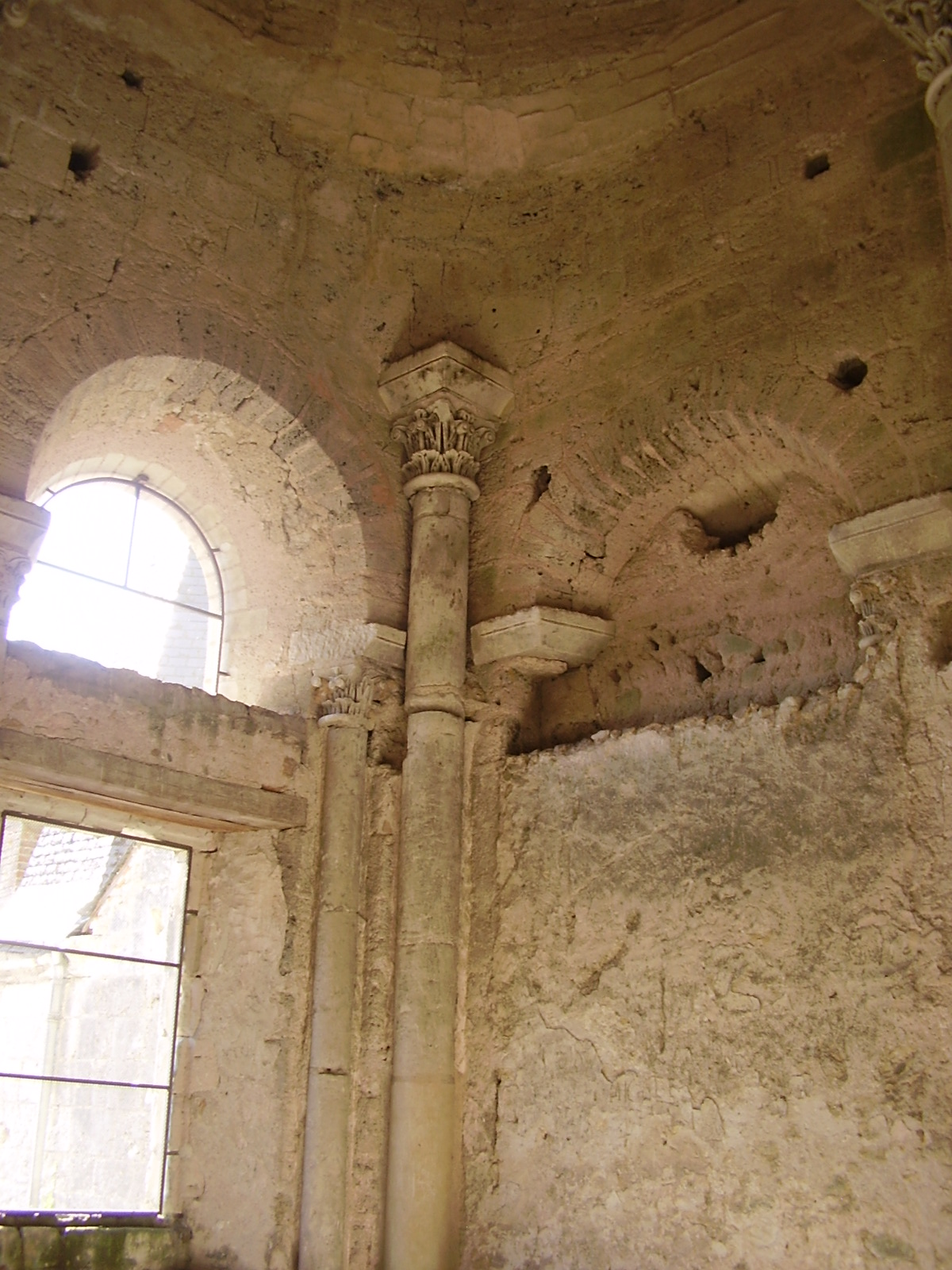
Colonne et chapiteau au premier étage.
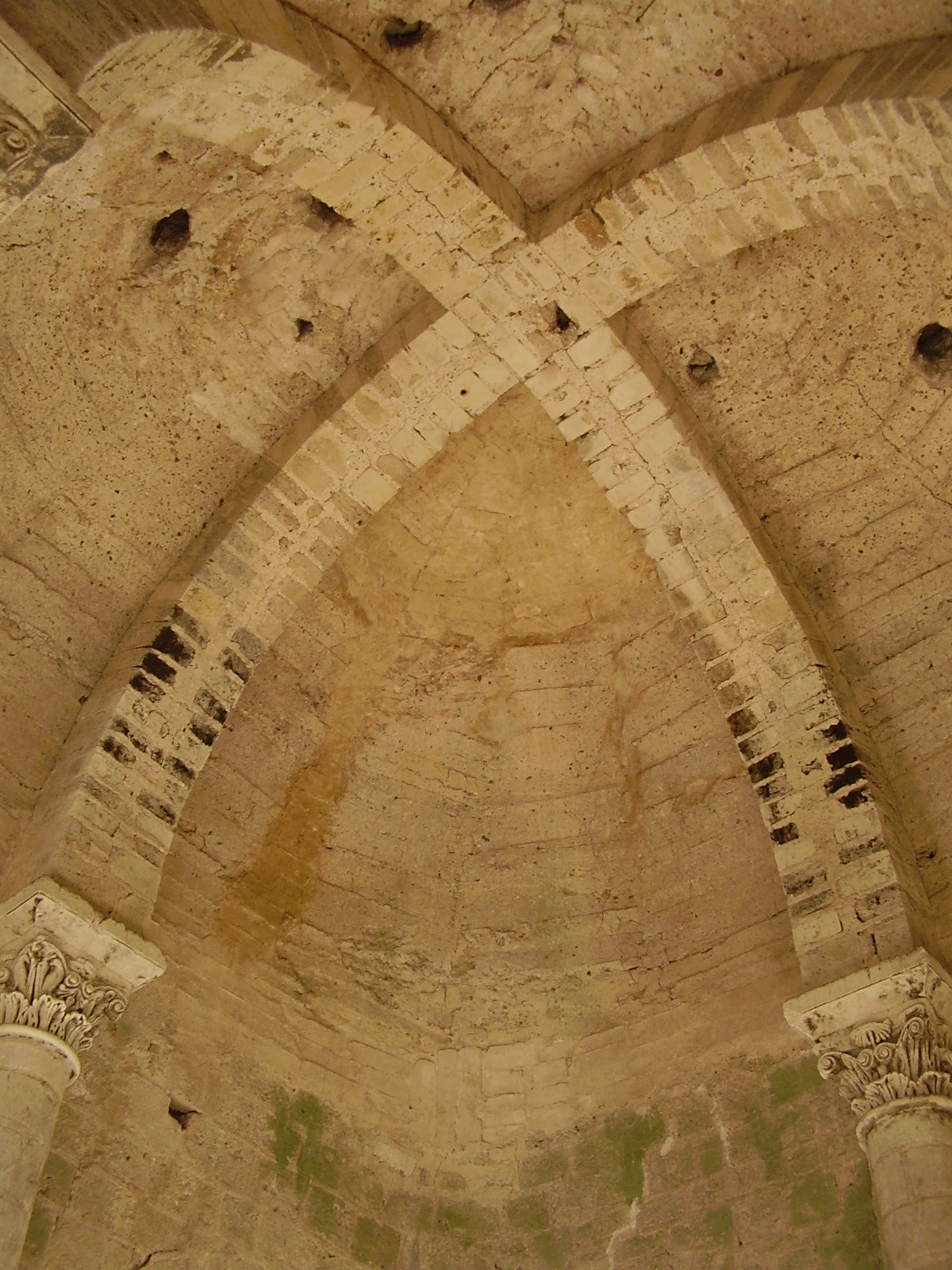
Voûte du premier étage.
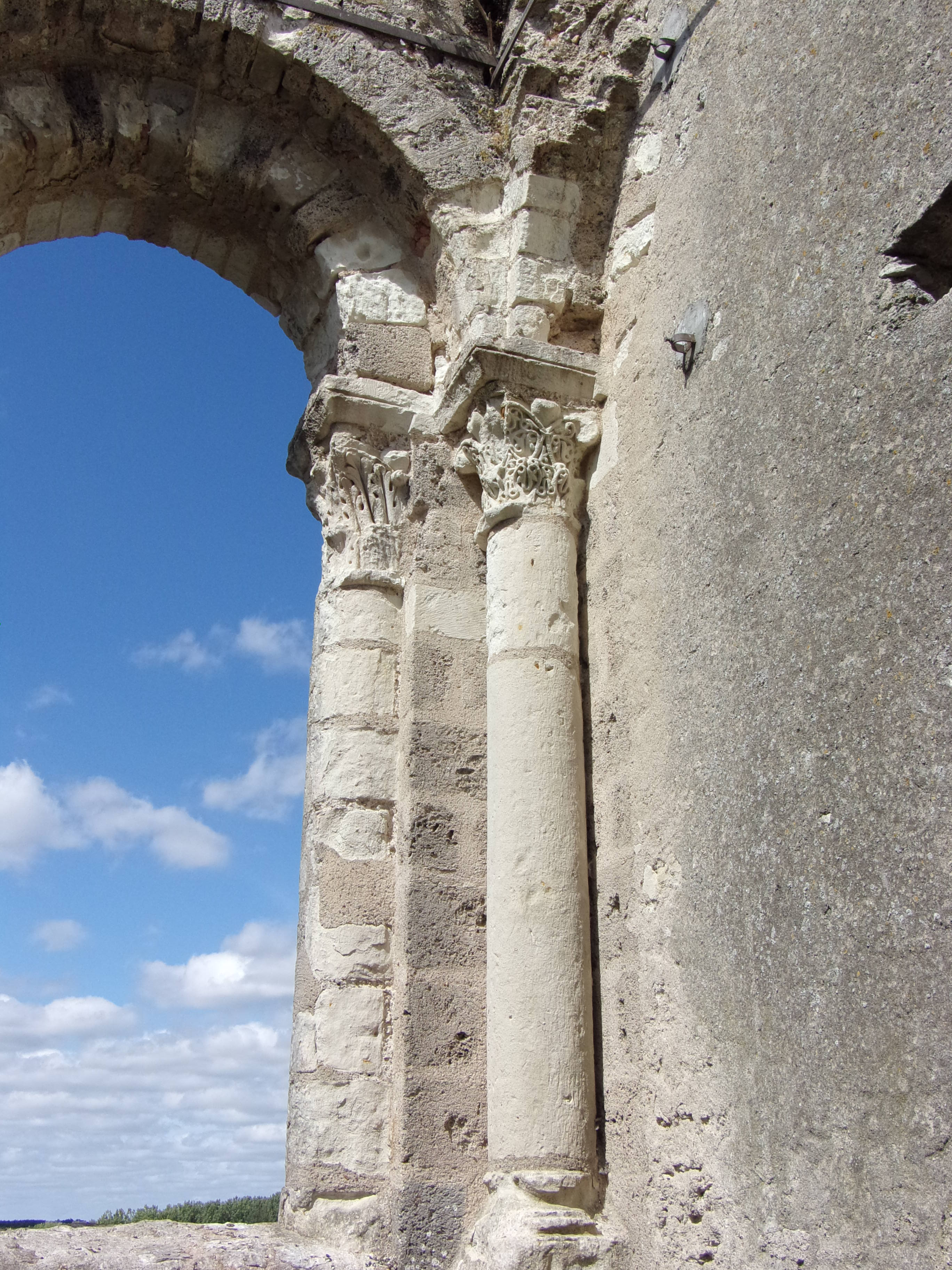
Baie au second étage.
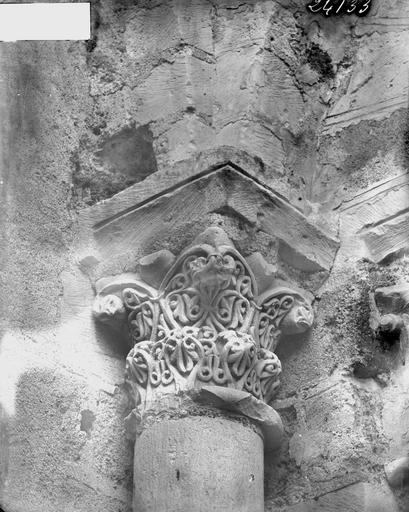
Chapiteau au second étage.

#### Nef
À l'issue des derniers remaniements, la nef se compose d'un vaisseau principal et de deux bas-côtés moins hauts, organisés en 6 travées. Aucune indication formelle du mode de voûtement du vaisseau principal et des bas-côtés n'existe, aucun vestige n'ayant été retrouvé, que ce soit pièces de charpente en bois ou éléments de voûte en pierre. L'ensemble supportait une toiture en ardoises. Côté nord deux portes, dans la première et la dernière travée, permettent d'accéder au cloître. Une autre porte, ouverte à l'extrémité ouest du collatéral sud, donne dans les jardins.
Cette partie de l'abbatiale est presque intégralement détruite. N'en subsiste plus qu'une partie du mur gouttereau nord, le long du cloître, reprise dans des constructions modernes. Le mur gouttereau sud, sur une faible longueur, est lui aussi intégré au bâti récent. La façade de la nef romane est encore visible, intégrée à la face est de la tour Saint-Paul. Parementée intérieurement en petit appareil — l'opus spicatum est encore visible sur certaines parties — et ornée d'un bandeau de damier disposé à 5 m de hauteur, elle comporte, lors de sa construction vers 1054, trois baies en plein cintre au-dessus d'un large portail en plein cintre lui aussi. Elle est remaniée vers la fin du XIe siècle : les trois baies sont remplacées par deux autres, légèrement plus hautes. Dans un dernier temps, lors de la construction de la tour Saint-Paul plaquée contre la façade de la nef, ces deux baies sont obturées et le mur est pourvu de deux arcs de décharge qui supportent la coupole du premier étage de la tour ; ces derniers ne sont visibles que de l'intérieur de la tour.
La nef abritait de nombreux tombeaux d'abbés de Saint-Paul, mais tous sont soit dévastés en 1562, soit détruits lors de la Révolution française,.

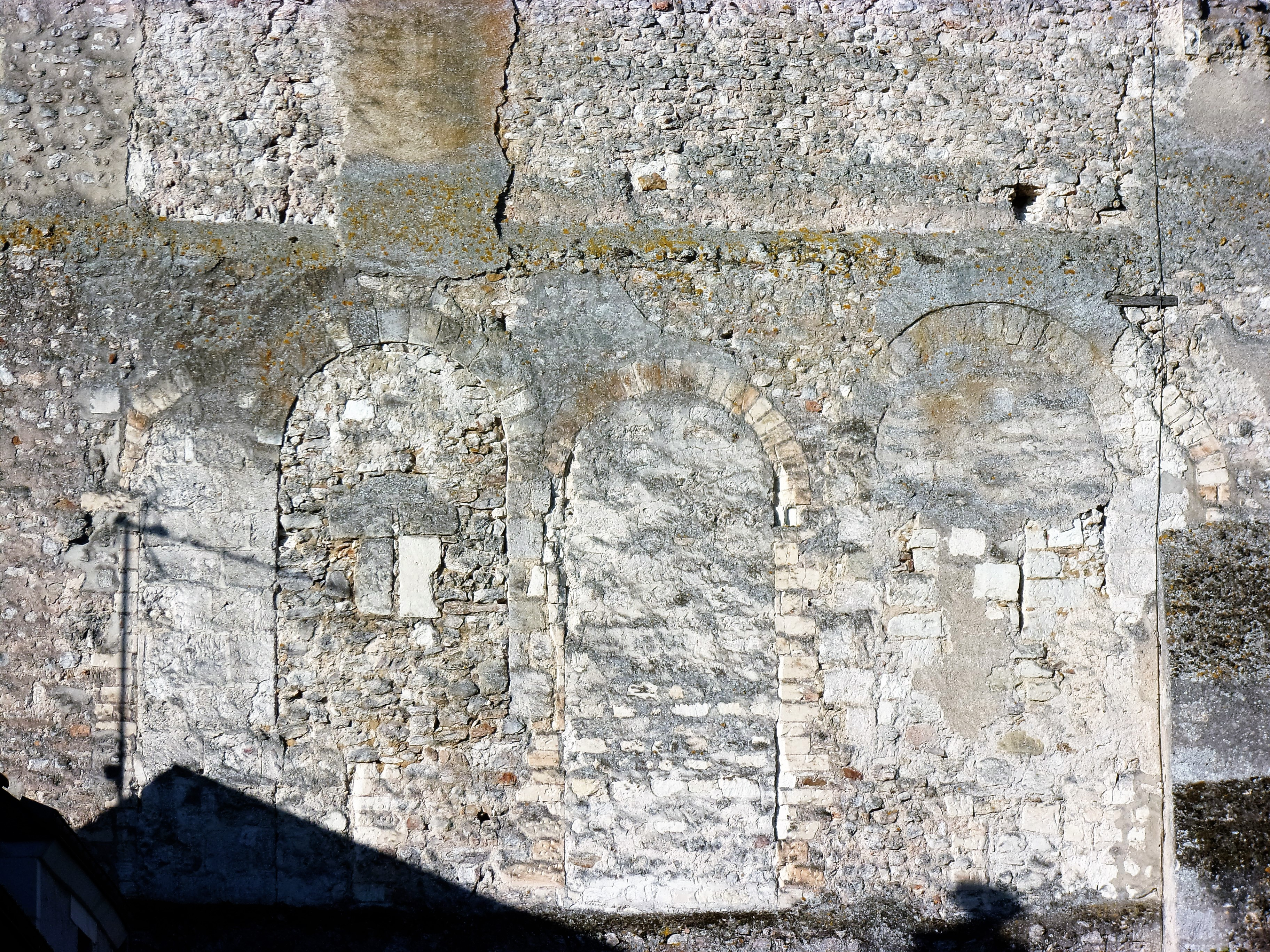
Baies occultées de l'ancienne façade vues depuis l'est.
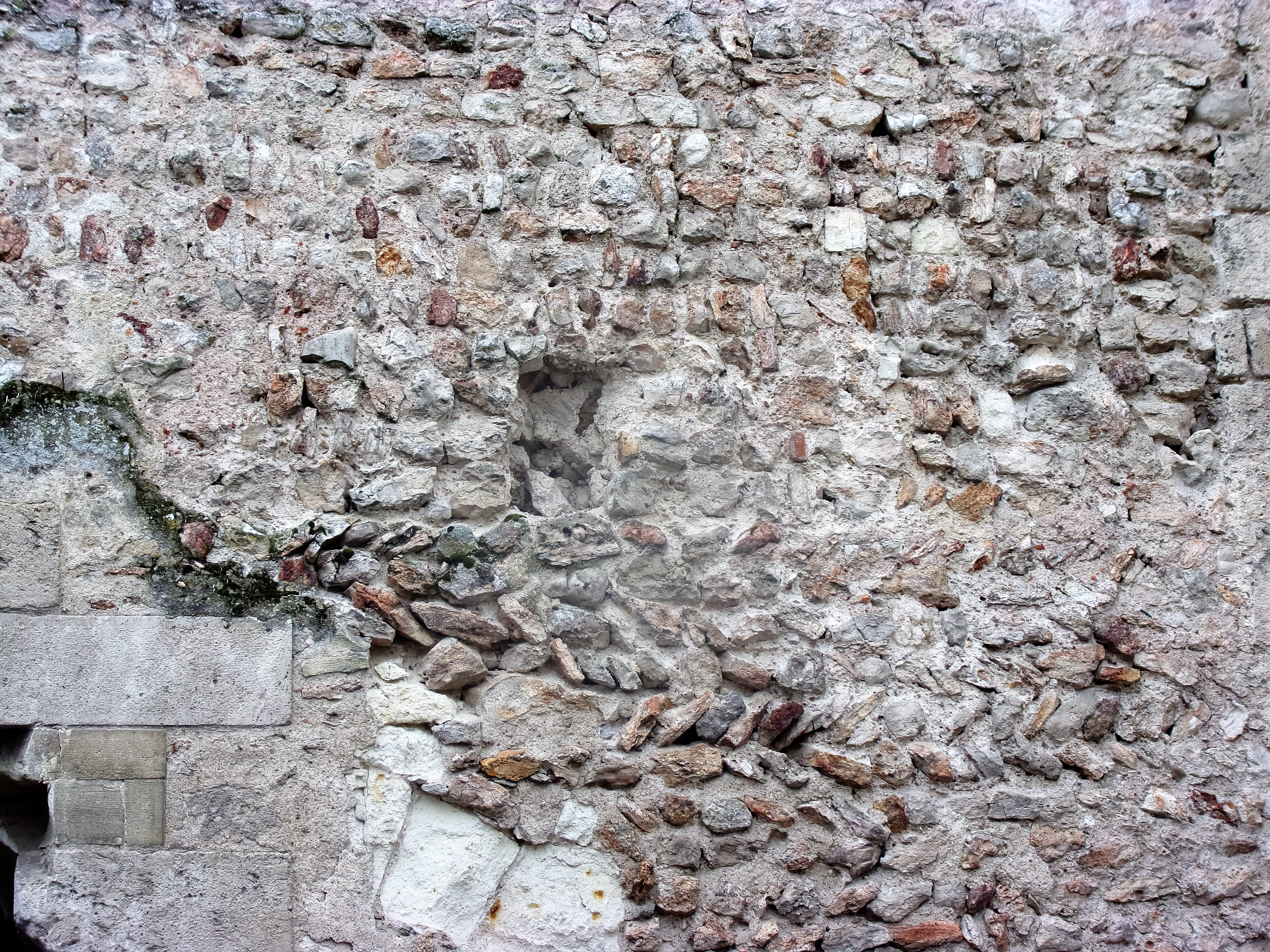
Parement en opus spicatum de la façade vu de l'est.
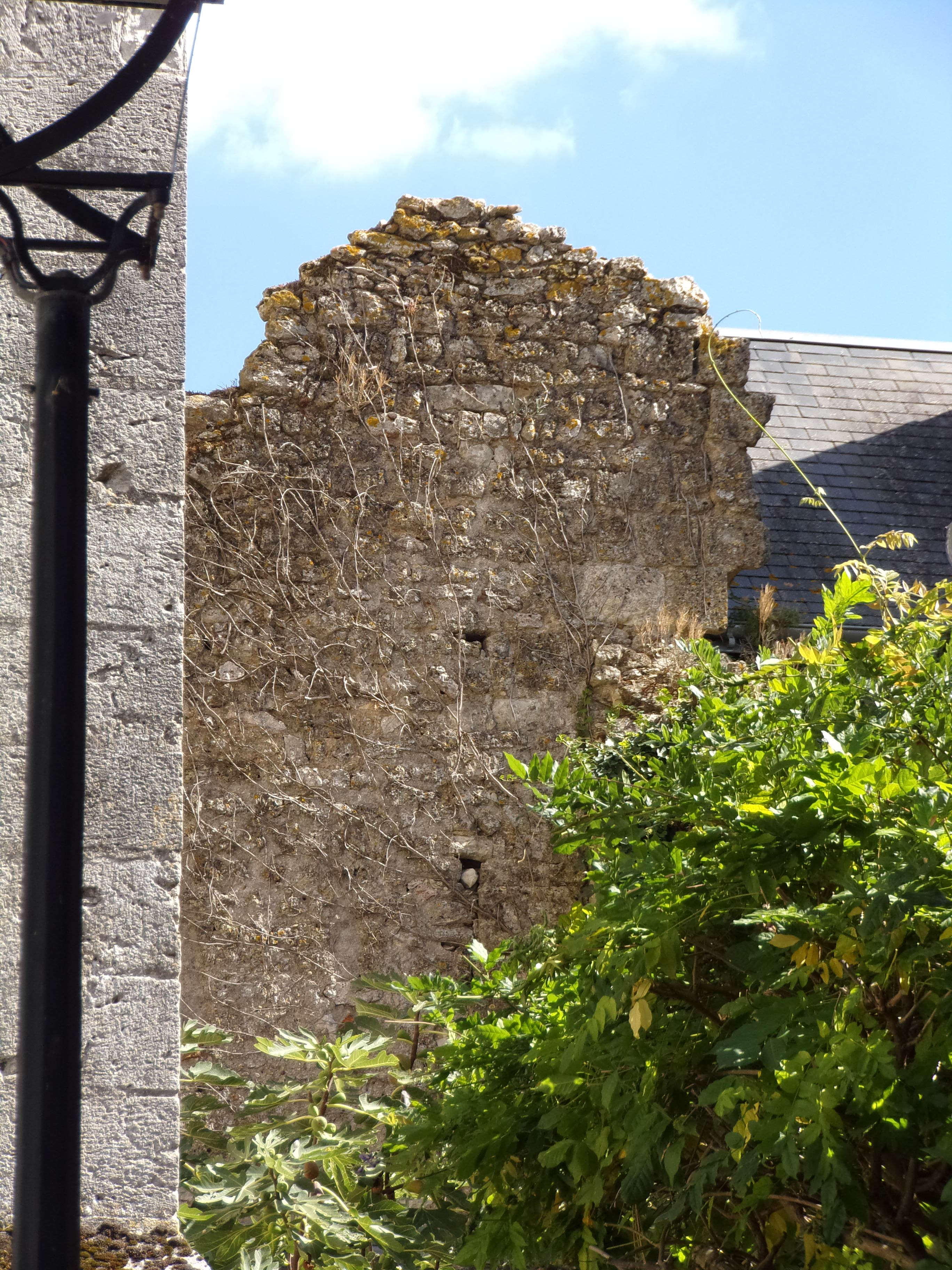
Vestige de la façade au sud de la tour Saint-Paul.
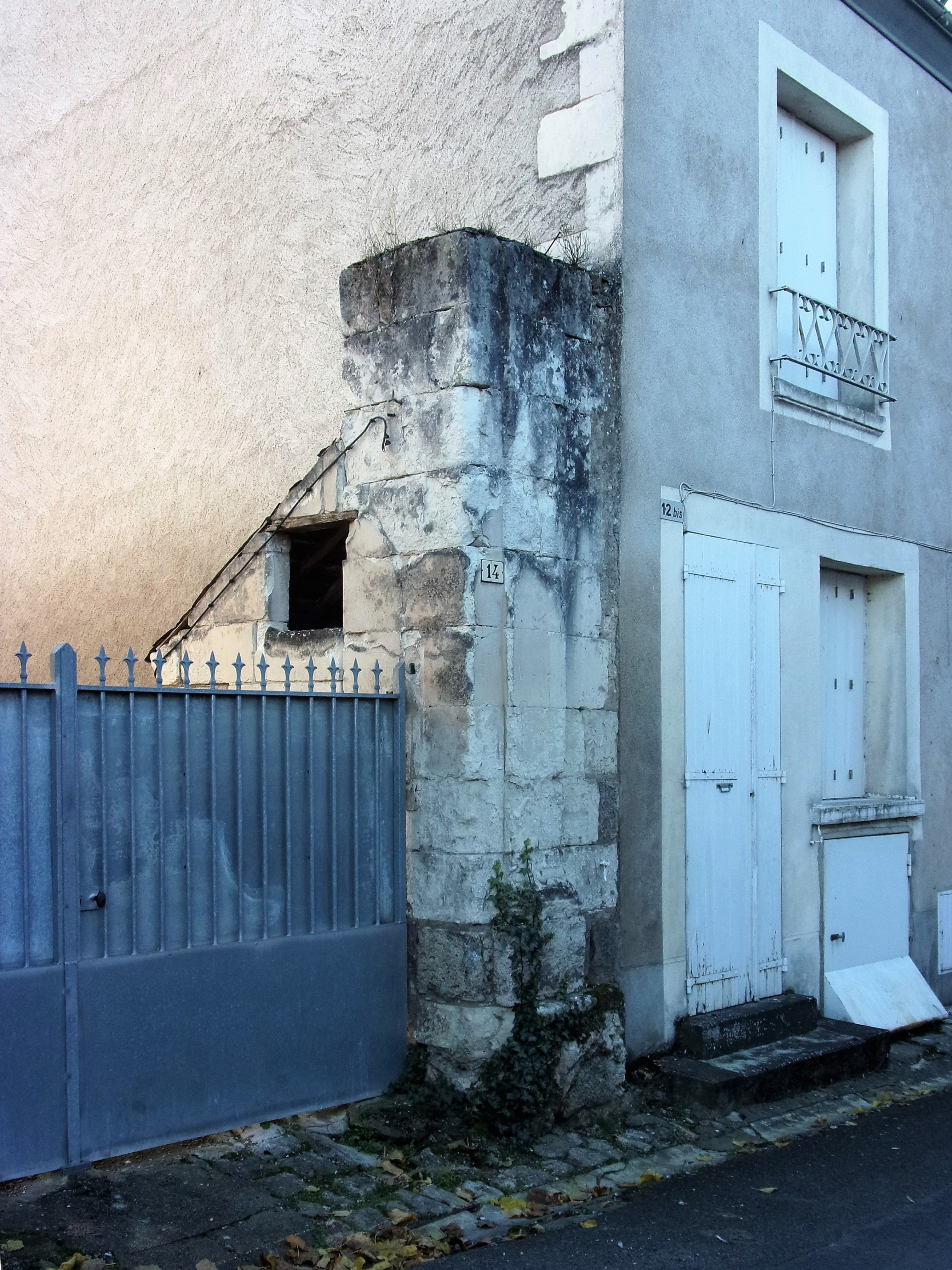
Pilier séparant la nef de son bas-côté sud.
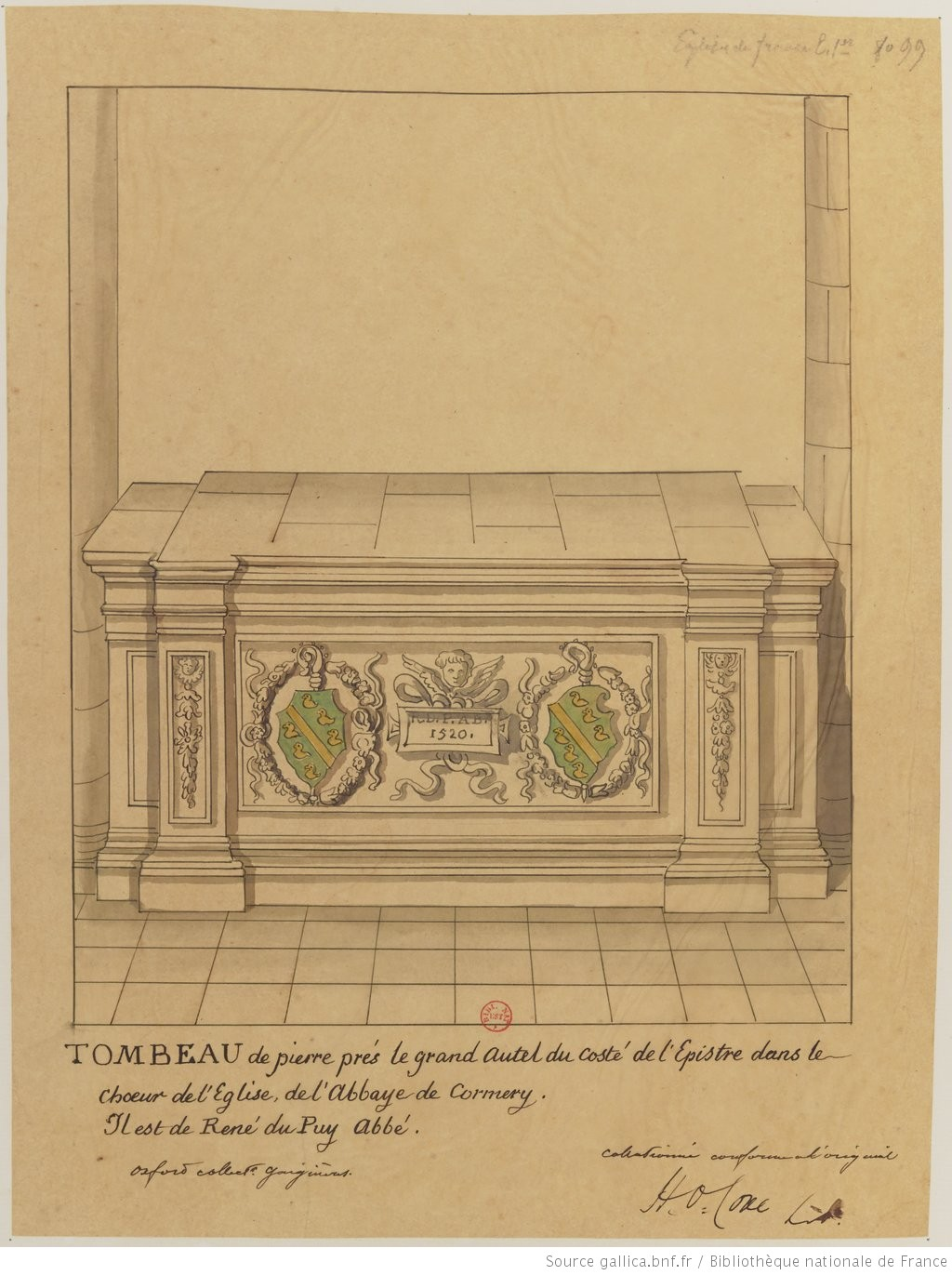
Tombeau de l'abbé Jean du Puy.

#### Transept
Avant sa démolition sous la Révolution, la croisée du transept supporte une flèche abritant une partie des coches de l'abbatiale. Le mur pignon de son croisillon nord est intégralement conservé sur une hauteur de plusieurs mètres, tout comme une partie de son retour à l'ouest. Les départs d'arcs et les colonnes correspondantes sont préservés, et certains d'entre eux portent encore les traces de leur décoration à la peinture rouge et jaune. Une porte percée par les mauristes, maintenant murée et partiellement enterrée — le sol moderne est surélevé de plusieurs mètres par rapport à son niveau d'origine —, donnait accès aux bâtiments situés dans le prolongement du transept. Les fouilles de 2017 mettent en évidence la présence de morceaux de vitraux dans les remblais du sol. Attribuables au XIIIe siècle, ils proviennent peut-être de la grande rosace qui éclaire le croisillon. Le mur pignon du croisillon sud sert d'appui à des bâtiments qui se sont construits à cet emplacement. Des arcs sont cependant conservés à l'intérieur de ces bâtiments, permettant de restituer partiellement l'architecture et l'ornementation de ce transept et d'une chapelle attenante. Extérieurement, la tour Saint-Jean prend appui sur ce mur.

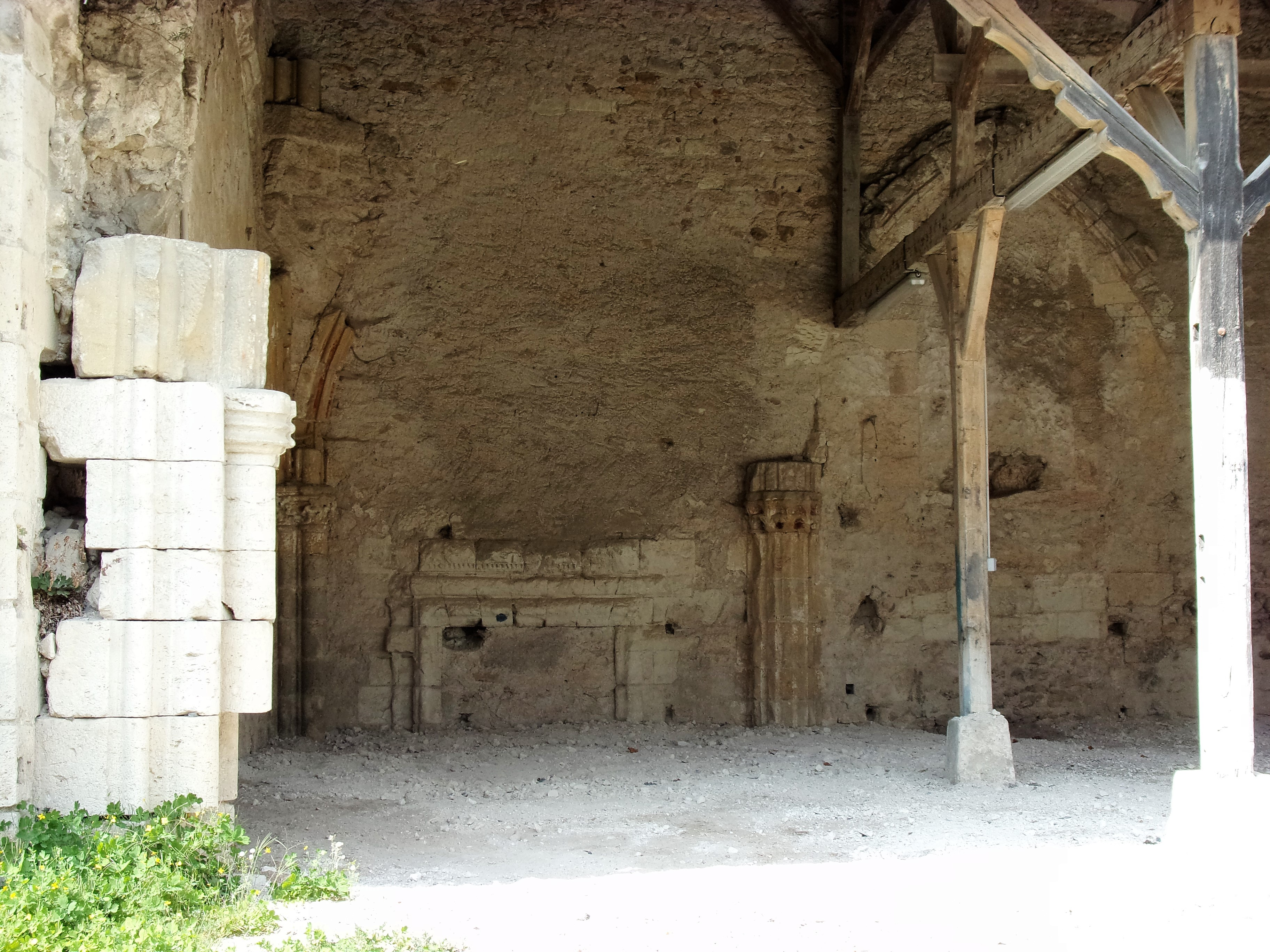
Vestiges du transept nord (Halle aux moutons).
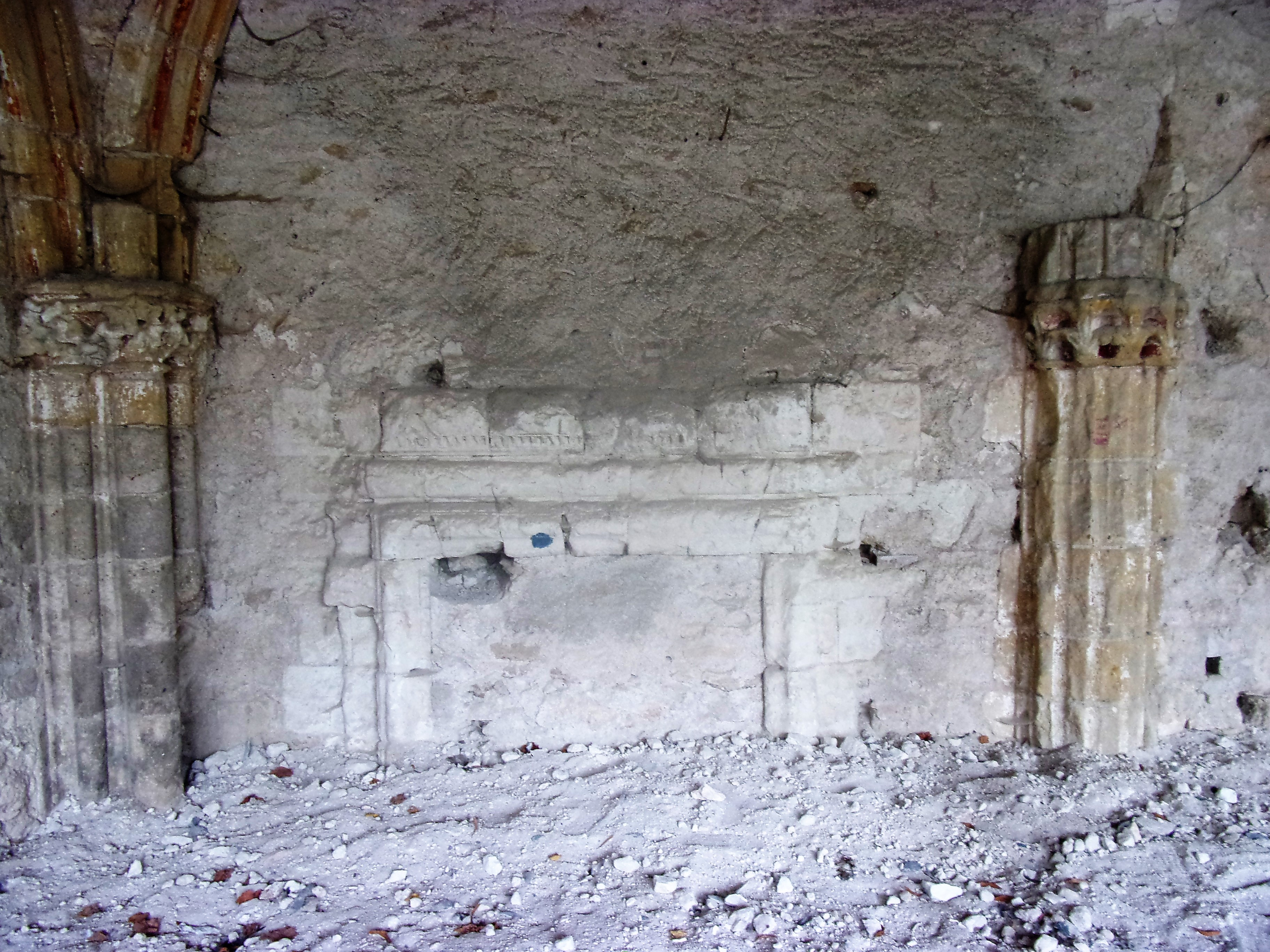
Porte de communication entre le transept nord et la salle capitulaire.
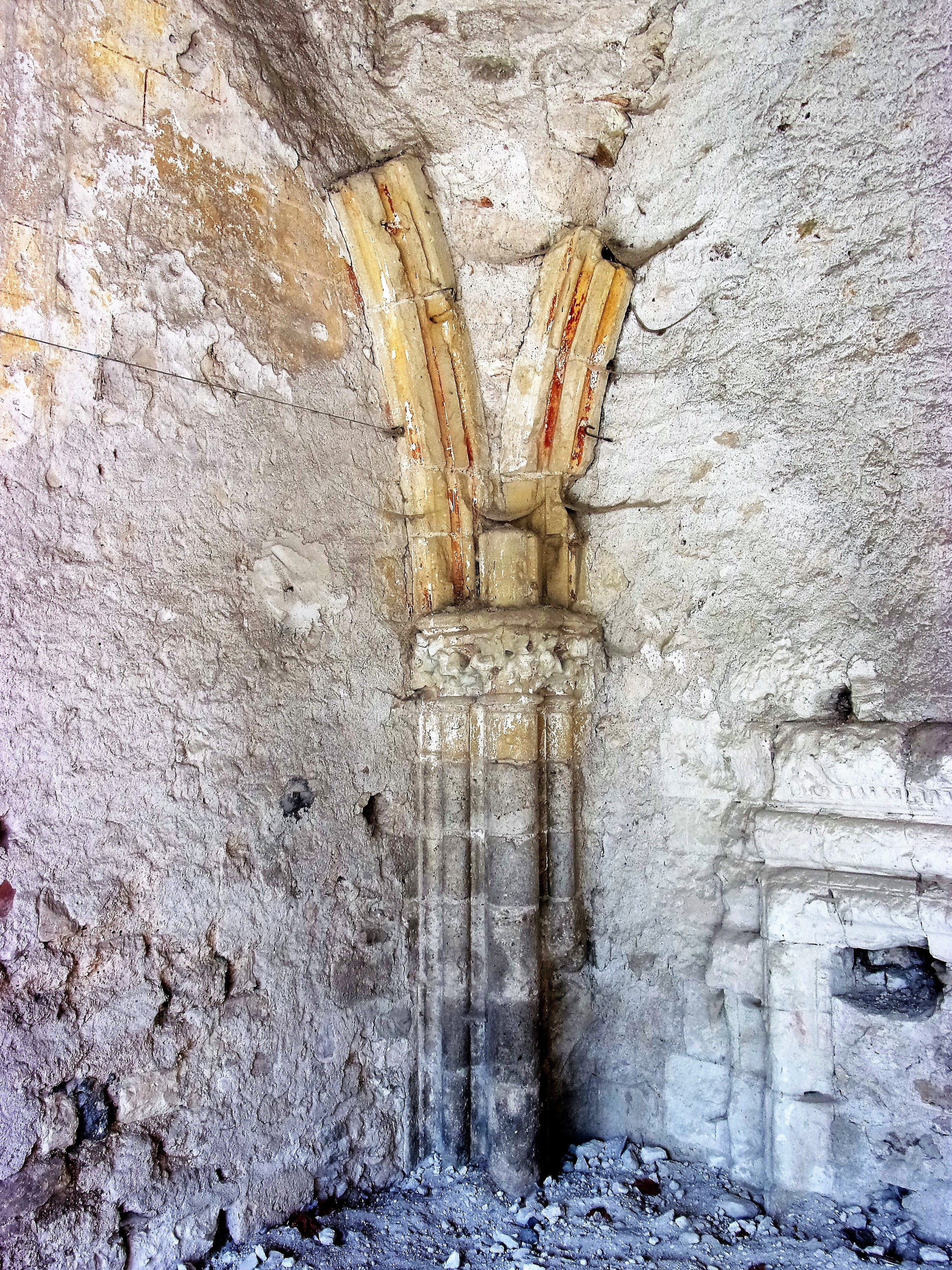
Arcature peinte du transept nord.
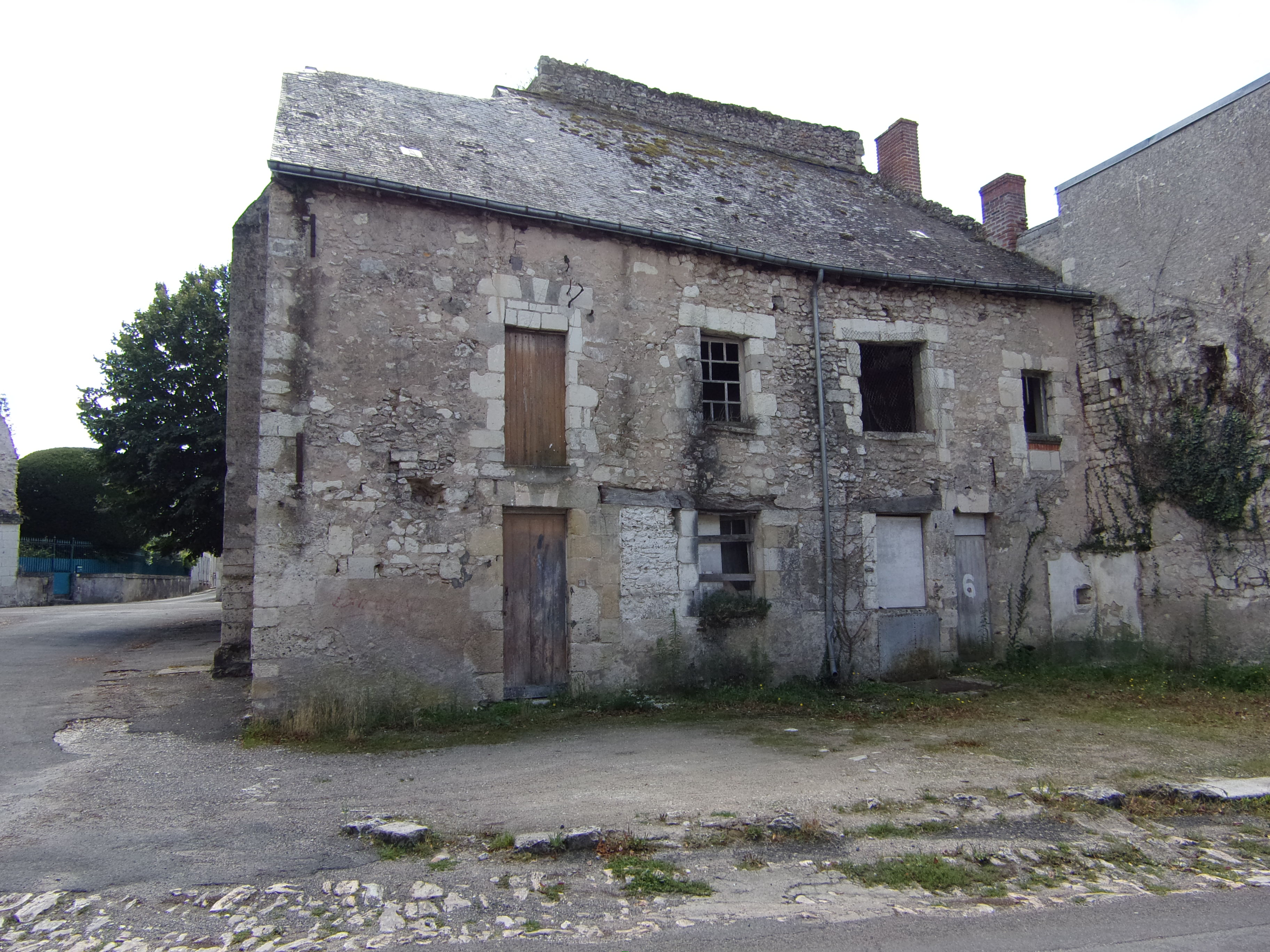
Bâtiments occupant le transept sud.

#### Chœur et chapelle Saint-Symphorien
Le chœur se compose, après sa reconstruction du XIIIe siècle, de quatre travées. Les plans du XVIIIe siècle montrent un chœur terminé par une abside semi-circulaire, mais Frédéric Lesueur, dans ses travaux, mentionne l'existence d'un chevet plat. La première travée supporte, côté nord, un escalier permettant d'accéder aux combles. Les deuxième et troisième travées s'ouvrent sur des chapelles latérales. L'abside principale, toujours d'après les interprétations des plans, est flanquée, au nord et au sud, de deux chapelles en absidioles. Le chœur et l'abside sont intégralement détruits à la Révolution, ainsi que la chapelle de l'absidiole sud.
Seule est conservée la chapelle de l'absidiole nord. Entre 1490 et 1507, Jean du Puy, alors abbé de Cormery, reconstruit et agrandit cette chapelle, dédiée à saint Symphorien. Elle est couramment désignée sous son nom (« chapelle de l'abbé du Puy ») ou dénommée « chapelle de la Vierge » à partir du XVIIe siècle. Édifiée sur un plan plus vaste que celle qui l'a précédée, typique du gothique flamboyant, elle se compose de deux travées, prolongeant la chapelle existante, terminées à l'est par une abside. Seule l'abside est percée de baies sur trois de ses cinq pans. Les voûtes en croisée d'ogive reposent sur des colonnes engagées par l'intermédiaire de chapiteaux à motifs végétaux. Les clés de voûte sont sculptées. L'une d'elles représente saint Paul, patron de l'abbaye, tenant dans sa main l'épée de sa décollation ; une autre porte, à demi-effacées, les armes de la famille du Puy qui se blasonnent ainsi « de sinople, à une bande d'or bordée de sable, accompagnée de 6 merlettes aussi d'or, 3 en chef, 3 en pointe ». Des travaux de restauration ont révélé la présence d'une peinture endommagée sur le mur intérieur de la chapelle.
Un couloir couvert reliait, au XVe siècle, cette chapelle au logis abbatial construit à proximité. Le bâtiment a, après la Révolution, connu plusieurs affectations successives : grange — un plancher coupait la chapelle en deux étages, du foin étant stocké à l'étage supérieur —, poulailler, école maternelle à la fin du XIXe siècle.
La chapelle fait l'objet d'un classement au titre des monuments historiques par arrêtés du 10 mars 1921 et du 19 septembre 1930. Ses chapiteaux sont inscrits à l'inventaire général du patrimoine culturel.
Pendant son abbatiat, entre 1434 et 1476, Pierre Berthelot fait réaliser des stalles en bois destinées à être placées dans le chœur à l'usage des moines. Elles sont récupérées à la Révolution. Deux groupes de trois de ces stalles, dont les sièges pourvus de miséricordes aux motifs tous différents sont séparés par des parcloses, sont ré-installées dans l'église Notre-Dame-de-Fougeray de Cormery ; elles sont inscrites dans la base Palissy. D'autres stalles issues de la même commande sont transférées dans l'église Saint-Saturnin (ancienne église des Carmes) à Tours.

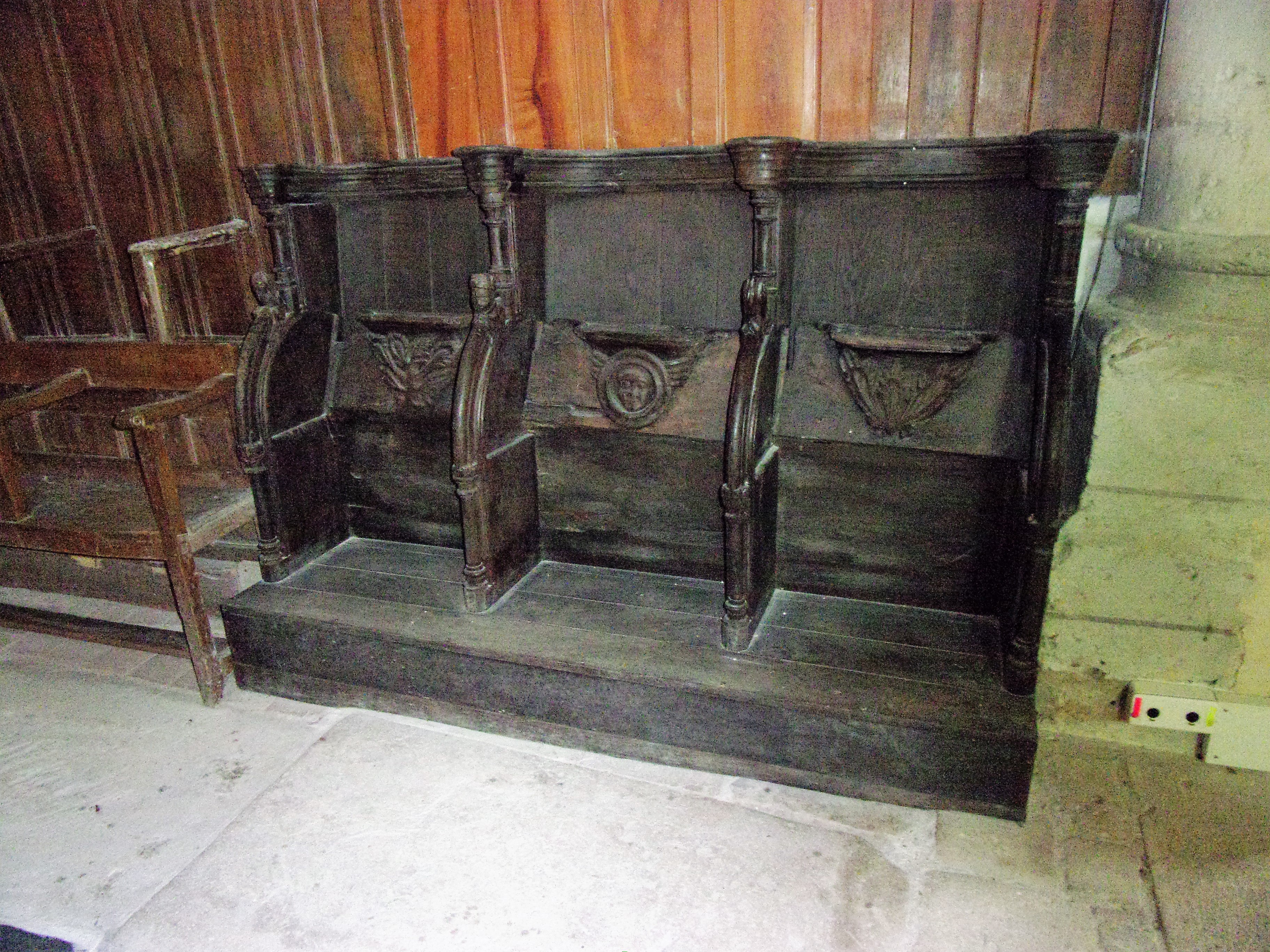
Anciennes stalles du chœur de l'abbatiale.
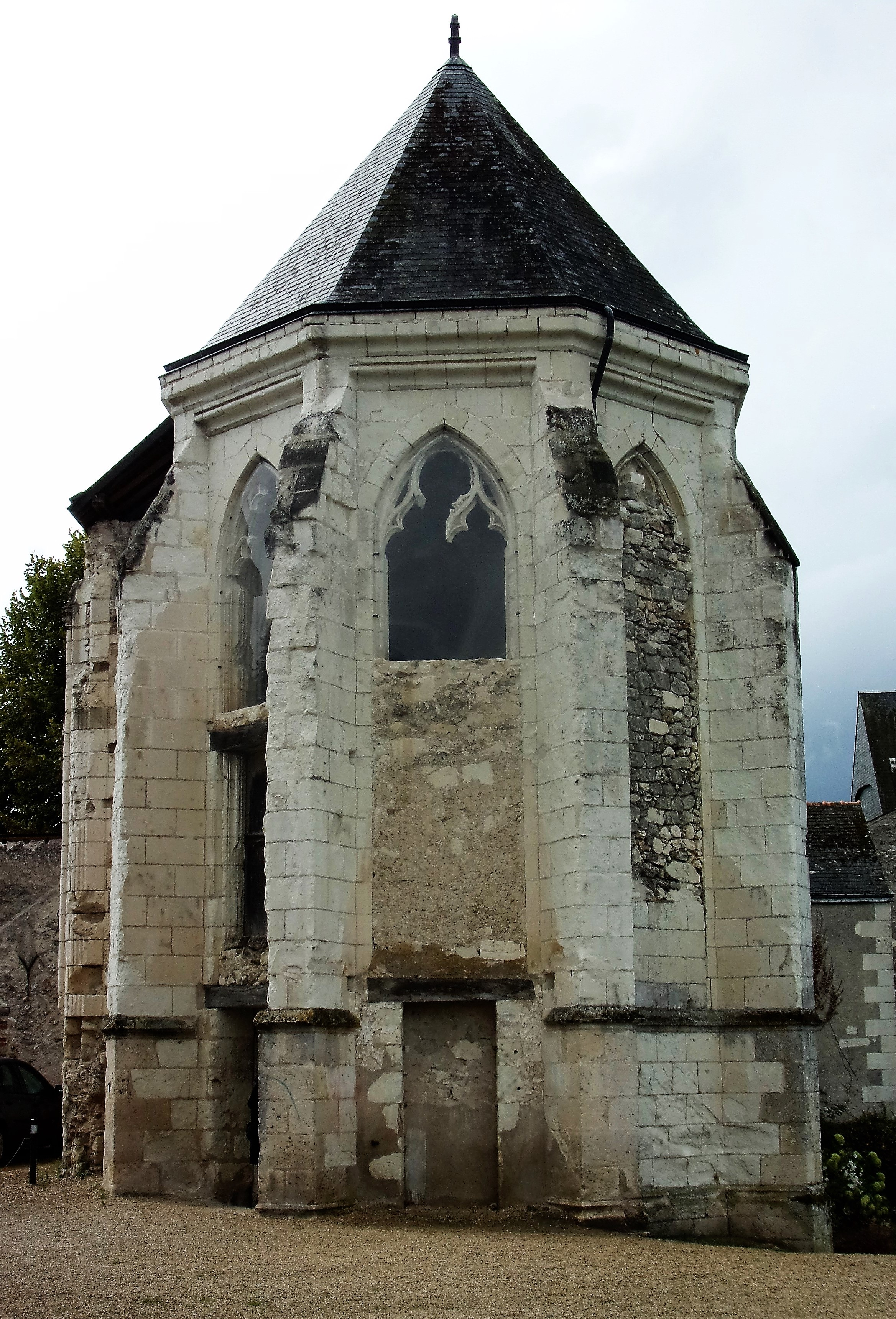
Vue axiale de la chapelle.
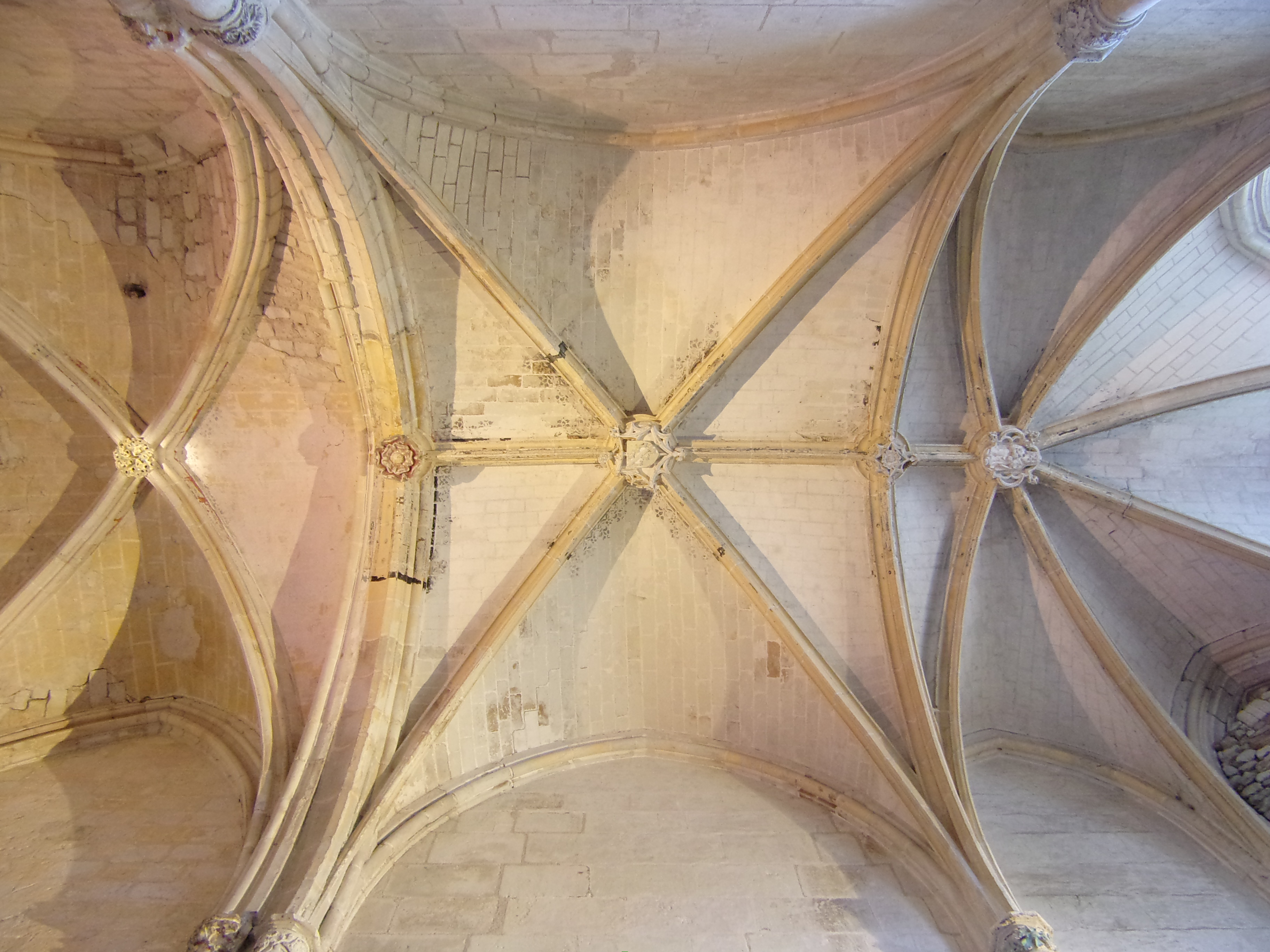
Voûte de la chapelle.
Blason de la famille du Puy.
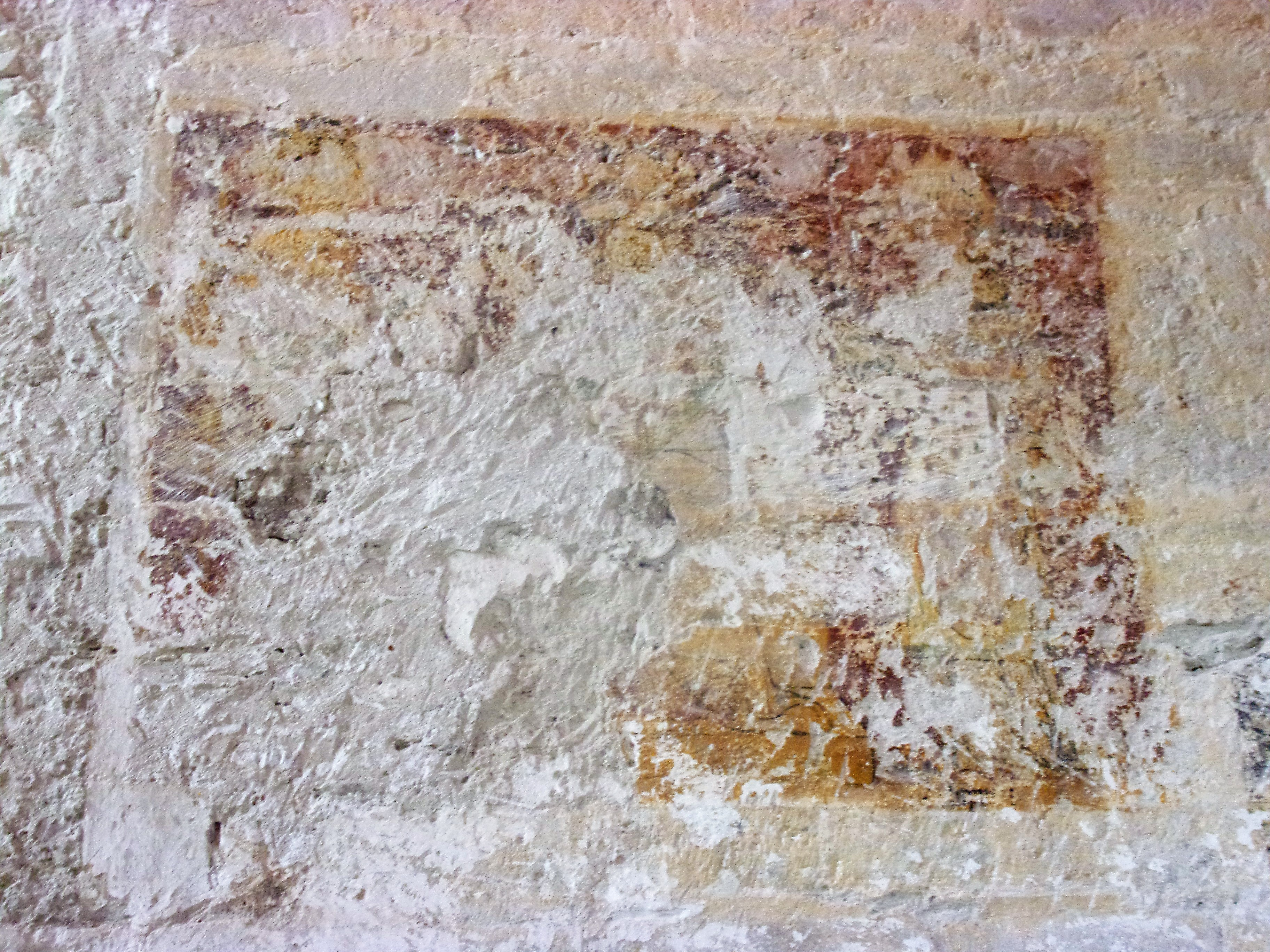
Peinture sur le mur de la chapelle.

### Porterie, réfectoire, cuisine et cellier
Au contact direct de la tour Saint-Paul, au nord, la porterie se compose d'une salle unique à deux travées. Une tourelle extérieure permet d'accéder aux combles de la porterie et du réfectoire en prolongement. Une porte percée tardivement au rez-de-chaussée de la tourelle permet d'entrer directement dans la porterie sans passer par le porche de la tour Saint-Paul, comme auparavant.
Le réfectoire, à l'ouest du cloître, est composé à l'origine d'un seul bâtiment comportant deux hautes nefs voûtées en croisée d'ogives, de six travées chacune. Ses murs gouttereaux sont épaulés de larges contreforts. Daté du XIIIe siècle, il a été, depuis la fin de l'abbaye et sa vente comme bien national, cloisonné dans sa longueur comme dans sa hauteur, ménageant ainsi plusieurs espaces séparés, au gré des changements de propriétaires. Seules les deuxième et troisième travées sud sont conservées sur toute leur hauteur (elles ont servi de grange) ; elles sont séparées des autres par des murs de refend dans lesquels sont noyées les colonnes qui supportent les arcs reposant sur des culs-de-lampe. C'est au niveau de la troisième travée qu'était insérée la chaire du lecteur, côté ouest, accessible par un escalier faisant comme elle saillie à l'extérieur. Un étage a été aménagé dans la partie nord du réfectoire, aboutissant à la création de logements, une pièce servant même de salle de classe au XIXe siècle ; les murs portent toujours les textes de cours et de leçons, ainsi que des maximes de morale peintes par Urbain Villard, l’instituteur d'alors, et au plafond apparaissent encore les clés de voûtes sculptées et peintes. La partie de la toiture qui jouxte la tour Saint-Paul, emportée par l'effondrement du clocher en 1891, n'est pas reconstruite dans sa configuration initiale mais affecte une forme d'entonnoir à quatre pans.
L'emplacement du dortoir des moines dans le plan initial de l'abbaye fait encore débat : certains historiens ont placé ce dortoir collectif à l'étage du réfectoire mais d'autres auteurs se montrent plus prudents. Il semble cependant acquis que ces dortoirs étaient, dès l'origine, dans l'aile orientale, au-dessus de la salle capitulaire et sans doute desservis par un escalier accessible depuis une porte dans le croisillon nord du transept.
La cuisine, occupant très probablement l'angle nord-ouest du cloître, était en communication d'un côté avec le réfectoire et de l'autre avec les celliers. Les modifications successives de cette partie du bâtiment ont fait disparaître l'aménagement fonctionnel d'origine. Cette partie du bâtiment est dénommé « logis Boyer », du nom de Paul Boyer, un de ses propriétaires au XXe siècle qui en fait don à la commune en 1949.
Le cellier, fermant à l'origine le cloître vers le nord, était partiellement enterré ; il était prolongé vers l'est par l'infirmerie et le chauffoir. L'ensemble était surmonté d'un étage puis de combles abritant la bibliothèque.
Le réfectoire et le cellier sont classés comme monument historique par arrêtés du 10 mars 1921 et du 19 septembre 1930. Dix-sept chapiteaux et huit culs-de-lampe du réfectoire sont portés à l'inventaire général du patrimoine culturel.

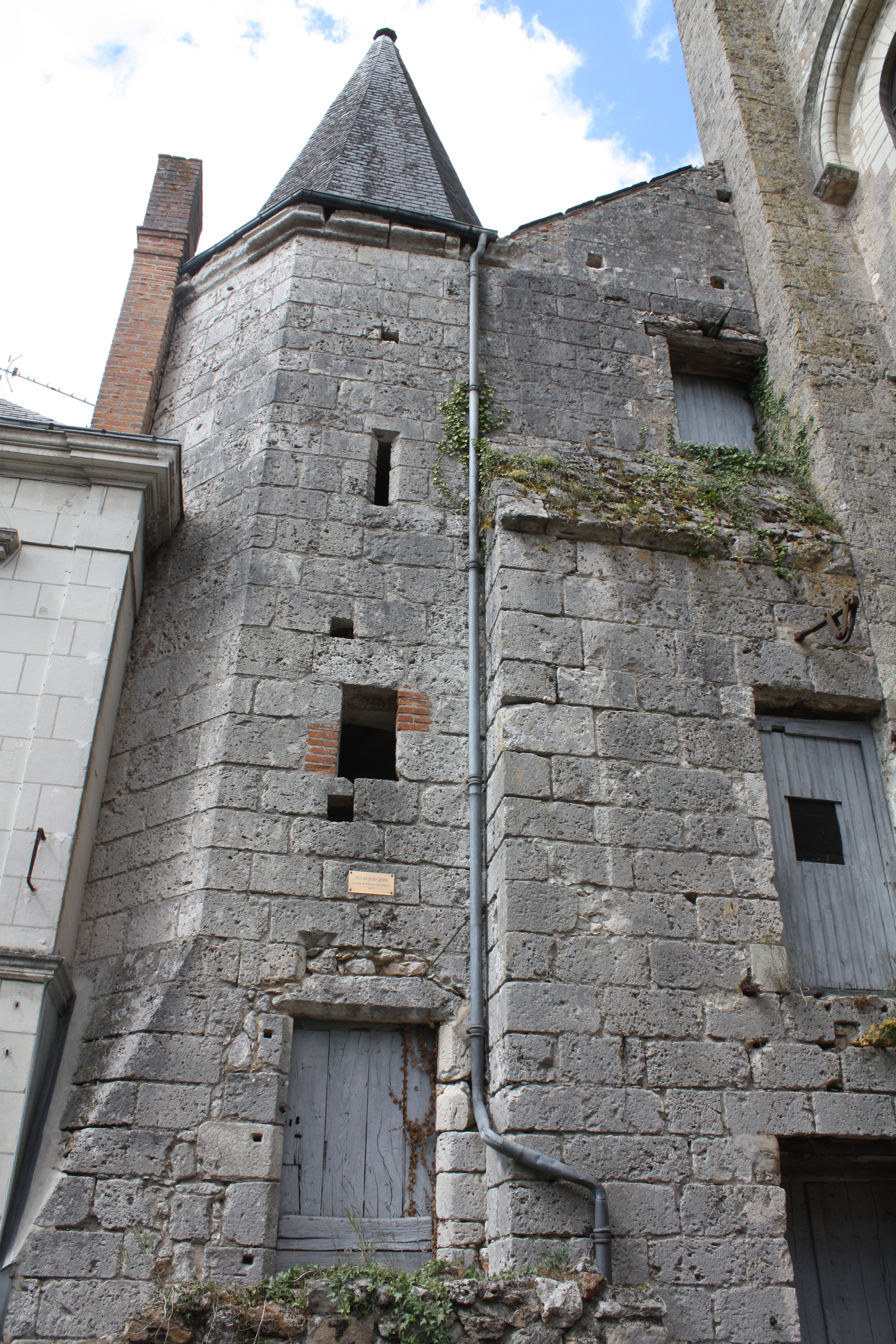
Porterie et sa tourelle.
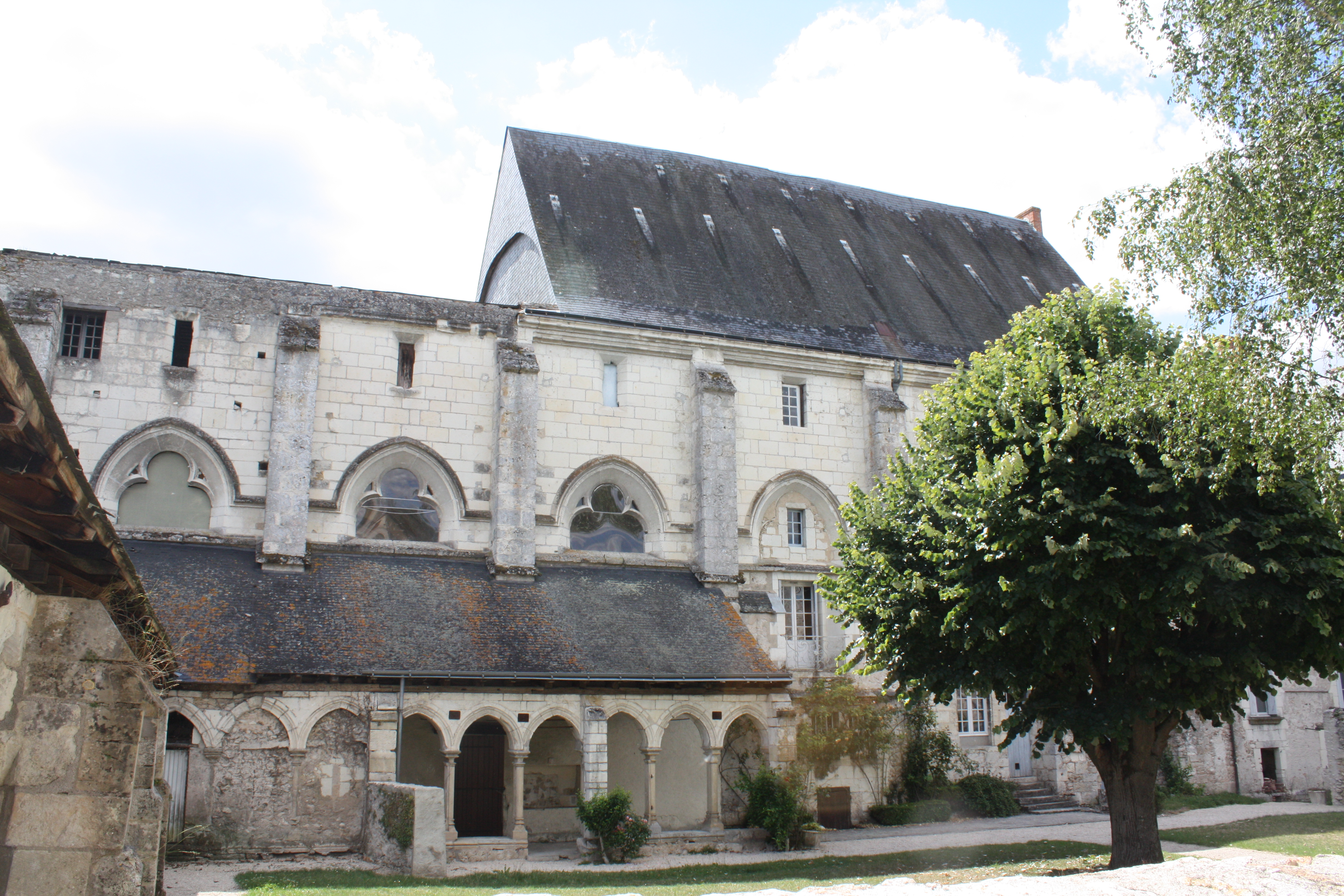
Réfectoire, vu du cloître.
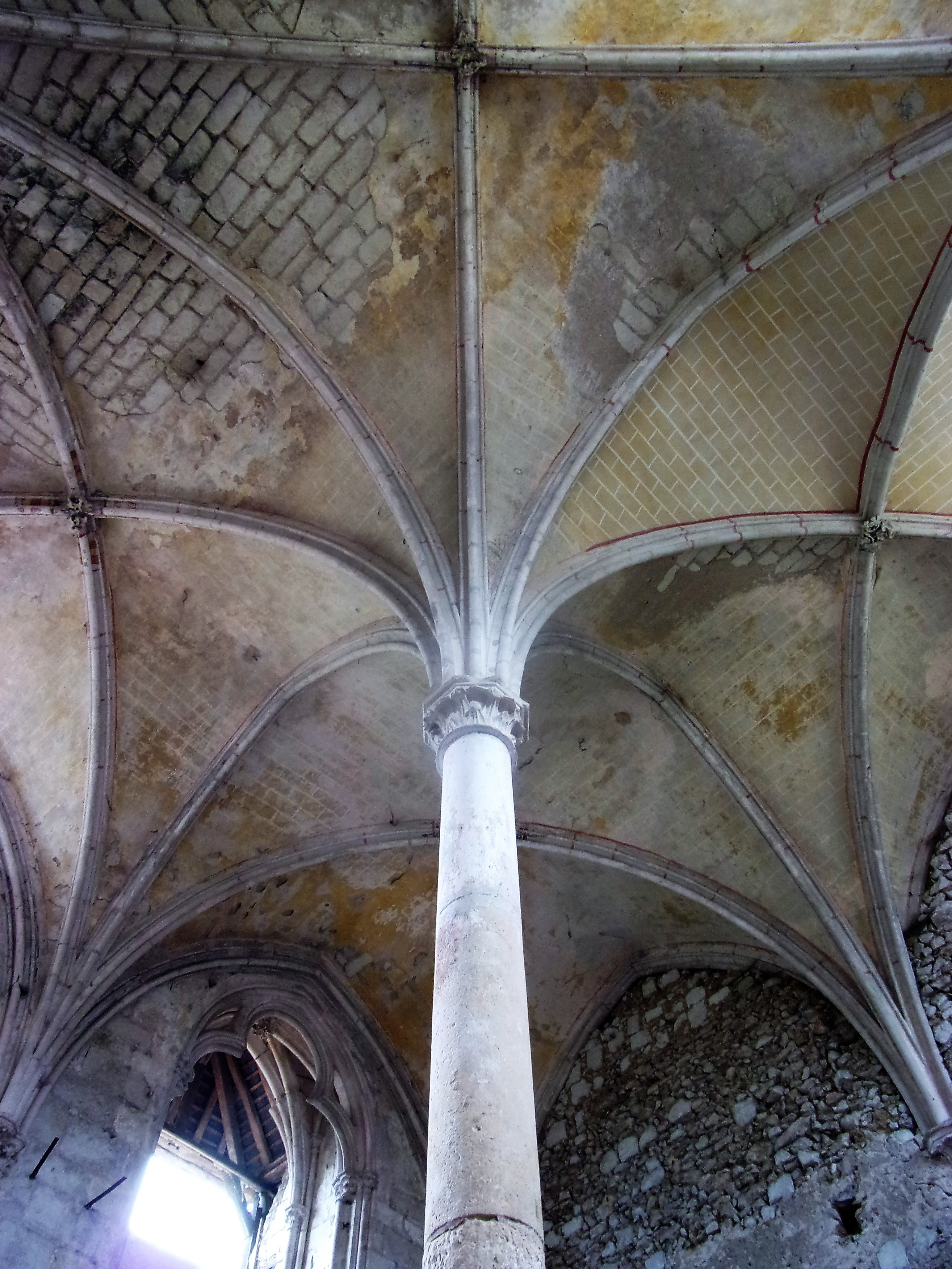
Voûte d'une travée du réfectoire.
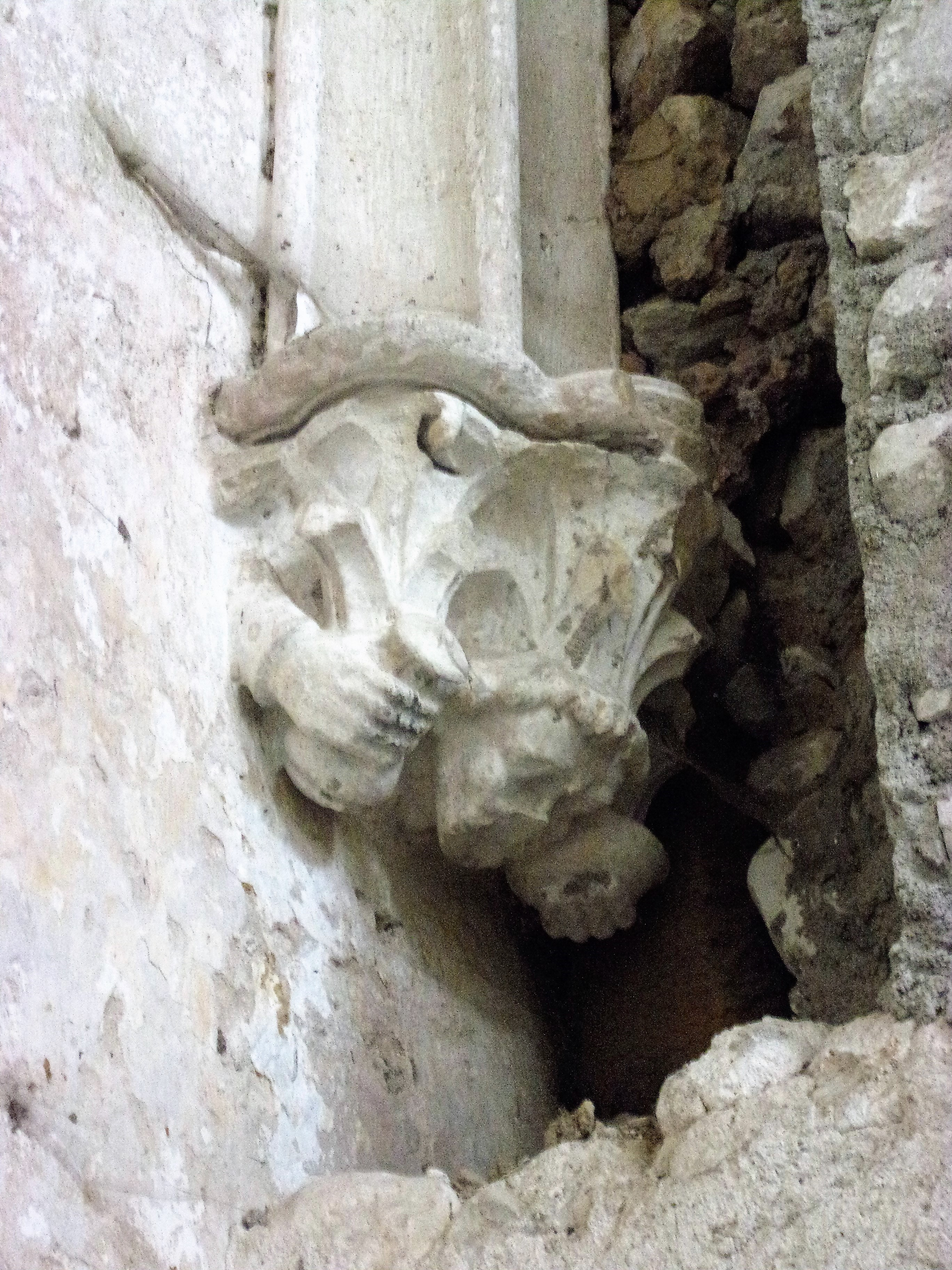
Cul-de-lampe du réfectoire.
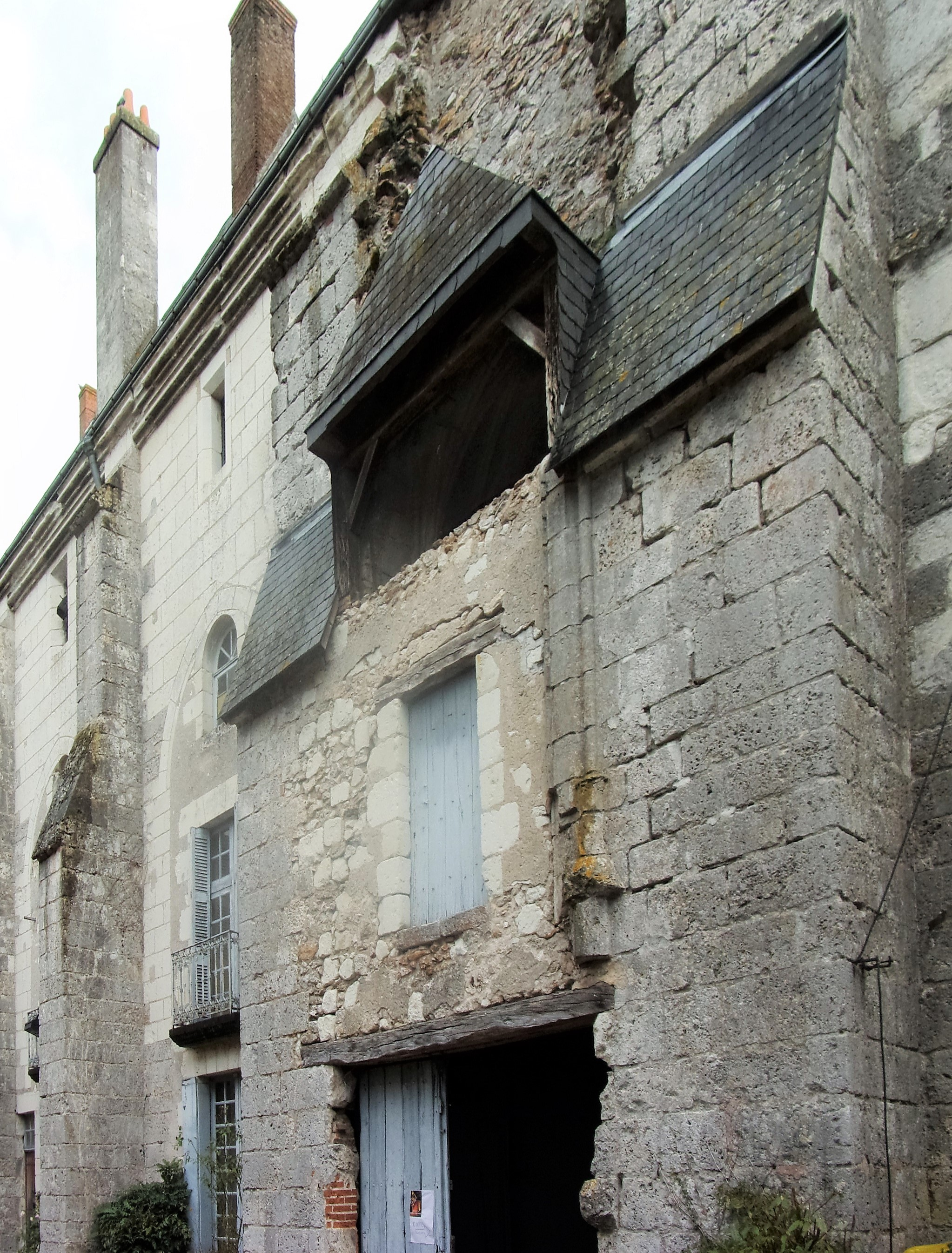
Chaire du lecteur (vue extérieure).
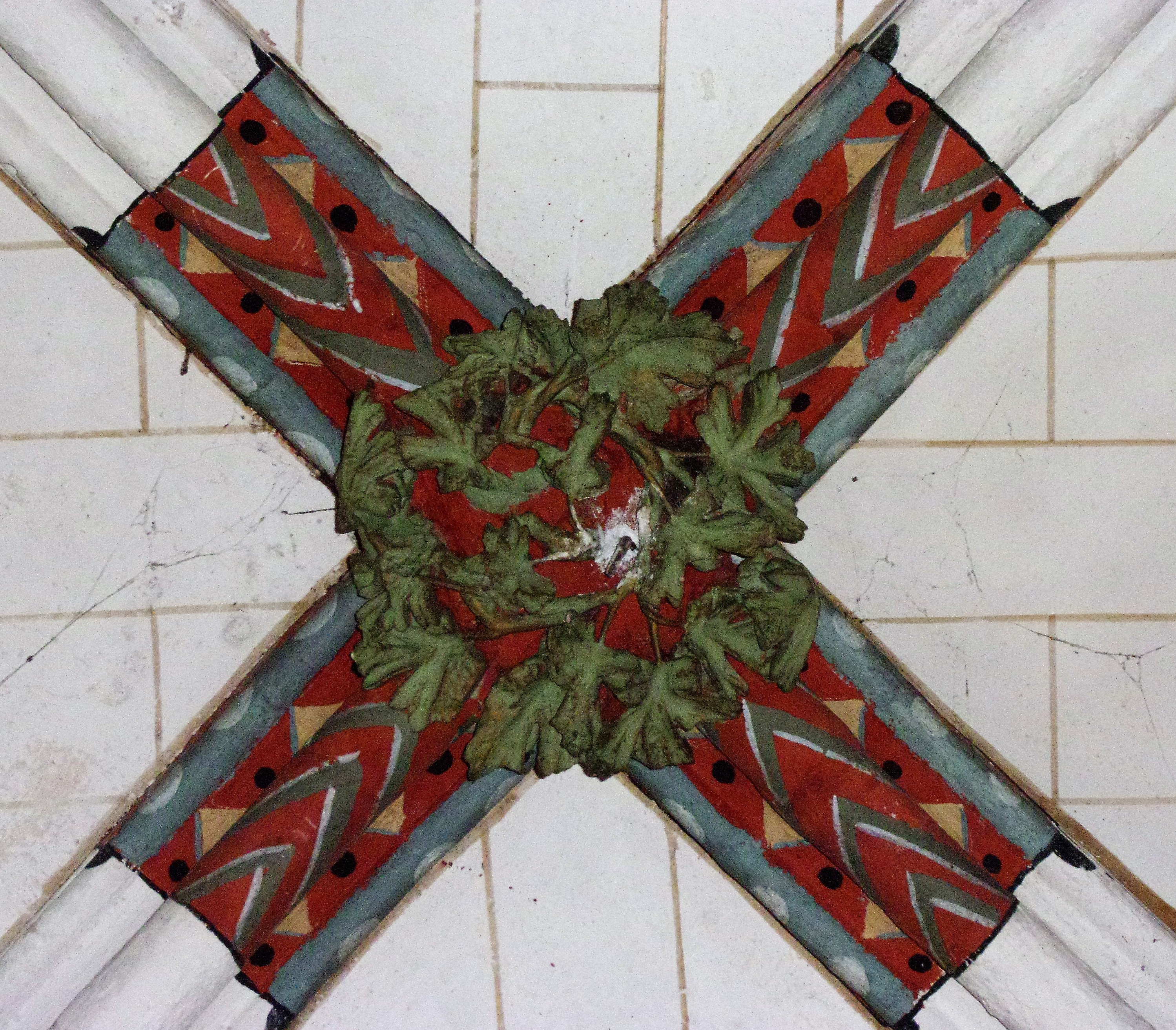
Clé de voûte restaurée du réfectoire.
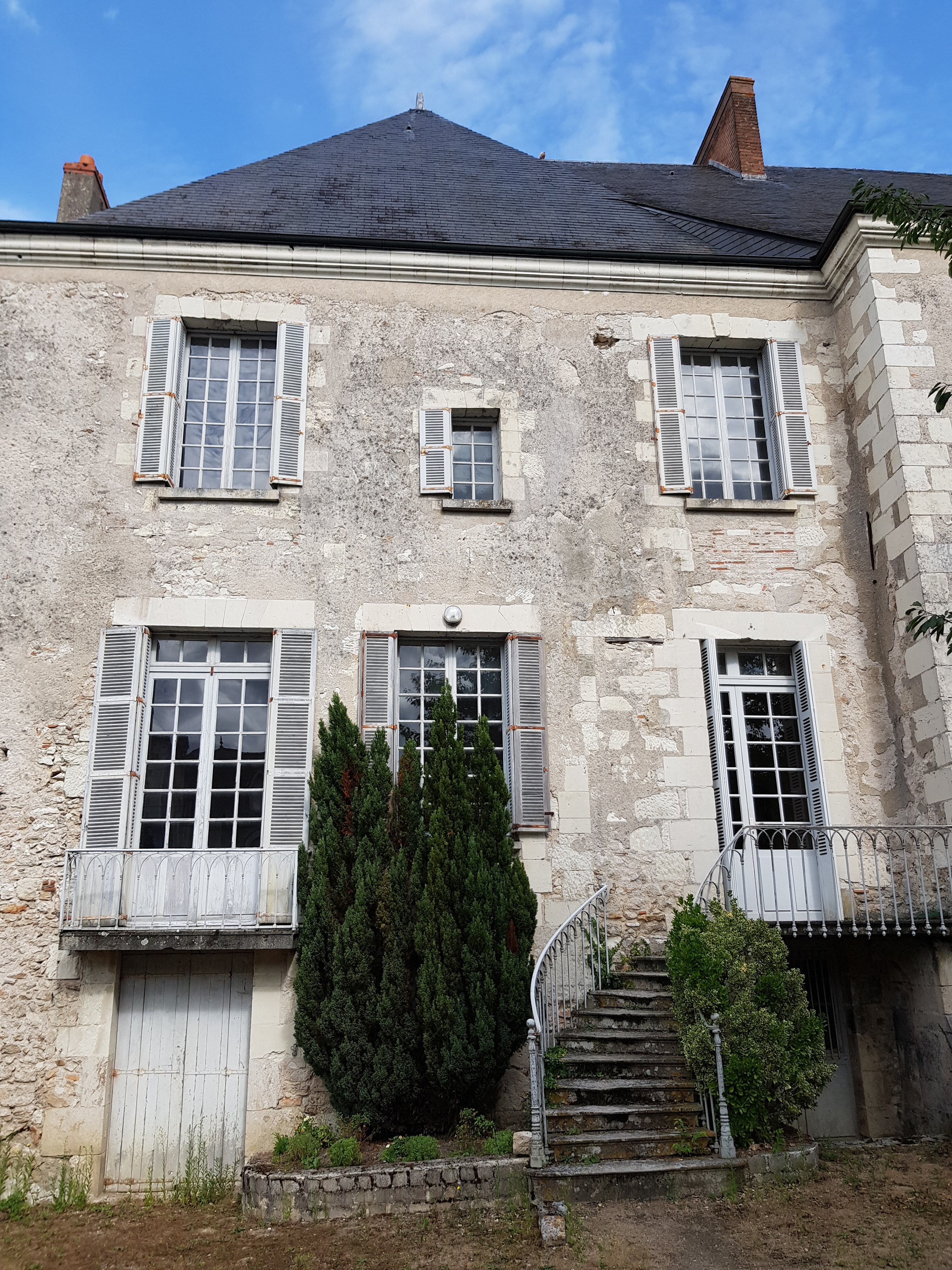
Logis Boyer.
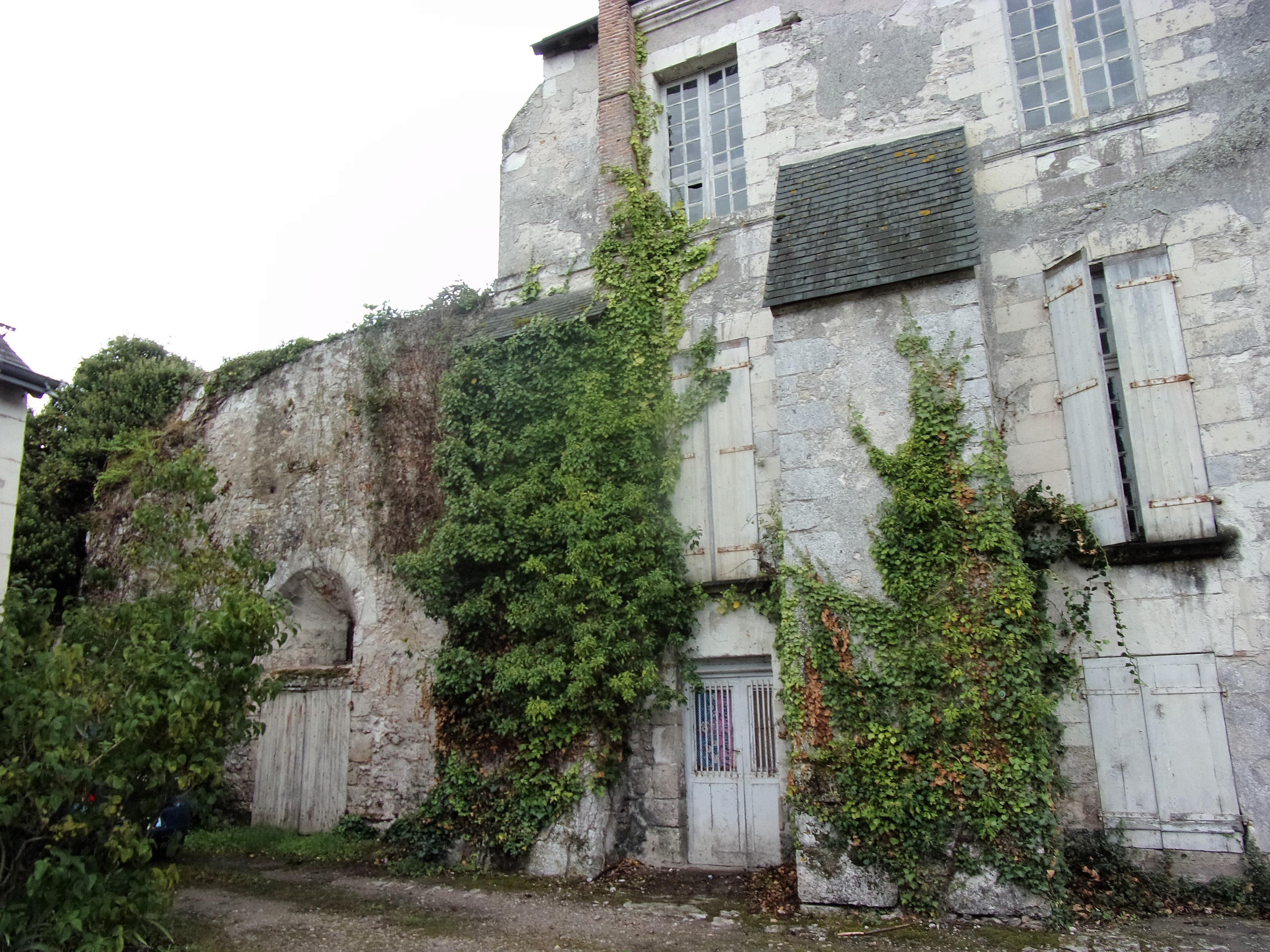
Façade nord du cellier.

### Cloître
La construction du cloître remonte au début du XIIIe siècle mais certains éléments de sa charpente en bois, datés par dendrochronologie en 1993, sont du XVe siècle. Ces datations apparemment non concordantes témoignent en fait de sa reconstruction ou, au moins, de sa profonde restauration après les dégâts causés pendant la guerre de Cent Ans.
Le cloître est à l'origine une galerie couverte sur quatre côtés dont la colonnade repose sur un mur bahut. Le jardin est au centre et les bâtiments organisés autour selon un plan généralement adopté pour les abbayes bénédictines et proche du plan de Saint-Gall. Les colonnes des arcades sont par endroits épaulées par des contreforts. Ne subsistent du cloître que les angles sud-ouest et nord-est et les parties des galeries qui s'y rattachent ; la colonnade, la charpente et la toiture du côté sud sont toutefois presque intégralement conservées, mais certaines des arcades, près de l'angle sud-ouest, sont murées : cette partie du cloître appartient à un propriétaire privé qui l'a transformée en garage. Ces arcades sont celles qui subsistent du cloître du XIIIe siècle. Une banquette, adossée au mur gouttereau nord de l'abbatiale dans la galerie méridionale du cloître, plus large que les autres, semble indiquer que cet espace était dévolu à des rassemblements des moines.
Les vestiges du cloître sont classés comme monument historique par arrêtés du 10 mars 1921 et du 19 septembre 1930.

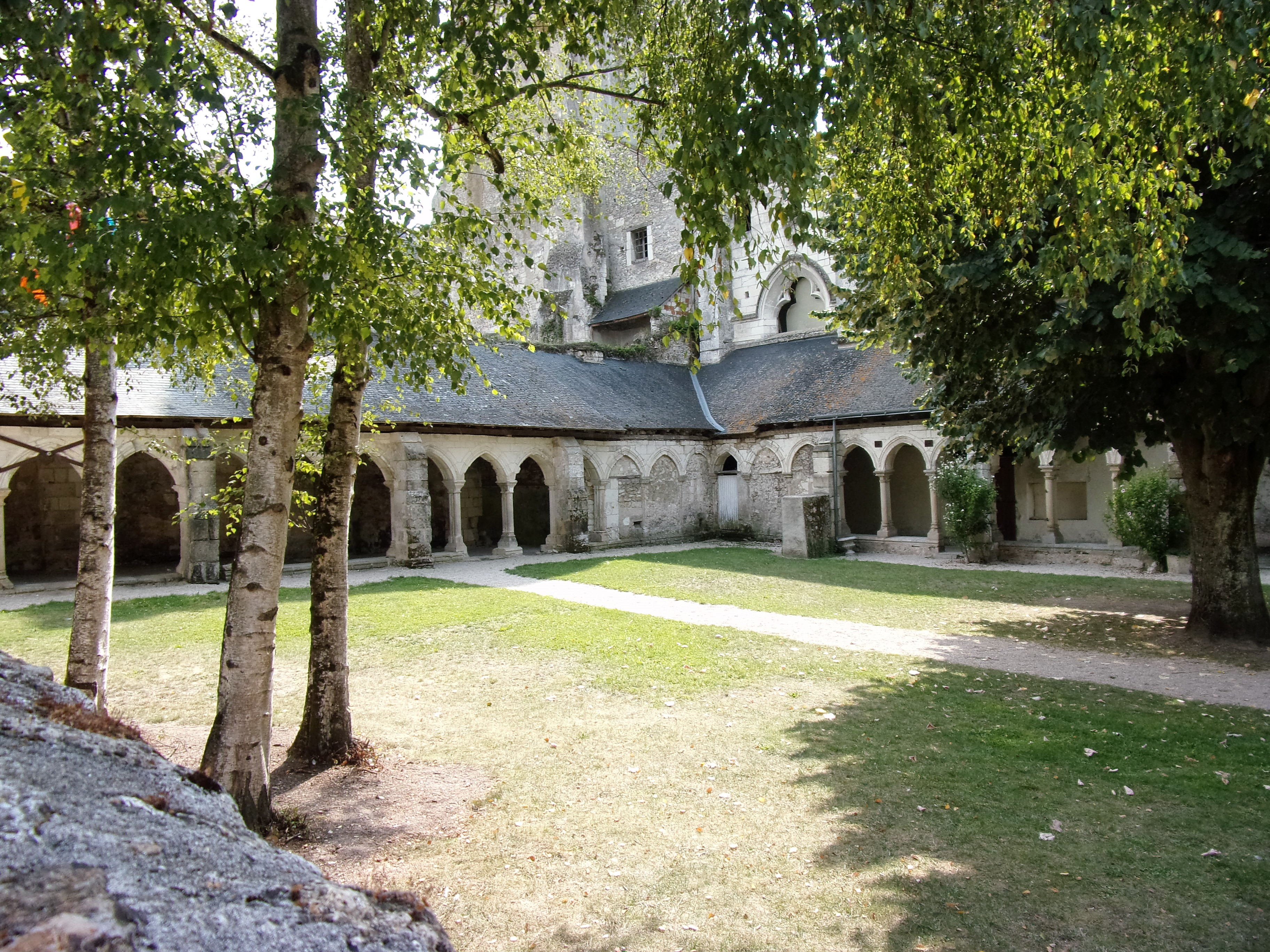
Vue générale.
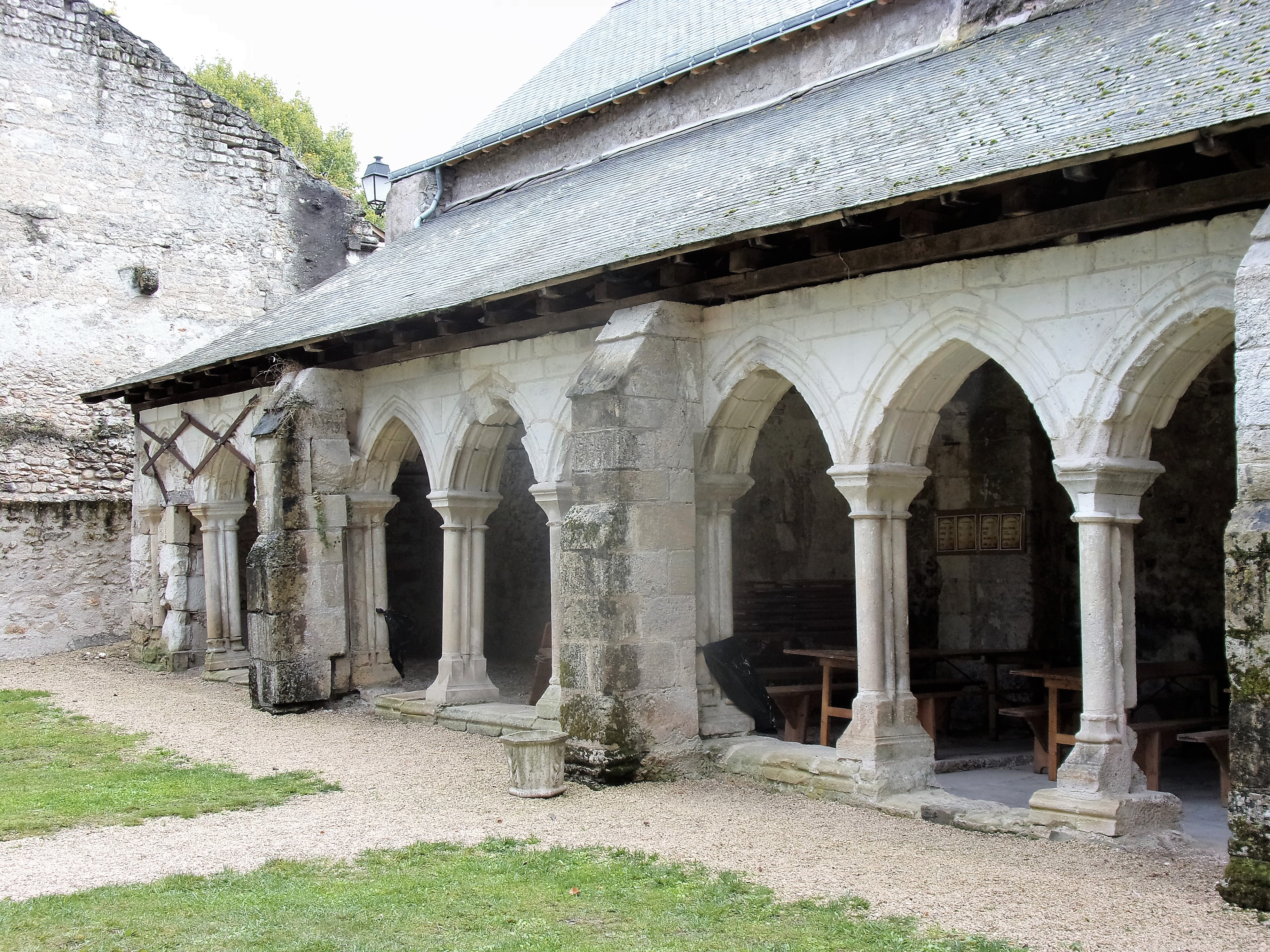
Vue rapprochée de la galerie sud.
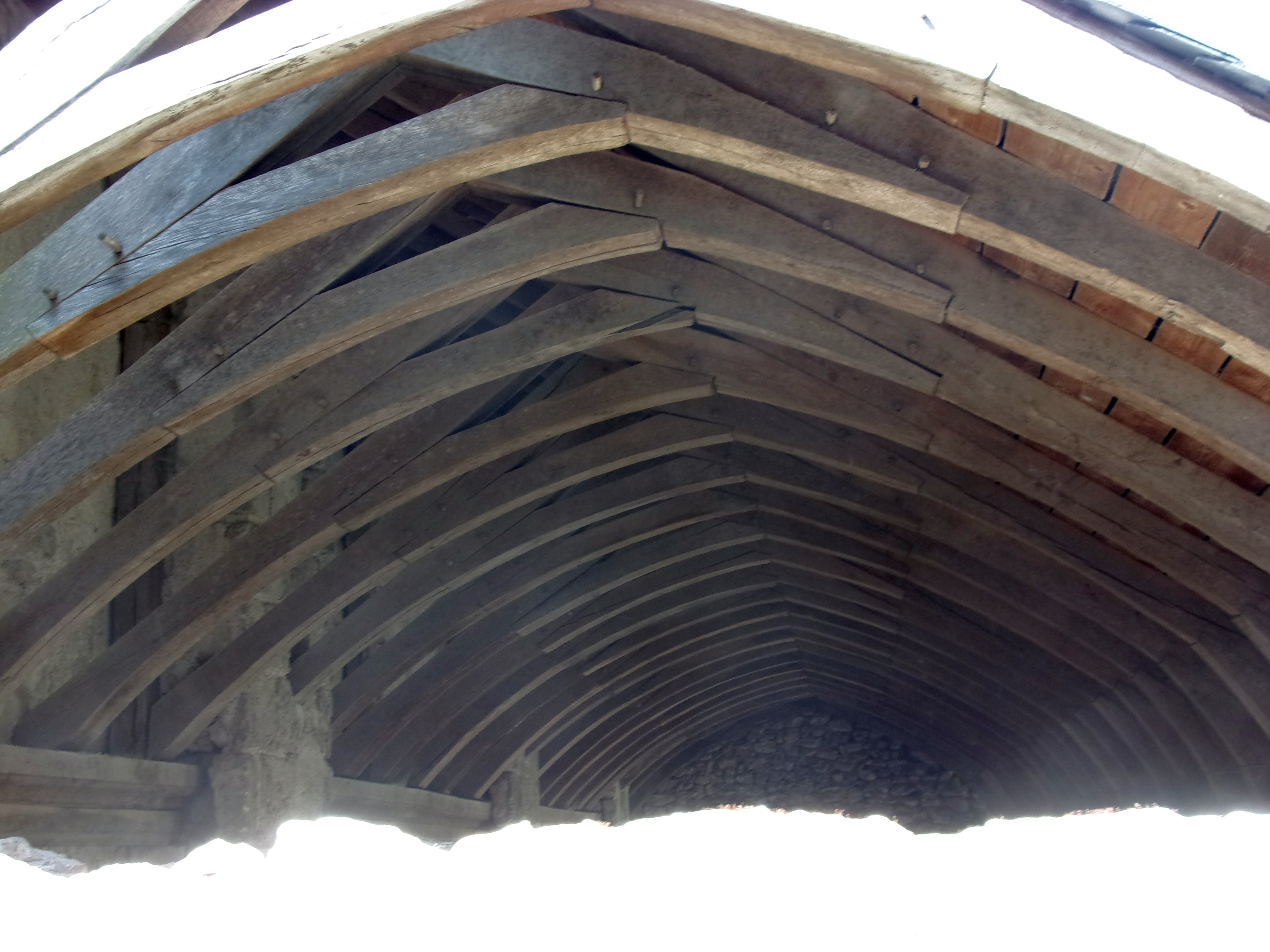
Charpente de la galerie sud.
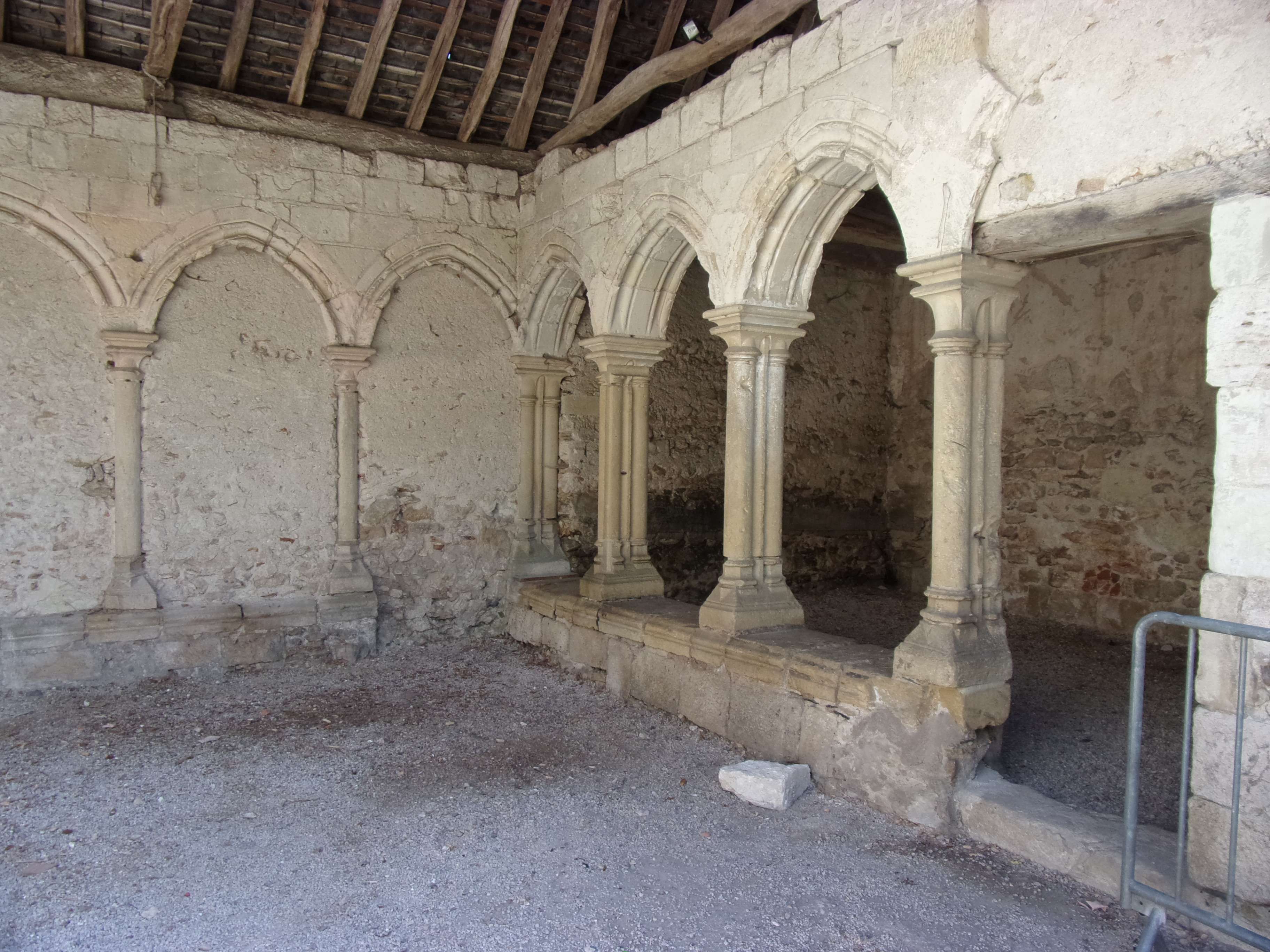
Angle nord-est.

### Autres bâtiments et aménagements

#### Salle capitulaire et dortoirs
| - Façade de la salle capitulaire, donnant sur le cloître. - Façade de la salle capitulaire (détail d'une sculpture). |

Le long de l'aile orientale du cloître, comme c'est généralement le cas pour les abbayes bénédictines, s'élevaient la salle capitulaire et les dortoirs. Ces derniers sont si délabrés au milieu du XVIIe siècle qu'ils sont inhabitables — les moines occupent le logis abbatial dans lequel l'abbé commendataire ne réside pas — et qu'ils sont reconstruits en priorité par les mauristes, au premier étage de ce corps de bâtiments. Ils disparaissent après la Révolution ou sont intégrés, à l'extrême nord de l'aile, à des constructions récentes.
La salle capitulaire de dimensions modestes (9,20 × 9,50 m) était prolongée vers le sud par la sacristie qui communiquait avec le bras nord du transept par une porte. Seule une partie de la façade ouest de la salle capitulaire donnant dans le cloître, subsiste, bien que très rénovée. Le bâtiment lui-même est remplacé par une habitation moderne.

#### Logis abbatial
À l'extrême est de l'enclos monastique, le logis abbatial est bâti à cheval sur l'enceinte de l'enclos qui est bordée extérieurement de douves. Il est peut-être construit à l'initiative de Jean du Puy. Il se compose d'un bâtiment principal composite (corps de logis rectangulaire et pavillon carré à la toiture plus haute) du XVe siècle, muni sur sa face nord d'une tourelle hexagonale reconstruite sous l'abbatiat de Pierre Berthelot et contenant un escalier à vis de Saint-Gilles, ainsi que d'un appentis rapporté, à l'ouest, dont une partie de l'étage est à pans de bois avec des montants sculptés. Le pavillon carré semble équipé, côté nord, d'une galerie de guet sous toiture, formant un hourd. Un plan du XVe siècle montre l'existence d'un passage couvert reliant le logis abbatial à la chapelle Saint-Symphorien, disposition qui apparaît encore nettement sur plusieurs documents, dont le dessin de la collection de Gaignières (XVIIe siècle). Le linteau de cette porte demeure apparent dans le crépi moderne du bâtiment. Le logis de l'abbé construit à la fin du XVe siècle et au début du XVIe siècle.
Cet édifice est classé comme monument historique par arrêtés du 10 mars 1921 et du 19 septembre 1930.

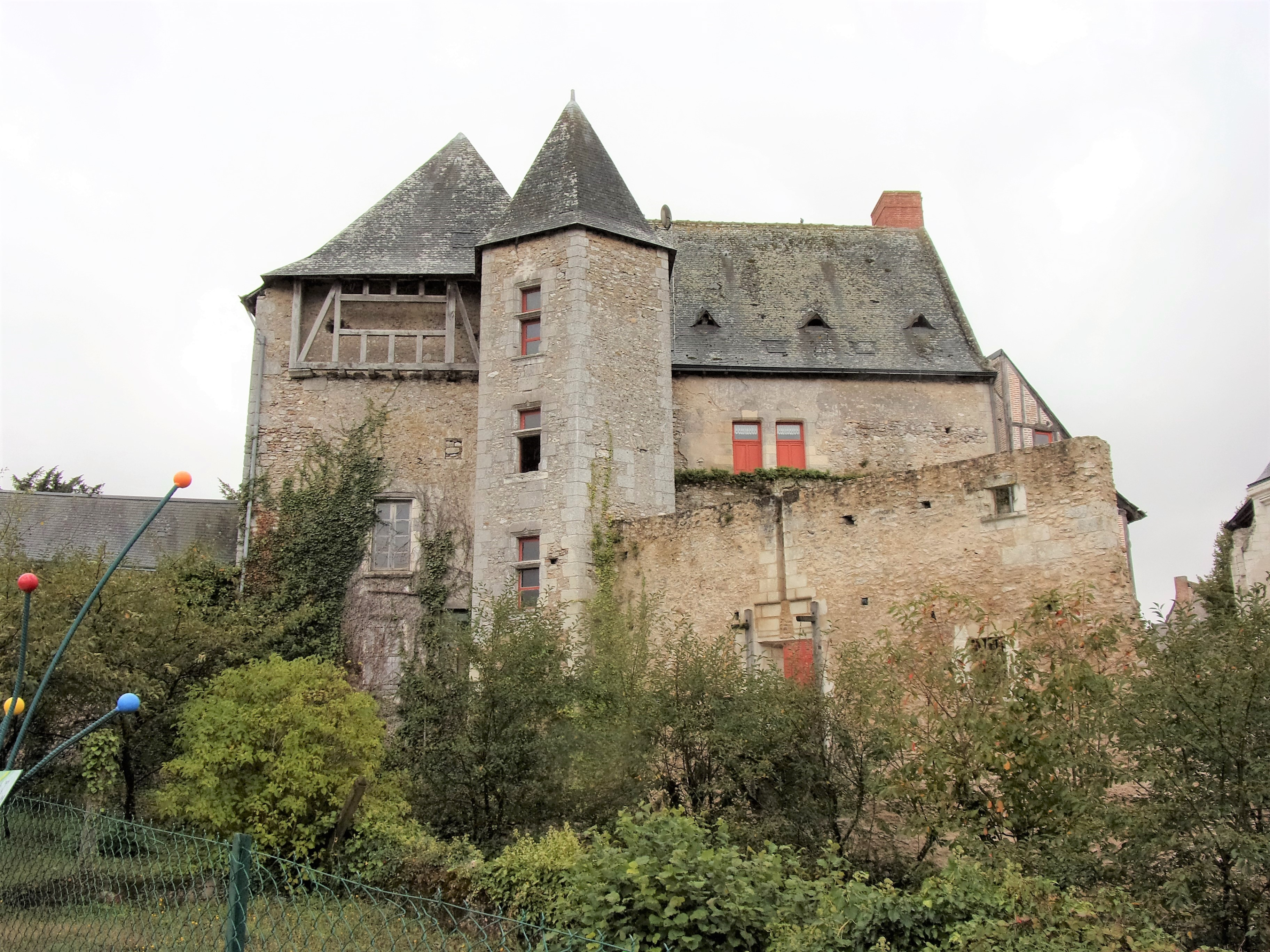
Vue générale du nord.
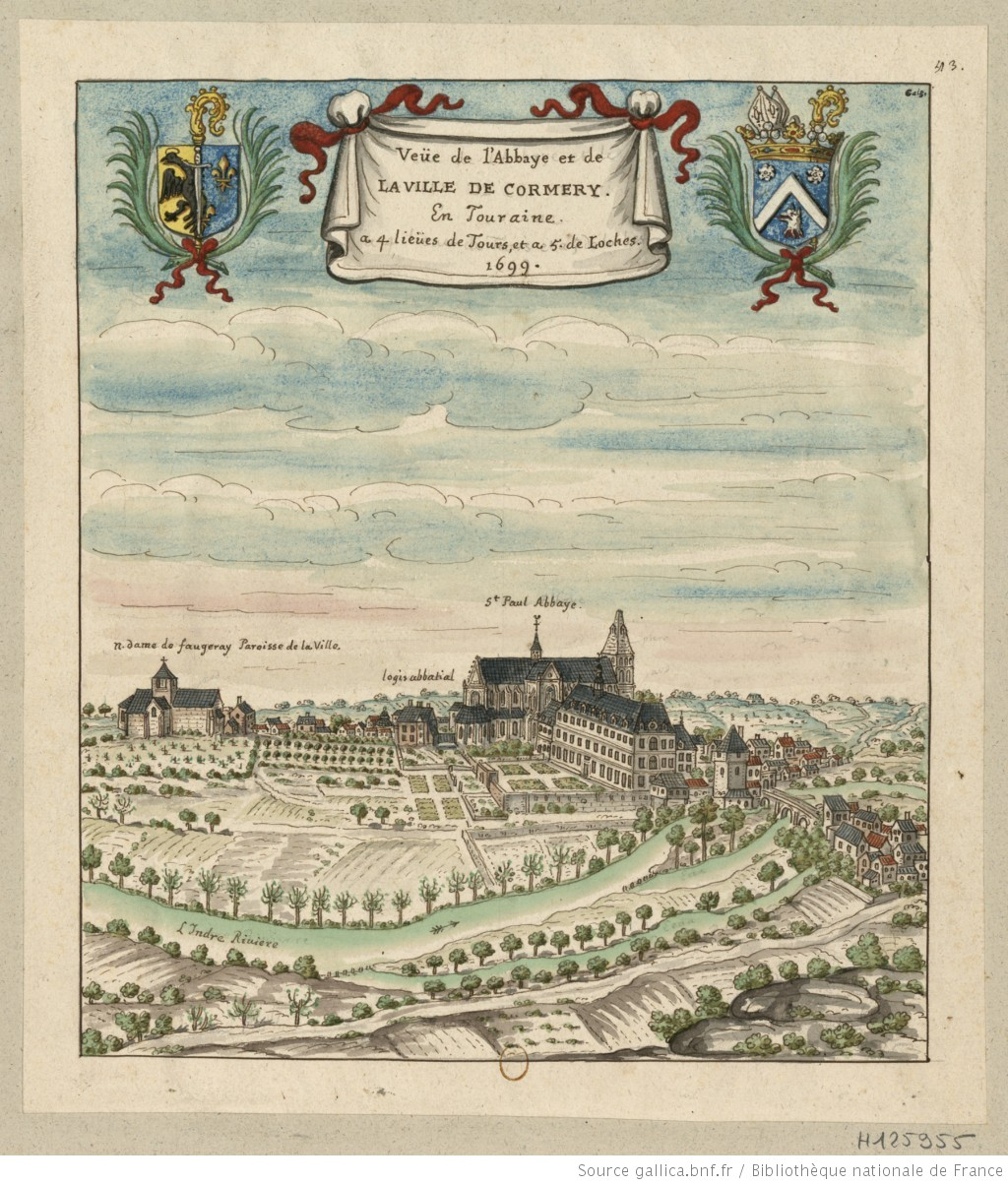
Cormery au XVIIe siècle (coll. Gaignières).
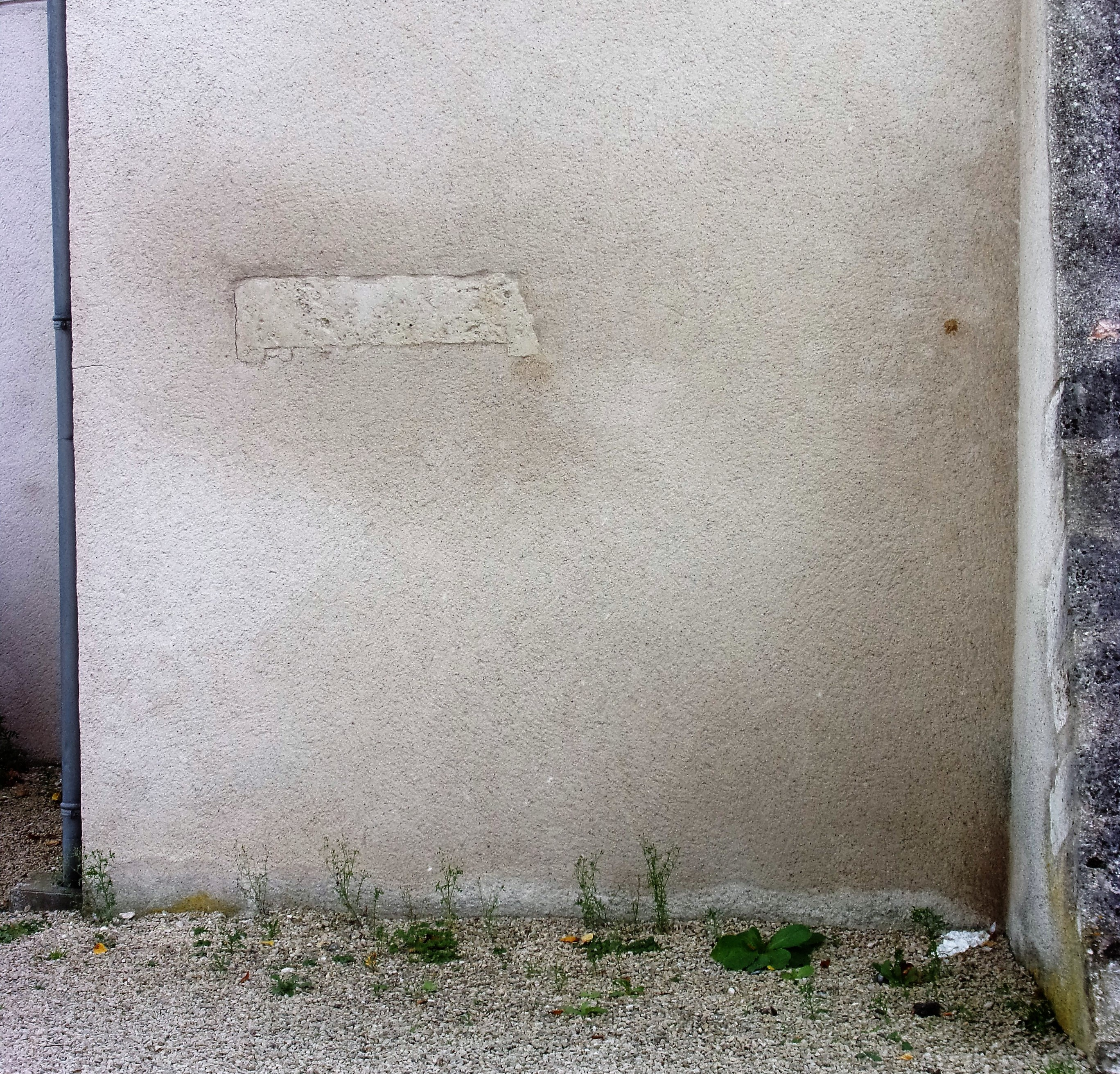
Linteau de la porte de communication.
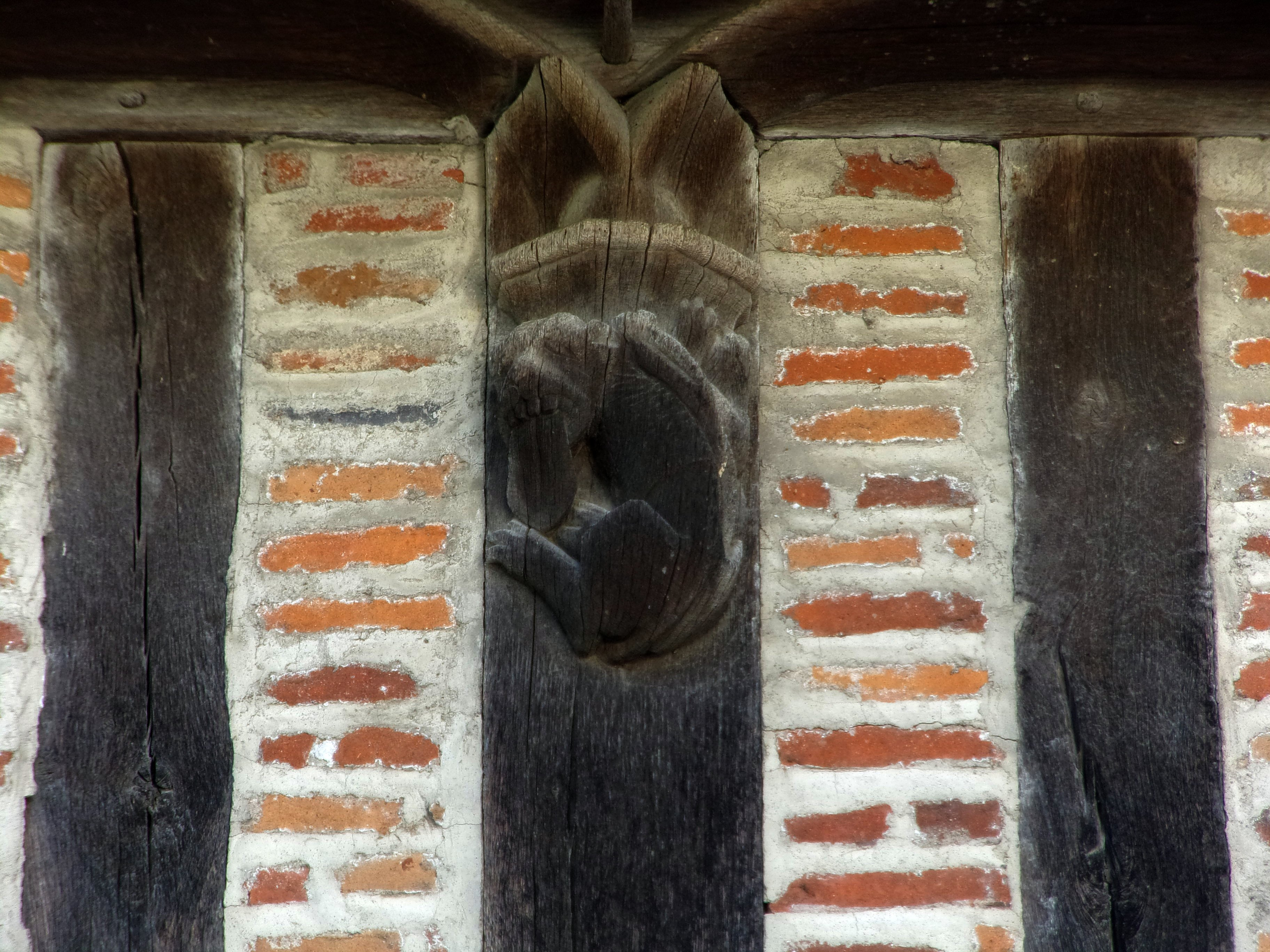
Pan de bois décoré.

#### Logis de l'aumônier, du prieur et du sacriste
| - Logis de l'aumônier. - Logis du sacriste. |

La mise en place du régime de la commende s'accompagne de l'arrivée à Cormery d'un prieur chargé de seconder l'abbé en titre. La localisation du logement qui lui est assigné n'est pas documentée à cette époque et le bâtiment qui est identifié comme tel au XXIe siècle, situé devant la tour Saint-Paul, près de l'ancienne entrée du monastère, sur le parvis de l'abbatiale, apparaît encore, sur un plan du XVIIe siècle, comme le logis de l'aumônier. Cette localisation correspond bien à l'une des fonctions de l'aumônier : l'accueil des pauvres. C'est un bâtiment rectangulaire du XVe siècle pourvu sur sa face nord d'une tourelle à escalier octogonale partiellement engagée ; les fenêtres sont équipées de meneaux. Le bâtiment est inscrit comme monument historique par arrêté du 3 mars 1993.
Parallèle au précédent, mais en retrait et attenant à l'angle sud-ouest de la nef abbatiale, le logis du sacriste date lui aussi du XVe siècle.

#### Cimetière monastique
L'existence d'un cimetière réservé aux moines est attestée au XIVe siècle mais sa localisation et son étendue ne sont pas connues. Par analogie avec des dispositions observées dans d'autres abbayes, il peut se situer aux alentours du chevet de l'abbatiale ou au sud et à l'ouest de cette dernière. Des sépultures sont identifiées dans l'aile sud du cloître (attenant, au nord, à la nef abbatiale) et dans la cour du logis du sacriste (au sud-ouest de l'église) ; plusieurs cimetières peuvent même coexister à l'intérieur de la clôture monastique et il n'est pas exclu que certains abbés aient été inhumés dans la salle capitulaire où une crosse pastorale aurait été retrouvée.

#### Infirmerie
Dans la seconde partie d XVIIe siècle, sous « l'ère mauriste », l'infirmerie est localisée dans la galerie septentrionale du cloître, au-dessus des celliers. Cet emplacement ne semble pas être celui d'origine et, à l'époque médiévale, l'infirmerie occupe plus probablement, là où seront ensuite installées une partie des jardins, au nord-est du cloître, un bâtiment distinct de l'ensemble cloître-abbatiale-réfectoire-celliers-dortoirs, à l'image de ce qui peut être observé à Marmoutier ou à Saint-Julien et qui apparaît sur le plan de Saint-Gall.

#### Enceinte monastique et tour Saint-Jean

Tracé de l'enceinte monastique.

L'enceinte monastique est partiellement conservée, notamment dans ses parties sud et est. L'examen des documents iconographiques permet de la restituer sur la plus grande partie de son tracé.
La partie occidentale de l'enceinte, presque totalement disparue, offre deux accès à l'abbaye, un dans sa partie nord, un dans sa partie sud, ce dernier encore discernable rue de l'Abbaye. Le flanc ouest était probablement bordé de douves, un pont-levis étant mentionné pour l'entrée méridionale.
Entre l'angle sud-ouest et le logis abbatial, l'enceinte se compose d'une succession de sections de murs délimitant des cours ; certaines de ces sections sont plus symboliques que réellement défensives. La façade nord du logis du sacriste est reconstruite sur l'un de ces murs. Accolée à l'extrémité du bras sud du transept abbatial qu'elle renforce et épaule, la tour Saint-Jean est une construction semi-cylindrique défensive postérieure à la guerre de Cent Ans. Édifiée en blocage de moellons, elle possède deux étages, un toit en terrasse et son mur, à des fins défensives, présente un fruit important dans les premiers mètres de son élévation. Les progrès de l'artillerie, peu après sa construction, la rendent inutile même si ses archères sont transformées en canonnières. Après la Révolution, elle reçoit des aménagements lorsqu'elle est transformée en prison communale, utilisée par la gendarmerie. La rue de l'Abbaye, au sud-est, recoupe l'emplacement d'une ancienne entrée au clos abbatial.
En remontant vers le nord à partir du logis de l'abbé, l'enceinte est bordée extérieurement de douves mais une porte permet d'accéder aux jardins monastiques en-dehors de l'enceinte ; le mur oblique ensuite vers l'ouest en longeant le canal des moines, parallèle à l'Indre. Non loin du logis de l'abbé, le chemin de ronde est encore identifiable, en hauteur, grâce au ressaut du mur. Un poste de guet, composé d'une fenêtre et d'une banquette permettant de s'asseoir est bien visible et dans la tourelle d'escalier une porte murée donne accès à ce chemin de ronde.

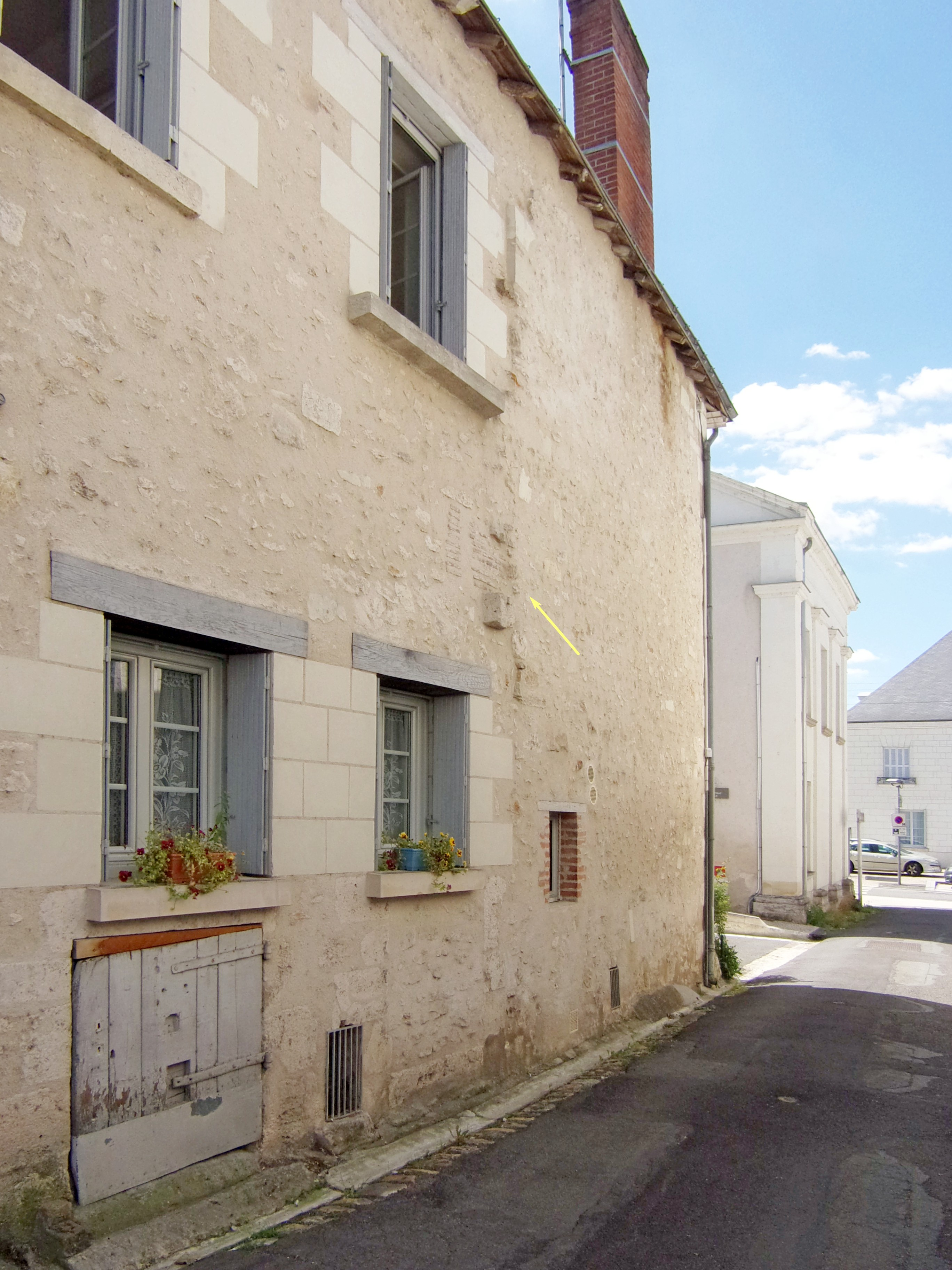
Vestige d'une porte dans le flanc ouest.
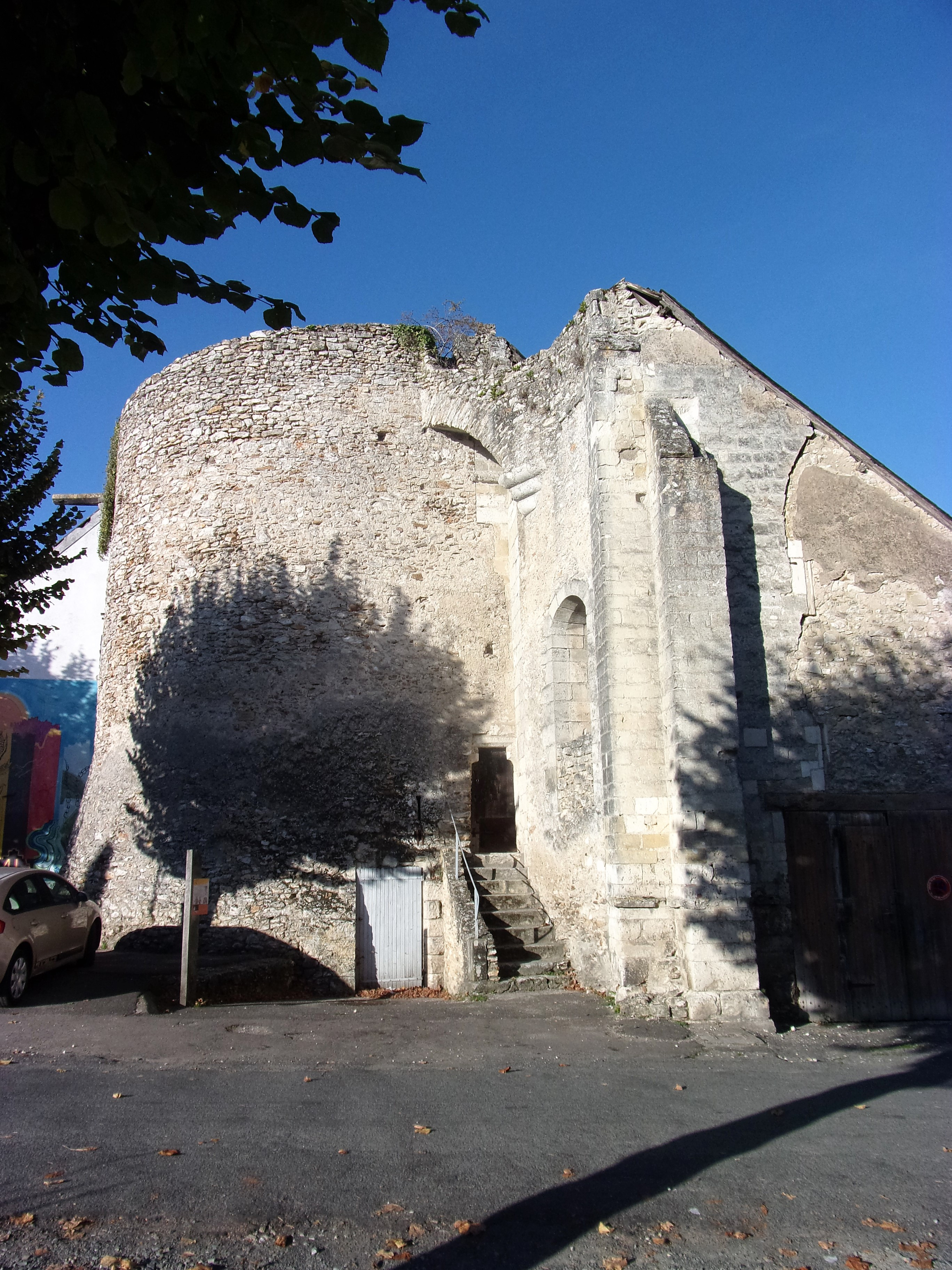
Tour Saint-Jean et transept sud.
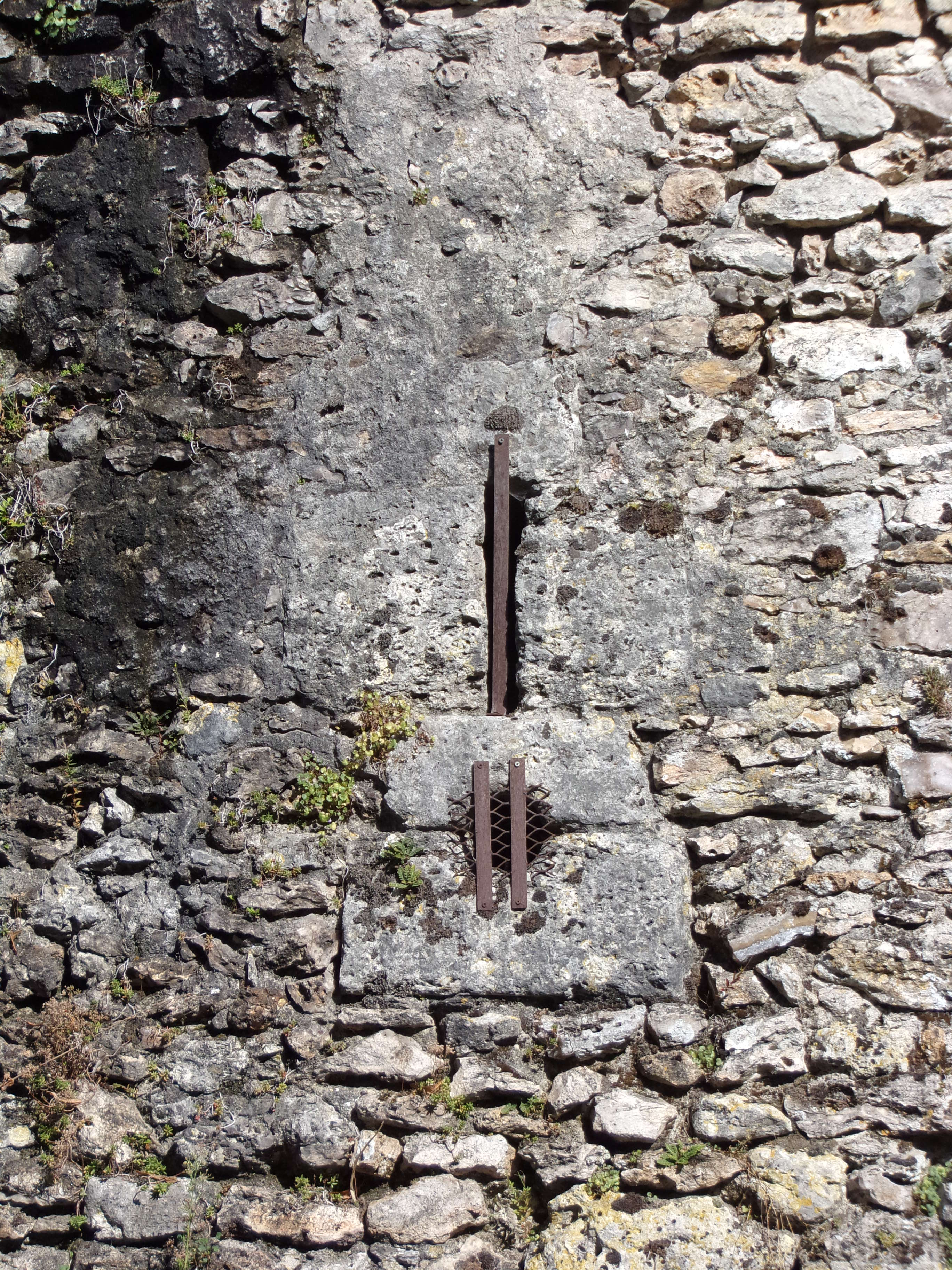
Archère et canonnière à la tour Saint-Jean.
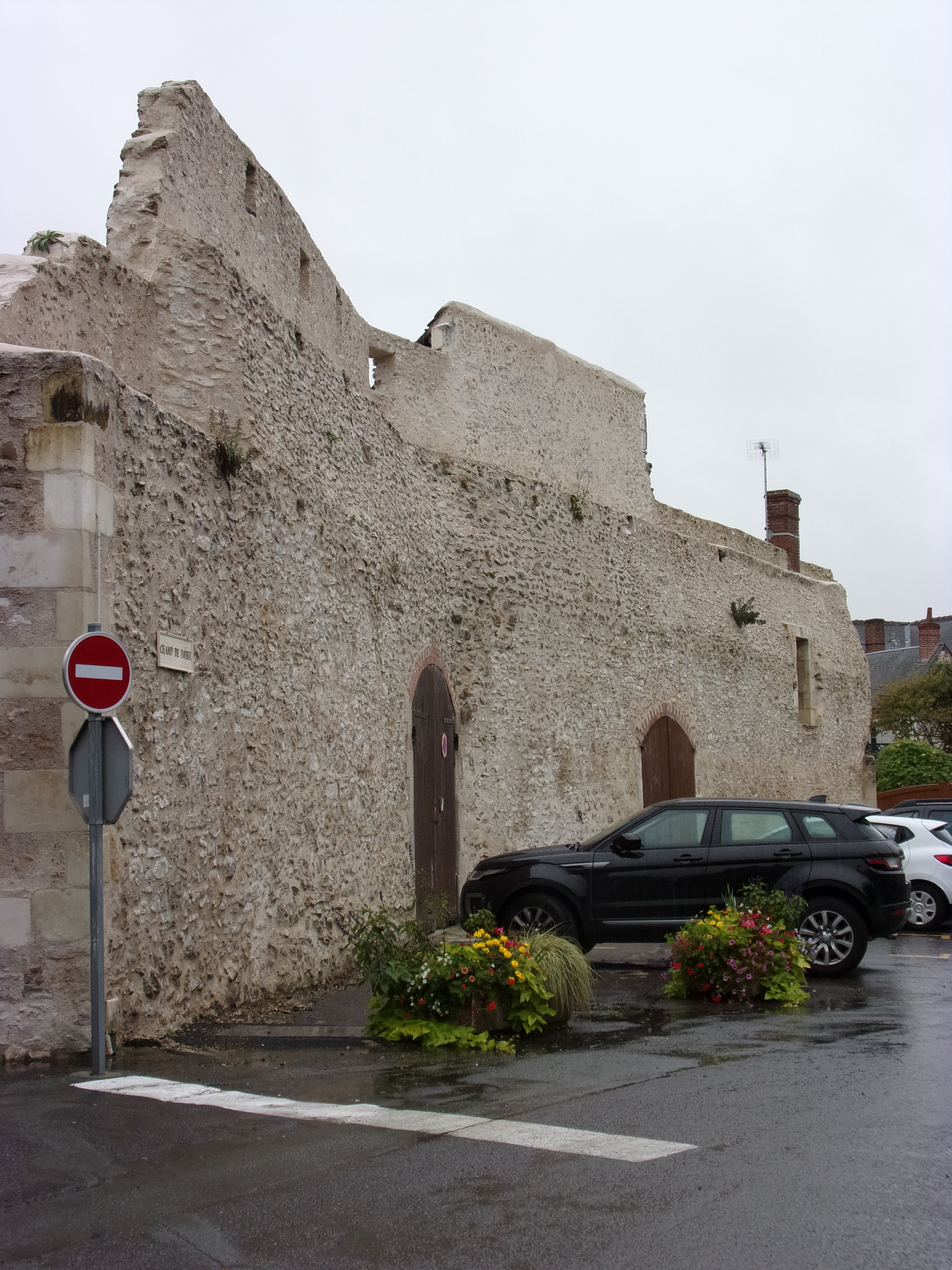
Section méridionale de l'enceinte.
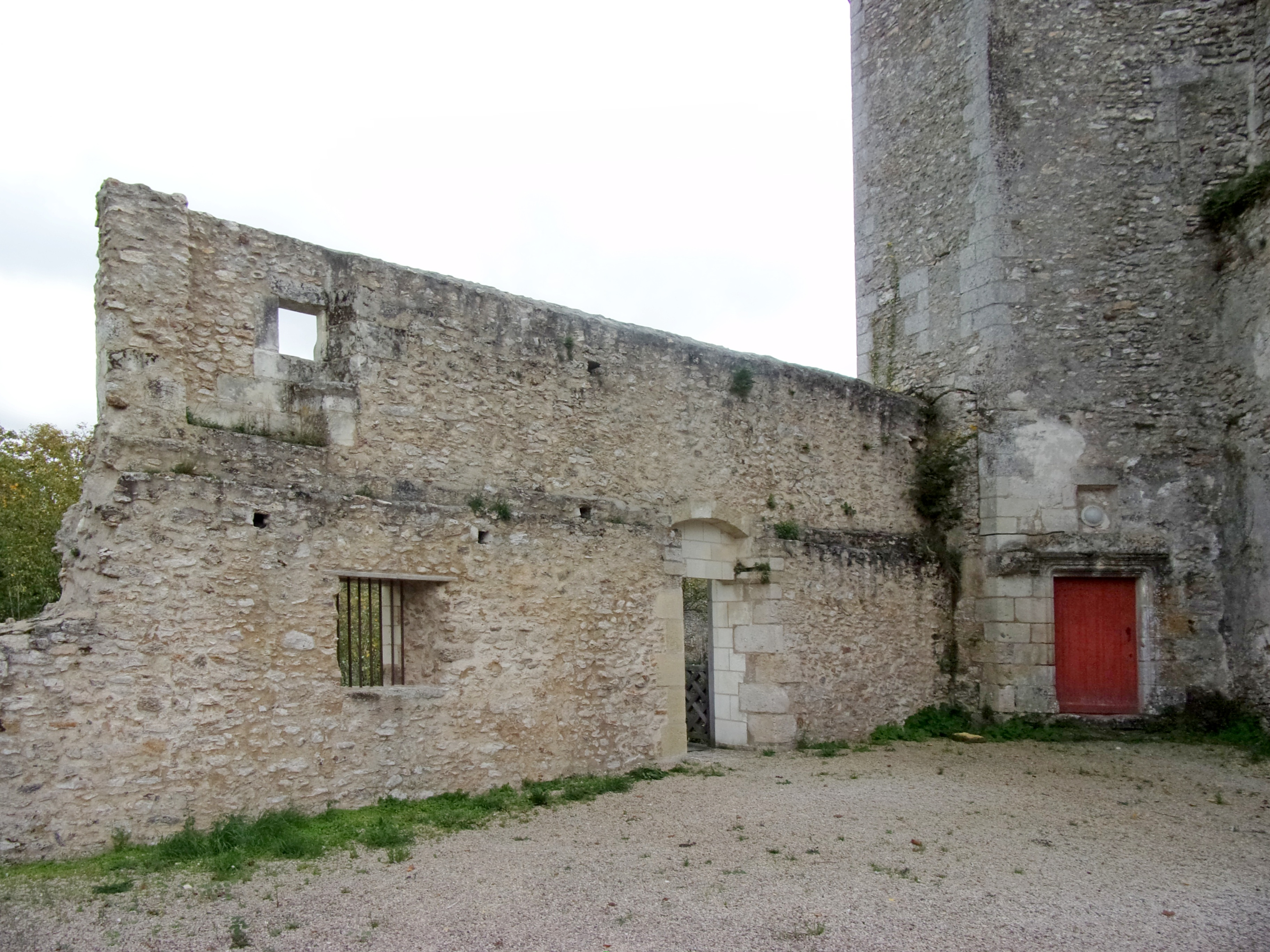
Section orientale de l'enceinte et poste de guet.
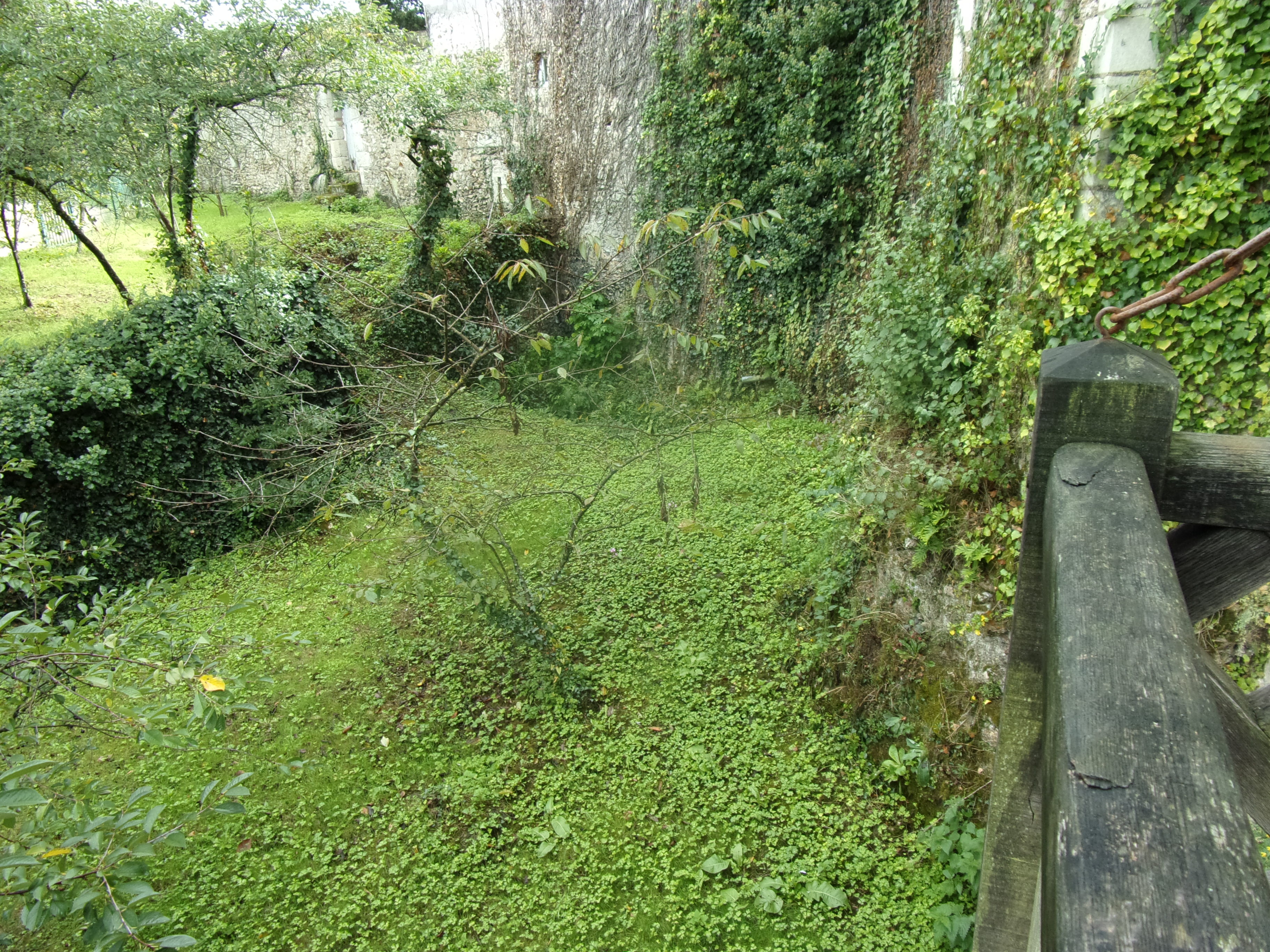
Douves, derrière le logis abbatial.

#### Jardins, vergers, vignes et vivier

Plan simplifié des espaces cultivés.

Outre les ressources des terres possédées ou contrôlées par l'abbaye, des aménagements « de proximité » permettent d'assurer l'alimentation de la communauté monastique.
À l'ouest du réfectoire est installé le « jardin des cuisines » ; entre les celliers et l'Indre celui « de l'infirmerie », sans doute réservé à la culture des plantes médicinales. À l'est du dortoir et jusqu'à la clôture monastique se développe le « grand jardin ». Il est pourvu d'au moins un puits, toujours en place. Au-delà de cette clôture se développe le verger. Au nord, à l'est et à l'ouest de l'église paroissiale Notre-Dame de Fougeray s'étendent de vastes clos plantés de vignes représentant une surface peut-être proche de 6 ha — pour d'autres abbayes, les vignes ne sont pas plantées à proximité, le vin étant produit dans des prieurés ou des métairies plus éloignées.
Le canal des moines, creusé entre l'Indre et l'enceinte monastique et faisant retour vers l'est et le sud en se raccordant au ruisseau des Riaux, sert de réserve piscicole, notamment au plus près de l'abbaye, juste avant les moulins, au niveau des latrines de l'abbaye. Cette réserve permet la conservation des poissons issus de pêcheries contrôlées par l'abbaye, sur l'Indre ou d'autres cours d'eau.

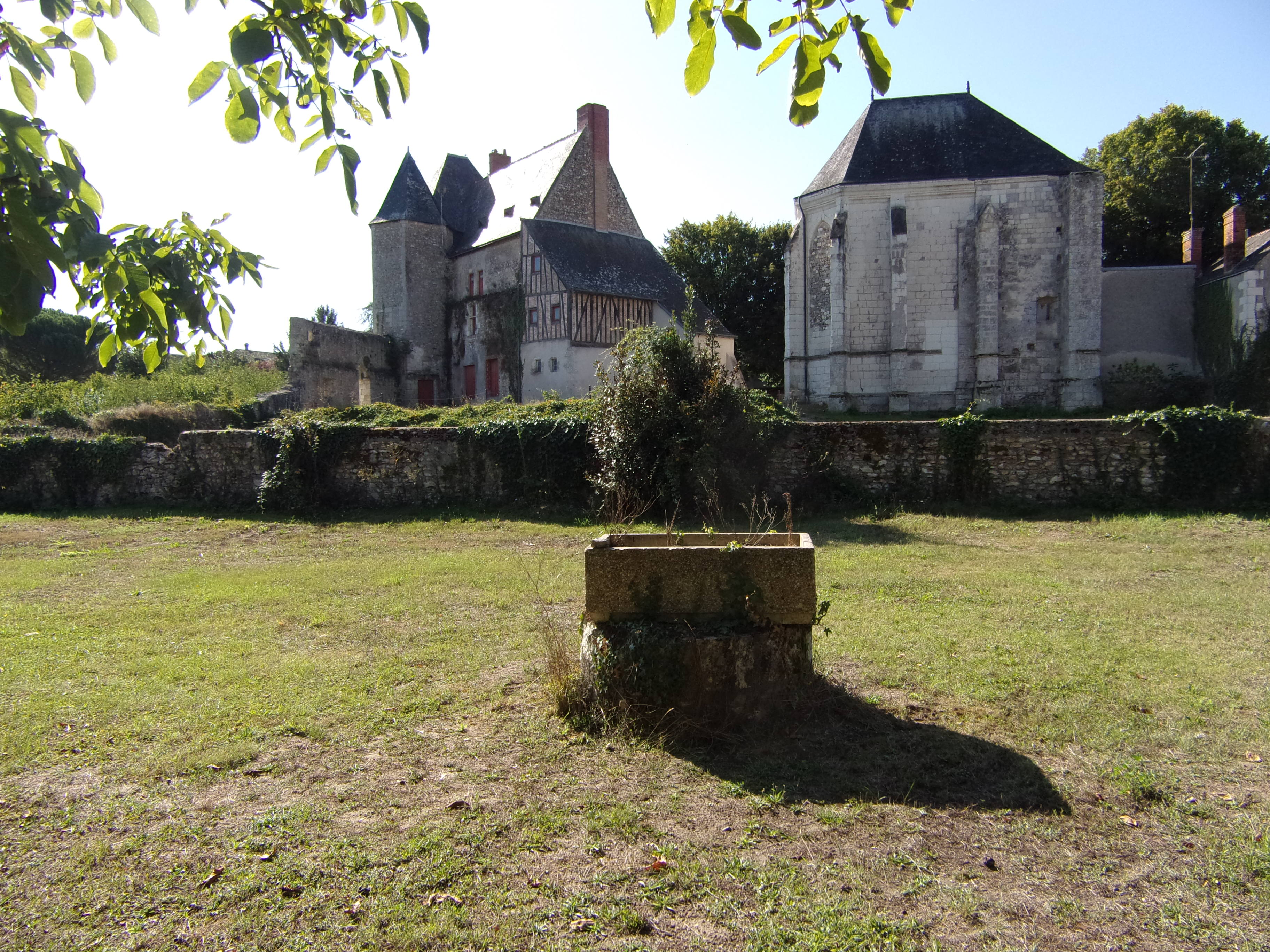
Grand jardin des moines et son puits.
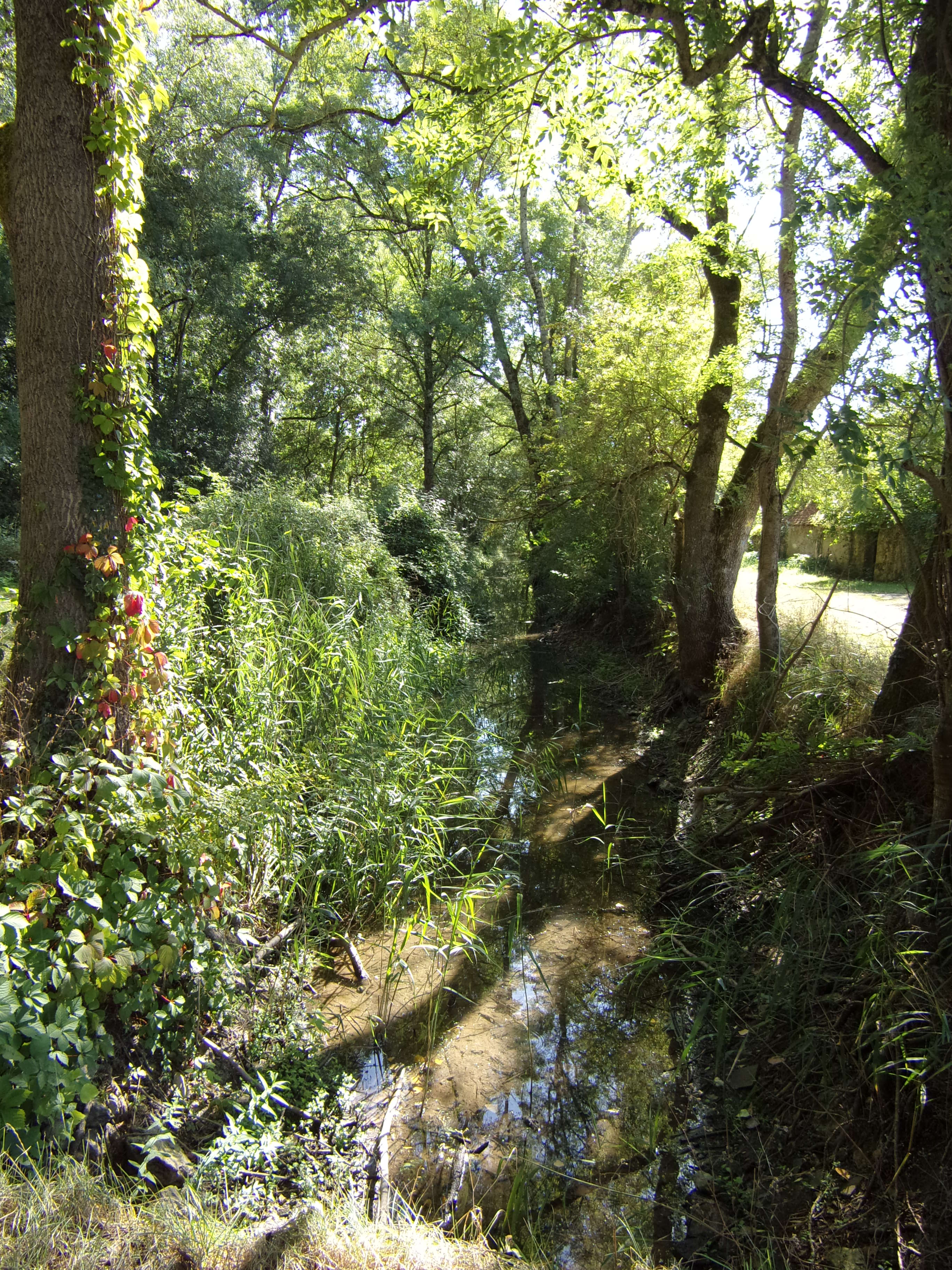
Canal des moines.

## Revenus et possessions de l'abbaye
Les premiers domaines relevant de l'abbaye sont ceux qui lui sont donnés par Ithier au moment de sa fondation en Touraine, mais aussi en Anjou, dans le Blésois et le Dunois. Plus tard, en 865, c'est l'important patrimoine foncier constitué pour Alcuin en Champagne (Pont-sur-Seine...) et en Bourgogne qui revient à Saint-Paul. Cet ensemble, très morcelé, est lourd et difficile à gérer ; il évolue d'ailleurs au fil des siècles, certains biens étant vendus, d'autres achetés. Le domaine de l'abbaye est complété au fil des siècles par les revenus de prieurés fondés en Touraine (Vontes à Esvres, les Roches-Saint-Paul à Ligré...), mais également dans d'autres régions françaises, comme en Normandie (Massy...) ,.
Les deux cartes matérialisent, reportées sur la géographie du XXIe siècle, les communes (assimilées aux paroisses) dans lesquelles l'abbaye de Cormery détenait des sources de revenus (rentes, dîmes, etc.) ou dans lesquelles des prieurés étaient sous sa dépendance. Elles sont établies à partir des inventaires des biens de l'abbaye réalisés au moment où celle-ci intègre la congrégation de Saint-Maur,. En 1666, Saint-Paul de Cormery possède 31 prieurés et des biens dans 28 paroisses appartenant à cinq archevêchés.
Au XVIIIe siècle, pourtant, la richesse temporelle l'abbaye s'est nettement réduite ; certains revenus sont aliénés et des prieurés sécularisés.
| Localisation sur la carte de France. · Cormery · Coussay · Arçay · Scorbé-Clairvaux · Parthenay · Bouy · Champigny · Passy · Villecerf · Boisroger · Marchésieux · Saint-Germain-des-Vaux · Orval · Ponts-sur-Seine |

Biens de l'abbaye de Cormery en France, Touraine exceptée (v. 1660).
| Carte de l'Indre-et-Loire · Cormery · Véretz · Esvres · Azay-sur-Cher · Veigné · Truyes · Rivarennes · Azay-le-Rideau · Rigny-Ussé · Tauxigny · Saint-Bauld · Saint-Branchs · Louans · Bossée · Bournan · Perrusson · Dolus-le-Sec · Anché · Ligré · Tours |

Biens de l'abbaye de Cormery en Touraine (v. 1660).

## Abbés de Saint-Paul

Blason des abbés commendataires de Cormery.

Soixante-neuf abbés se succèdent à Cormery entre 791 et 1789. Les trois premiers sont en fait des abbés de Saint-Martin de Tours qui assurent la direction de la jeune fondation. Avec Jacques, élu en 819 ou 820 par la communauté monastique de Cormery, s'ouvre une liste de 51 abbés réguliers. Malgré tout, Saint-Paul de Cormery reste affiliée à l'abbaye Saint-Martin de Tours qui valide l'élection de l'abbé. En 1519, Denis Briçonnet est le premier des 15 abbés commendataires qui dirigeront l'abbaye — le cardinal de Richelieu est le plus célèbre d'entre eux —, déléguant en fait à un prieur la gestion quotidienne de Saint-Paul, notamment sur le plan spirituel.
À partir de Denis Briçonnet, les abbés de Cormery adoptent un blason inspiré des armoiries attribuées à Charlemagne, signataire de la charte de fondation de l'abbaye. S'y ajoute l'épée symbolisant le glaive de la décollation de saint Paul, patron de l'abbaye. Les armes de l'abbaye se blasonnent ainsi : Mi-parti : au premier d'or à l'aigle bicéphale de sable, au second d'azur aux trois fleurs de lys d'or ; à l'épée basse d'argent, garnie d'or, brochant sur la partition.

## Études historiques et archéologiques
La liste qui suit n'est pas exhaustive. Elle est limitée aux études spécifiquement consacrées à l'abbaye de Cormery, ayant fait l'objet de publications conséquentes.
En 1861, l'abbé Jean-Jacques Bourassé rédige et publie une histoire de Cormery et de son abbaye, ainsi qu'une liste détaillée des abbés et prieurs de Saint-Paul ; cette publication ne s'attache pas spécifiquement à la description architecturale de l'abbaye. Elle est complétée par la retranscription du cartulaire de l'abbaye, d'après le manuscrit rédigé par Joachim Périon, prieur de Saint-Paul entre 1548 et 1557, et déposé à la bibliothèque municipale de Tours.
En 1908, Octave Bobeau, érudit local et, un peu plus tard, maire de Cormery, publie dans le bulletin du comité des travaux historiques et scientifiques une longue étude principalement consacrée à l'architecture et au décor de l'abbatiale romane.
En 1948, la cent-sixième session du congrès archéologique de France se tient à Tours. Ses travaux, publiés l'année suivante, contiennent un chapitre rédigé par Frédéric Lesueur et consacré, après un historique rapide de l'abbaye, à une description de ses vestiges, et notamment de la tour Saint-Paul.
L'archéologue tourangeau Charles Lelong, qui consacre par ailleurs d'importants ouvrages aux fondations monastiques bénédictines d'Indre-et-Loire comme la basilique Saint-Martin ou l'abbaye de Marmoutier, publie en 1966 une description détaillée des vestiges de la basilique romane de l'abbaye. Il complète cette publication en 1993, puis en 1996.
La direction régionale des Affaires culturelles (DRAC) de la région Centre entame en 1992 une étude sur l'abbaye bénédictine de Cormery, en amont de plusieurs opérations d'aménagement ou de construction intéressant le site. Valérie Mauret-Cribellier, chargée d'études auprès de la DRAC, en publie les principaux résultats sous forme d'un inventaire détaillé des vestiges de l'abbaye dans l'édition 1994 du bulletin de la Société archéologique de Touraine.
Annick Chupin, présidente de l'association des amis d'Alcuin (Cormery) de 1993 à 2008, publie au cours de cette période plusieurs études thématiques centrées sur l'histoire de l'abbaye Saint-Paul,,.
De 2014 à 2017, dans le cadre d'une thèse de doctorat conduite par Thomas Pouyet, des fouilles et des sondages intéressent plusieurs sites, dont le cloître, la nef et la partie nord du transept, pour en étudier les niveaux de circulation à l'époque médiévale. Les vestiges en élévation font l'objet de relevés architecturaux précis. À l'issue de ces travaux, les connaissances sur l'histoire et l'architecture de l'ensemble de l'abbaye sont actualisées dans une étude globale du site publiée en juin 2020.

## Saint-Paul de Cormery dans la culture populaire

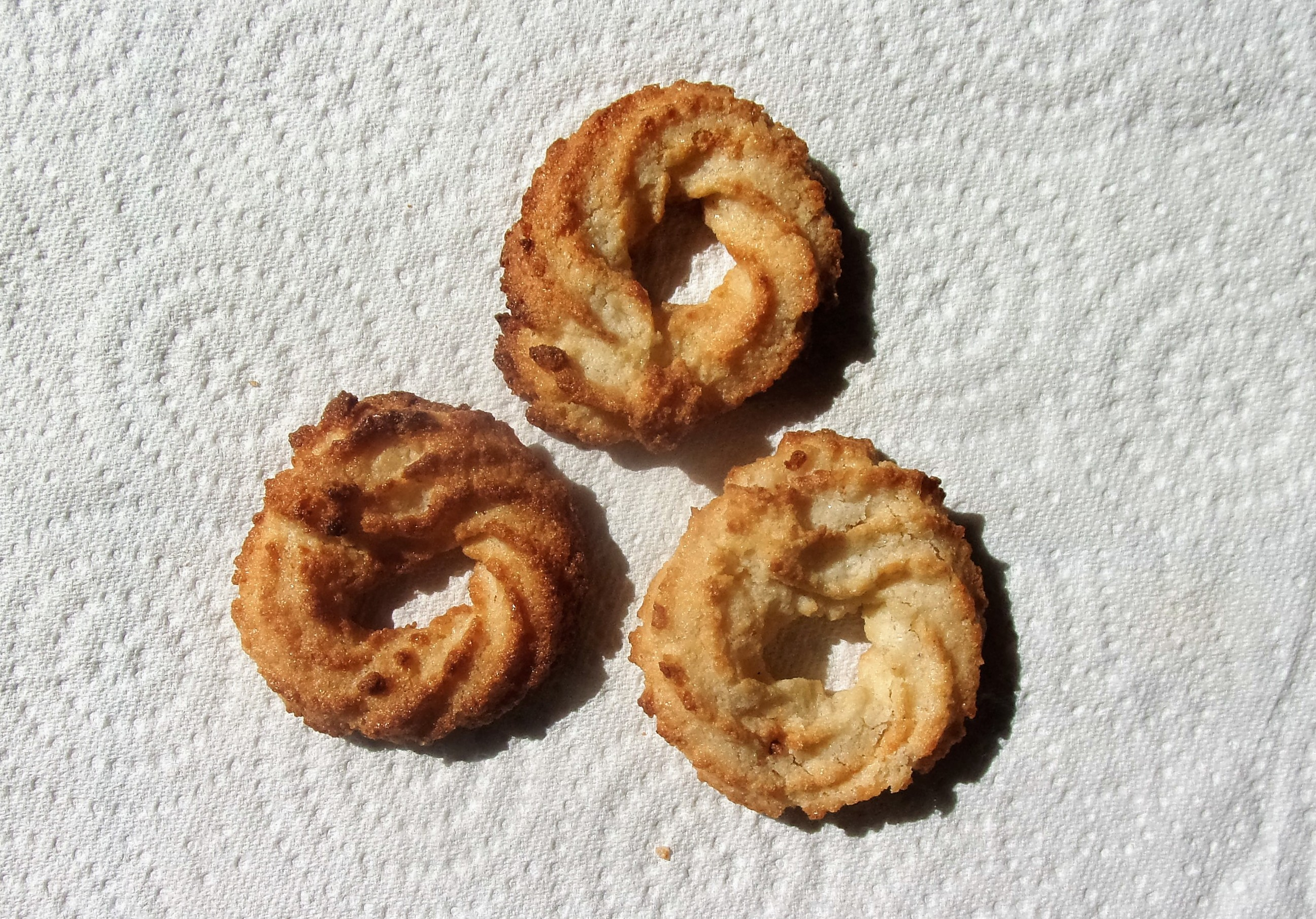
Macarons de Cormery.

Les macarons de Cormery sont une pâtisserie confectionnée à base de poudre d'amandes, de sucre et de blanc d’œuf dont la particularité réside dans leur forme : circulaires, ils sont percés en leur centre.
La tradition qui fait remonter la création ces pâtisseries à la fondation de l'abbaye, par ses premiers moines, n'est pas avérée. Le macaron pourrait trouver son origine dans une pâtisserie italienne importée en France à la Renaissance, ou avoir été inventé à l'abbaye de Cormery dans la seconde partie du XVIIIe siècle. Les légendes expliquant la forme des macarons, troués au milieu comme « le nombril d'un moine », sont également nombreuses et invérifiables.

## Pour en savoir plus

#### Publications spécifiquement consacrées à Cormery ou son abbaye
- Agence Bailly-Leblanc et Thalweg Paysage, « Commune de Cormery - élaboration d'une aire de mise en valeur de l'architecture et du patrimoine - diagnostic AVAP » [PDF], sur le site des services de l'État en Indre-et-Loire.
- Octave Bobeau, « Les églises de Cormery (Indre-et-Loire) », Bulletin archéologique du Comité des travaux historiques et scientifiques,‎ 1908, p. 344-370 (lire en ligne).
- Jean-Jacques Bourassé, « Cartulaire de Cormery, précédé de l'histoire de l'abbaye et de la ville de Cormery, d'après les chartes », Mémoire de la Société archéologique de Touraine, Tours, t. XII,‎ 1861, p. 1-325 (lire en ligne).
- Philippe Chapu, « L'abbaye de Cormery, visite guidée », Bulletin de la société des amis du pays lochois,‎ décembre 1991, p. 119-138 (ISSN 1244-3816, OCLC 473577837).
- Annick Chupin, « Cormery 1791-1820. Le dépeçage d'une abbaye millénaire », Bulletin de la Société archéologique de Touraine, t. XLIV,‎ 1995, p. 537-550 (ISSN 1153-2521, lire en ligne).
- Annick Chupin, « Historiens de l'abbaye de Cormery au XVIIe siècle : Dom Yves Gaigneron et Dom Gilbert Gérard », Bulletin de la Société archéologique de Touraine, t. XLVI,‎ 2000, p. 253-268 (ISSN 1153-2521, lire en ligne).
- Annick Chupin, « Alcuin et Cormery », Annales de Bretagne et des pays de l'Ouest, Presses universitaires de Rennes, t. CXII, no 3,‎ 2004, p. 103-112 (DOI 10.4000/abpo.1225).
- Charles Lelong, « Vestiges romans de l'abbatiale de Cormery », Bulletin Monumental, t. CXXIV, no 4,‎ 1966, p. 381-387 (DOI 10.3406/bulmo.1966.4658).
- Charles Lelong, « Encore Cormery… », Bulletin de la Société archéologique de Touraine, t. XLIV,‎ 1996, p. 785-791 (ISSN 1153-2521, lire en ligne).
- Frédéric Lesueur, « Cormery », dans Congrès archéologique de France, CVIe session tenue à Tours en 1948, Paris, Société française d'archéologie, 1949, 416 p., p. 82-110.
- Valérie Mauret-Cribellier, « L'abbaye bénédictine Saint-Paul de Cormery (Indre-et-Loire) », Bulletin de la Société archéologique de Touraine, t. XLIV,‎ 1994, p. 119-144 (ISSN 1153-2521, lire en ligne).
- Michel-J. Peutin, Cormery : mille ans d'histoire d'une abbaye, Truyes, Cadic, 1986, 18 p.
- Thomas Pouyet, Cormery et son territoire : origines et transformations d’un établissement monastique dans la longue durée (8e-18e siècles) : Archéologie et Préhistoire, vol. I : Texte, Tours, Université de Tours / Région Centre-Val de Loire, 2019, 399 p. (lire en ligne [PDF]).
- Thomas Pouyet, Cormery et son territoire : origines et transformations d’un établissement monastique dans la longue durée (8e-18e siècles) : Archéologie et Préhistoire, vol. II : Corpus de preuves, Tours, Université de Tours / Région Centre-Val de Loire, 2019, 309 p. (lire en ligne [PDF]).
- Thomas Pouyet, « Cormery et son territoire : origines et transformations d’un établissement monastique dans la longue durée (VIIIe – XVIIIe siècle) », Bulletin du centre d’études médiévales d’Auxerre, no 24.2,‎ 2020 (DOI 10.4000/cem.17943).

#### Publications générales consacrées à l'architecture, l'histoire ou la géographie
- Dom Michel Germain, Matériaux du Monasticon Gallicanum, ms. Latin 11821 « Delineatio imperialis abbatiæ S. Pauli Cormeriacensis »
- Bernard Briais (ill. Brigitte Champion), Découvrir la Touraine : la vallée de l’Indre, Chambray-lès-Tours, CLD, 1980, 205 p.
- Jacques-Xavier Carré de Busserolle, Dictionnaire géographique, historique et biographique d'Indre-et-Loire et de l'ancienne province de Touraine, t. II, Société archéologique de Touraine, 1879, 489 p. (lire en ligne).
- Annich Chupin, « Ithier abbé de Saint-Martin et fondateur du monastère Saint-Paul de Cormery », Bulletin de la société des amis du pays lochois,‎ décembre 1993, p. 221-225.
- Jean-Mary Couderc (dir.), Dictionnaire des communes de Touraine, Chambray-lès-Tours, C.L.D., 1987, 967 p. (ISBN 2-85443-136-7).
- Jean-Luc Flohic (dir.), Patrimoine des communes d'Indre-et-Loire, t. 1, Paris, Flohic, 2001, 704 p. (ISBN 2-84234-115-5).
- Pierre Leveel, La Touraine disparue et ses abords immédiats, Chambray-lès-Tours, C.L.D., 1994, 319 p. (ISBN 2-85443-253-3).
- Jacques Maurice, Histoire de la vallée verte : synthèse sur Cormery, Courçay, Esvres et Truyes, Joué-lès-Tours, Société d'Étude de l'Indre et de ses affluents, 1990, 157 p.
- André Montoux, Vieux logis de Touraine, t. 7, Chambray-lès-Tours, CLD, 1987, 217 p. (ISBN 2-85443-134-0).
- Robert Ranjard, La Touraine archéologique : guide du touriste en Indre-et-Loire, Mayenne, Imprimerie de la Manutention, 1949 (réimpr. 1986), 3e éd., 733 p. (ISBN 2-85554-017-8).
- Éliane Vergnolle, Saint-Benoît-sur-Loire et la sculpture du XIe siècle, Paris, Picard, 1985, 335 p. (ISBN 978-2-7084-0132-7).